# Gassin
Pour les articles homonymes, voir Gassin (homonymie).
Gassin (prononciation [ɡasɛ̃] ) est une commune française située dans le golfe de Saint-Tropez (département du Var, en région Provence-Alpes-Côte d’Azur).
Peuplé au moins depuis le Néolithique, le territoire se trouve dans l’aire d’influence massaliote puis sous la domination des Romains qui ont laissé les traces de plusieurs villas rustiques. Le village perché est bâti sur un éperon rocheux après l’expulsion des Sarrasins, dans le but d’échapper à l’insécurité du bord de mer. Il se développe peu au cours des siècles suivants, conservant son caractère rural typique du bassin méditerranéen avec la culture dominante de l’olivier, du blé et de la vigne. Au XIXe siècle, l’industrie du liège et la sériciculture changent peu l’économie locale. L’installation d’une usine de torpille au début du XXe siècle influence durablement le golfe de Saint-Tropez, l’usine employant jusqu’à plus de mille personnes.
Commune rurale conservant son caractère viticole et forestier, Gassin voit son économie de plus en plus influencée depuis la fin du XIXe siècle par le tourisme. À l’origine, les autorités locales montrent peu d’intérêt pour ce secteur, conduisant notamment à la scission de deux importants quartiers érigés en commune[pourquoi ?] : Cavalaire et La Croix. Au XXIe siècle, Gassin abrite de nombreux établissements, principalement haut de gamme, liés au tourisme dont un polo club et un golf et développe un accueil spécifique marqué par la nature, de nombreuses animations et l’œnotourisme.
On trouve à Gassin deux inscriptions en site inscrit et deux ZNIEFF. La commune se trouve dans l’aire d’habitat de la tortue d'Hermann. Elle dispose également d’un patrimoine rural valorisé[Comment ?]. Sa préservation dans un secteur fragile[pourquoi ?] a permis le classement du village parmi les Plus Beaux villages de France en 1994, année marquée également par la création du nouveau village. Le passage de nombreux artistes et les tournages liés à la popularité de la commune voisine de Saint-Tropez ont donné lieu à de nombreuses créations artistiques ayant pour thème le village.

## Géographie

### Localisation
Gassin est limitrophe de Saint-Tropez et les deux villages sont distants de 8,2 km. Gassin se situe à 36,7 km de Fréjus, 46,7 de Draguignan, 65 de Toulon, 113 de Nice et 130 de Marseille.

### Situation
La commune est située sur le littoral sud-est du Var, au centre de la presqu’île de Saint-Tropez.
Son territoire est limitrophe de ceux de quatre communes :
| Cogolin         | Mer Méditerranée Golfe de Saint-Tropez au large Grimaud et Sainte-Maxime | Saint-Tropez |
| Cogolin         | Gassin                                                                   | Ramatuelle   |
| La Croix-Valmer | La Croix-Valmer                                                          | Ramatuelle   |

### Géologie et relief

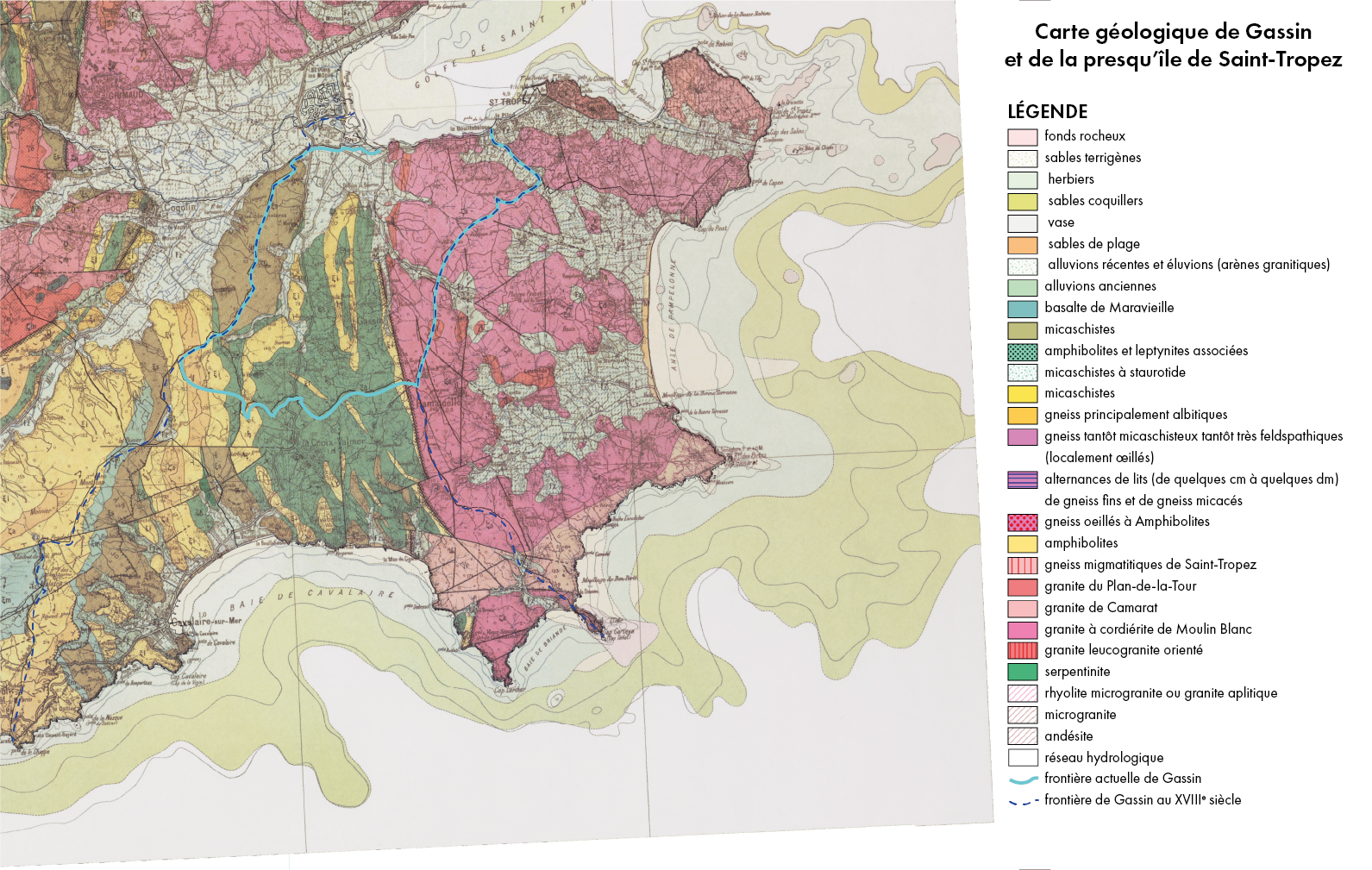
Carte géologique de Gassin et de la presqu’ile de Saint-Tropez

La superficie de la commune est de 2 474 hectares. La commune a été autrefois plus étendue au nord, avec la possession du territoire où se trouve actuellement le port et les Marines de de Cogolin : ce lai de mer[Quoi ?] a été cédé à la commune au XIXe siècle. Au siècle suivant, la commune a été amputée de deux secteurs érigés en commune : Cavalaire (1929) et La Croix (1934). Elle s’étendait alors sur 64 km². Son altitude varie de 0  à   324 mètres. Le bourg est situé à 201 mètres d’altitude et le point culminant, 324 mètres, se situe au Barri de Gassin, au nord des moulins de Paillas.
Le golfe que domine Gassin comporte des fonds rocheux sur lesquels se trouvent des sables terrigènes. Ils sont alimentés par les cours d’eau qui drainent les roches granitiques et gneissiques dans le nord du golfe et apportent des sables quartzeux et les roches gneissiques au fond du golfe. Ces apports de sable forment un cordon littoral qui barre le fond du golfe et la plage sous-marine liée. L’herbier de posidonie s’installe à proximité du rivage sur des fonds peu sableux. Plus loin vers le large se trouvent les sables coquilliers, dans les fonds de - 40 à - 60 mètres. Ils sont formés principalement de débris calcaires, surtout des algues lithomaniées. Plus au large et plus profondément apparaît la vase gris bleu.
Sur la terre émergée, les formations récentes ont permis la présence de plages de sable. Il existe des éboulis de faible épaisseur. Les vallées du nord de la commune sont constituées d’alluvions récentes et d’éluvions généralement formées de sables micacés plus ou moins argileux avec lits de galets.
La commune appartient géologiquement au massif des Maures, chaîne de montagne de faible altitude qui s’étend d’Hyères à Fréjus au nord du golfe.
Les terrains plus anciens sont formés avec des micaschistes et des amphibolites et leptynites associées et leur altération fait apparaître un sol ocre remarquable. Les leptynites d’origine volcanique et composées de quartz et albite ont parfois conservé leur structures gabbroïques dans les affleurements au sud de Gassin. Des masses de serpentine, plus récentes, affleurent parmi les amphibolites, notamment dans les anciens hameaux de Gassin, le Vieux Saunier et la Carade.
Dans la Presqu’île, les micaschistes sont largement cristallisées à muscovite, biotite et minéraux généralement microscopiques (grenat et tourmaline) et n’affleurent que très peu. Les gneiss peuvent être répartis en trois groupes :
- les plus répandus tantôt micaschisteux, tantôt feldspathiques, brunâtres peu différents des micaschistes ;
- les gneiss associés à des bancs et amygdales (en) de pegmatites ;
- les gneiss fins qui alternent avec des micaschistes plus ou moins feldspathiques ;
- les gneiss œillets (embréchites) ;
- les gneiss migmatiques de Saint-Tropez.

Parmi les autres roches présentes se trouvent :
- les amphibolites, roches très sombres ;
- les granites à cordiérite ;
- les granites de Camarat ;
- les granites leucocrates (leucogranites orientés) notamment dans les quartiers Minuty et Bertaud.

Il y a également des enclaves dioritiques constituées de roches mésocrates à mélanocrates.
Il existe des filons de quartz, de pegmatite, de microgranite, de microdiorite et des filons basiques.
L’orogénèse majeure du secteur remonte au hercynien. L’ensemble cristallophylliens du golfe de Saint-Tropez est séparé en deux par l’accident de Grimaud qui sépare le territoire de Gassin en deux dans un axe nord-sud au niveau de la route de la Berle avec à l’ouest des micaschistes et des amphibolites et à l’est des migmatites et des granites. L’âge stratigraphique du secteur occidental est antérieur au Stéfanien, possiblement du Primaire inférieur ou du Précambrien terminal. Le métamorphisme des micaschistes s’est produit à la période hercynienne. Dans le secteur oriental, la tectonique souple est responsable du plissement des schistes cristallins.
L’accident de Grimaud s’est produit tardivement au temps varique. Le massif n’a plus évolué notablement dès le Trias.

### Hydrographie et eaux souterraines
La commune est traversée par le fleuve côtier le Bélieu, long de 4,8 km, ainsi que par son affluent le Bourrian (appelé autrefois rivière de la Gassinière), long de 8,9 km, et ses sous-affluents, le ruisseau de l’Escaled et le ruisseau de la Vernatelle. À l’est, le ruisseau la Bouillabaisse, également appelé Les Marres, sert de frontière entre Gassin et Saint-Tropez, jusqu’à la plage homonyme que se partagent les deux communes,. Les cadastres ou cartes anciennes évoquent d’autres cours d’eau : le ruisseau de la Rouillère, confondu avec le Bélieu, le Peynié, affluent du Bourrian. Le Val de Bois, également appelé ravin de Patapan, est un autre cours d’eau traversant Gassin, affluent du Bélieu. Le ruisseau de Valescure naît au Barri de Gassin pour passer immédiatement sur la commune de La Croix-Valmer et se jeter dans la Méditerranée, au sud, quand le Bélieu et le Bourrian s’y jettent au nord, dans le golfe.

## Climat
Pour des articles plus généraux, voir Climat de Provence-Alpes-Côte d'Azur et Climat du Var.
En 2010, le climat de la commune est de type climat méditerranéen franc, selon une étude du Centre national de la recherche scientifique s'appuyant sur une série de données couvrant la période 1971-2000. En 2020, Météo-France publie une typologie des climats de la France métropolitaine dans laquelle la commune est exposée à un climat méditerranéen et est dans la région climatique Var, Alpes-Maritimes, caractérisée par une pluviométrie abondante en automne et en hiver (250 à 300 mm en automne), un très bon ensoleillement en été (fraction d’insolation > 75 %), un hiver doux (8 °C) et peu de brouillards.
Pour la période 1971-2000, la température annuelle moyenne est de 15,1 °C, avec une amplitude thermique annuelle de 14,5 °C. Le cumul annuel moyen de précipitations est de 847 mm, avec 6,8 jours de précipitations en janvier et 1,4 jours en juillet. Pour la période 1991-2020, la température moyenne annuelle observée à la station météorologique de Météo-France la plus proche, « Cogolin_sapc », dans la commune de Cogolin à 5 km à vol d'oiseau, est de 15,6 °C et le cumul annuel moyen de précipitations est de 958,0 mm. 
La température maximale relevée sur cette station est de 42 °C, atteinte le 22 août 2023 ; la température minimale est de −9,5 °C, atteinte le 30 décembre 2005,,.
Les paramètres climatiques de la commune ont été estimés pour le milieu du siècle (2041-2070) selon différents scénarios d'émission de gaz à effet de serre à partir des nouvelles projections climatiques de référence DRIAS-2020. Ils sont consultables sur un site dédié publié par Météo-France en novembre 2022.

### Présentation générale
Le climat de Gassin est classé Csb dans la classification de Köppen et Geiger, soit en climat supra-méditerranéen.
Le climat de la commune est un climat méditerranéen. Les étés y sont chauds et secs, même si la situation côtière de Gassin permet d’atténuer la rudesse des grandes chaleurs. Les jours de pluie sont rares mais les précipitations sont parfois violentes. La neige y est rare. La sécheresse estivale conduit régulièrement la préfecture du Var à prendre des mesures telles que des restrictions d’arrosage, l’interdiction des feux d’artifice et la fermeture des massifs. Le climat a eu une importance déterminante sur le développement de Gassin, notamment par le tourisme. La douceur des hivers a conduit au XIXe siècle à l’installation saisonnière de populations aisées.
Les vents dominants sont le mistral (nord/ouest), vent de terre qui a donné son nom à une rue du village, la montée Ven Terraou, et le levant (vent d’est). Le premier apporte généralement le beau temps, le second la pluie. Le ponant souffle habituellement du relief vers la mer.

### Données
Les données estimées sont:
| Données 2017               | Hiver    | Printemps | Été      | Automne  |
| Soleil                     |          |           |          |          |
| Heures d’ensoleillement    | 477 h    | 944 h     | 959 h    | 558 h    |
| Moyenne nationale          | 356 h    | 753 h     | 616 h    | 327 h    |
| Équivalent jours de soleil | 20 j     | 39 j      | 40 j     | 23 j     |
| Moyenne nationale          | 15 j     | 31 j      | 26 j     | 14 j     |
| Pluie                      |          |           |          |          |
| Hauteur de pluie           | 133 mm   | 83 mm     | 17 mm    | 123 mm   |
| Moyenne nationale          | 176 mm   | 159 mm    | 168 mm   | 196 mm   |
| Vent                       |          |           |          |          |
| Vitesse de vent maximale   | 101 km/h | 72 km/h   | 90 km/h  | 97 km/h  |
| Moyenne nationale          | 191 km/h | 130 km/h  | 126 km/h | 155 km/h |

## Urbanisme

### Typologie
Au 1er janvier 2024, Gassin est catégorisée commune rurale à habitat dispersé, selon la nouvelle grille communale de densité à sept niveaux définie par l'Insee en 2022.
Elle appartient à l'unité urbaine de Saint-Tropez, une agglomération intra-départementale regroupant trois  communes, dont elle est ville-centre,,. Par ailleurs la commune fait partie de l'aire d'attraction de Saint-Tropez, dont elle est une commune de la couronne,. Cette aire, qui regroupe 3 communes, est catégorisée dans les aires de moins de 50 000 habitants,.
La commune, bordée par la mer Méditerranée, est également une commune littorale au sens de la loi du 3 janvier 1986, dite loi littoral. Des dispositions spécifiques d’urbanisme s’y appliquent dès lors afin de préserver les espaces naturels, les sites, les paysages et l’équilibre écologique du littoral, tel le principe d'inconstructibilité, en dehors des espaces urbanisés, sur la bande littorale des 100 mètres, ou plus si le plan local d’urbanisme le prévoit.

### Occupation des sols
L’occupation des sols de la commune, telle qu’elle ressort de la base de données européenne d’occupation biophysique des sols Corine Land Cover (CLC), est marquée par l’importance des forêts et milieux semi-naturels (46,9 % en 2018), néanmoins en diminution par rapport à 1990 (53,7 %). La répartition détaillée en 2018 est la suivante :
forêts (46,9 %), cultures permanentes (20,2 %), zones agricoles hétérogènes (13,5 %), zones urbanisées (11,5 %), espaces verts artificialisés, non agricoles (5,9 %), zones industrielles ou commerciales et réseaux de communication (2 %).
L’IGN met par ailleurs à disposition un outil en ligne permettant de comparer l’évolution dans le temps de l’occupation des sols de la commune (ou de territoires à des échelles différentes). Plusieurs époques sont accessibles sous forme de cartes ou photos aériennes : la carte de Cassini (XVIIIe siècle), la carte d’état-major (1820-1866) et la période actuelle (1950 à aujourd’hui).
Le tableau ci-dessous présente l’occupation des sols détaillée de la commune en 2018, telle qu’elle ressort de la base de données européenne d’occupation biophysique des sols Corine Land Cover (CLC).
| Type d’occupation                                                                   | Pourcentage | Superficie (en hectares) |
| ----------------------------------------------------------------------------------- | ----------- | ------------------------ |
| Tissu urbain discontinu                                                             | 11,5 %      | 285                      |
| Zones industrielles ou commerciales et installations publiques                      | 2,0 %       | 50                       |
| Équipements sportifs et de loisirs                                                  | 5,8 %       | 145                      |
| Vignobles                                                                           | 20,2 %      | 502                      |
| Systèmes culturaux et parcellaires complexes                                        | 11,4 %      | 283                      |
| Surfaces essentiellement agricoles interrompues par des espaces naturels importants | 2,1 %       | 52                       |
| Forêts de feuillus                                                                  | 18,4 %      | 455                      |
| Forêts de conifères                                                                 | 4,5 %       | 111                      |
| Forêts mélangées                                                                    | 24,2 %      | 600                      |
| Source : Corine Land Cover                                                          |             |                          |

### Morphologie urbaine
Le territoire de la commune est urbanisé au niveau du village médiéval et de plusieurs hameaux (Minuty, Riboty, Saint-Jean, la Rouillère, Tras Barri) et lotissements (Saint-Martin, Sinopolis, Les Chênes).
Le village médiéval est situé sur une colline culminant à 200 mètres d’altitude, les hameaux se répartissent dans la plaine. Les autres secteurs urbanisés sont situés au carrefour de la Foux et sur le bord de mer menant à l’est vers Saint-Tropez. Les grands ensembles touristiques (parc Saint-James, village Air France du Graffionier) se trouvent au cœur de parcs arborés de plusieurs dizaines d’hectares les rendant très peu visibles. Les vignes occupent une large part d’un territoire où ont été conservés d’importants secteurs forestiers.

#### Un exemple d’organisation spatiale
Le village de Gassin est utilisé comme modèle dans les théories de l’organisation spatiale en information géographique et en architecture depuis notamment les travaux de Bill Hillier sur la syntaxe spatiale. Le village ancien est un exemple détaillé dans le livre de Bill Hillier et Julienne Hanson, The Social Logic of Space, publié par l’université de Cambridge.
Gassin est devenu un exemple de référence dans des travaux qui ont suivi, comme ceux conduits sous la direction ou menés par Michael Batty, Christophe Claramunt, Bin Jiang et Rodéric Béra. Ce dernier développe la notion d’adjacence relative comme outil de syntaxe spatiale.

### Logement
En 2019, le nombre total de logements dans la commune était de 3 628 alors qu’il était de 3 763 en 2013 et de 3 832 en 2008. Parmi ces logements, 33,4 % étaient des résidences principales, 63,7 % des résidences secondaires ou des logements occasionnels et 3,1 % des logements vacants. Ces logements étaient pour 69,8 % d’entre eux des maisons individuelles et pour 24,3 % des appartements.
La proportion des résidences principales, propriétés de leurs occupants était de 59,8 %, en légère augmentation par rapport à 1999 (59 %). La part de logements HLM loués vides (logements sociaux) était de 10,7 %.

### Planification de l’aménagement
Gassin dispose d’un plan local d’urbanisme depuis 2009,. Les résultats du PLU sont examinés par le conseil municipal en 2019. Les élus communaux décident d’engager une procédure de révision,.

### Projets d’aménagement
Plans et projets d’aménagement susceptibles d’affecter l’environnement :
- SA MINUTY, Conditionnement et embouteillage de vins à Gassin[43],
- "Les Maîtres vignerons de la Presqu’île de Saint-Tropez" à Gassin[44].

### Voies de communication et transports

#### Accès routiers
Le carrefour de La Foux fait de Gassin un lieu de passage important du golfe fréquemment saturé, notamment vers Saint-Tropez. Les accès routiers (RD 98, RD 559, RD 61, route des Moulins de Paillas) sont les seuls permettant de rallier la commune, dépourvue de voie ferroviaire comme d’infrastructure portuaire. Il est le lieu de fréquents embouteillages aux heures de travail et durant l’été notamment le mardi, jour de marché à Saint-Tropez,,.
La commune est accessible en voiture par l’A8 (E 80) en suivant la sortie  36 « Draguignan-Le Muy-Saint-Tropez » puis la RD 25 jusqu’à Sainte-Maxime et la RD 559, ou encore par l’A57 avec la sortie  13 « Le Cannet-des-Maures » puis par la RD 558 jusqu’à Grimaud puis par la RD 61 jusqu’au carrefour de La Foux.
La RD 559, passant par Gassin, permet par le bord de mer de rejoindre à l’ouest Toulon-La Valette-du-Var et à l’est Saint-Raphaël, Cannes, Nice, Monaco.

#### Accès maritimes
Plusieurs pontons le long du littoral de la commune permettent l’arrêt des bateaux de plaisance, notamment au chenal du Treizain pour les navires à moteurs et engins immatriculés. Gassin dispose de deux zones de mouillage sous autorisation d’occupation temporaire (AOT) : les zones « Gassin » et « Bertaud » sous la gestion de la direction départementale des territoires et de la mer.
Les ports les plus proches sont ceux de Cogolin (limitrophe des Marines de Gassin), Port Grimaud et Saint-Tropez pour la plaisance (moins de 10 km du centre du village par la route), ceux de Toulon (65 km), de Port Lympia à Nice (114 km) et du grand port maritime de Marseille (136 km) pour les lignes commerciales.

#### Transports aériens
Les aéroports les plus proches sont l’aéroport de La Môle - Saint-Tropez (12 km), l’aéroport de Toulon-Hyères (46 km), l’aéroport de Cannes - Mandelieu (79 km) et l’aéroport de Nice-Côte d’Azur (97 km).

#### Transports ferroviaires
Le territoire a été desservi durant plus de cinquante ans par le rail. La ligne du littoral varois des Chemins de fer de Provence a permis de désenclaver Gassin comme le reste de la presqu’île. La commune abrite alors cinq gares : Cavalaire, Pardigon, La Croix, Gassin, La Foux. Une gare fut construite en bas du village, dans un quartier qui a conservé ce nom. Il existait trois autres gare dans les hameaux de La Croix et Cavalaire. Le démantèlement de ces lignes à la fin des années 1940 a conduit à un accroissement du trafic routier qui demeure l’une des difficultés majeures du Golfe. Par ailleurs, un tramway reliait le carrefour de la Foux à Saint-Tropez, principalement sur le territoire de Gassin avec plusieurs arrêts :  La Foux, Bertaud, Oustalet deï Pescadous, Château-Martin, Malleribes et La Bouillabaisse.
Depuis, la gare de Saint-Raphaël-Valescure desservie par les TGV et TER Provence-Alpes-Côte d’Azur, située à 39 km par la route, est la plus proche. L’offre est complétée au nord par la gare des Arcs-Draguignan (TGV, Intercités de nuit et TER Provence-Alpes-Côte d’Azur), à 42 km au nord et par celle d’Hyères à 48 km à l’ouest (TGV et TER Provence-Alpes-Côte d’Azur).

#### Transports en commun
- Transport en Provence-Alpes-Côte d’Azur

Commune desservie par le réseau régional de transports en commun Zou !. Les collectivités territoriales ont en effet mis en œuvre un « service de transports à la demande » (TAD), réseau régional Zou !.
Les collégiens et lycéens de la commune disposent de transport en commun.
Gassin est desservi par plusieurs lignes de Varlib permettant de relier l’aire toulonnaise à l’ouest, la Dracénie au nord et vers l’est Fréjus, Saint-Raphaël ou Nice. Une seule de ces lignes publiques dessert le village, la 7705.
En saison, la ligne LER 36 reliant Marseille au Muy propose un prolongement jusqu’à Saint-Tropez.

### Risques naturels et technologiques
Le plan de prévention des risques identifie quatre risques principaux à Gassin : feu de forêt, inondation, mouvement de terrain et sismique (niveau 2). Entre 1983 et 2021, la commune a été touchée régulièrement par des inondations et des coulées de boue, conduisant à la prise par le gouvernement de dix arrêtés de reconnaissance d’état de catastrophe naturelle.

## Toponymie
Les origines du nom de Gassin sont l’objet de plusieurs interprétations.
Le toponymiste Charles Rostaing écarte l’hypothèse de l’origine latine Guardia Sinus (le gardien du golfe) arguant notamment que, jusqu’au milieu du XVIIIe siècle, Gassin s’appelait Garcin, il propose une origine pré-indo-européenne, avec un nom formé à partir des racines kar (pierre perchée) et sen (colline, bâti sur un rocher) qui aurait donné Garcin,. Gassin partagerait la même origine étymologique que La Crau, Cassis et le Carso.
Dans sa thèse sur les toponymes du Freinet, Élisabeth Sauze évoque la plus grande possibilité d’un nom de famille d’origine germanique tout en classant Gassin dans les noms de lieux d’origine indéterminée.
La commune aurait pris le nom de Guardia Sinus après l’installation d’une vigie sur les hauteurs de la commune. Les habitants auraient alors délaissé le lieu original d’habitation, Borianum (aujourd’hui le Bourrian) pour se regrouper autour du poste d’observation. Le nom du Bourrian est dérivé de castrum Borriani, ce dernier mot formé du patronyme Burrus et du suffixe latin -i-anum.
Beaucoup de noms de quartiers sont issus de la langue provençale. Le nom du quartier de Bagueirède est dérivé du baguié, le laurier-rose. D’autres sont des mots provençaux, devant parfois plus à un patronyme qu’à la signification du mot employé : Baou est un mot provençal désignant une colline, un promontoire rocheux souvent surmonté d’une surface plate ; Vernatelle une aulnaie, Cambon une plaine cultivée, Carteyron un quart de livre, le grafionier est le mot provençal pour le bigareautier, Roucas dou Casteous évoque le rocher du château.
Le quartier de Pimpinnon doit son nom au pin parasol, le pin pignon. Le nom de la Foux rappelle que l’eau se trouvait en abondance dans ce quartier autrefois marécageux. Tras Barri se trouvait après les rempart.

## Histoire

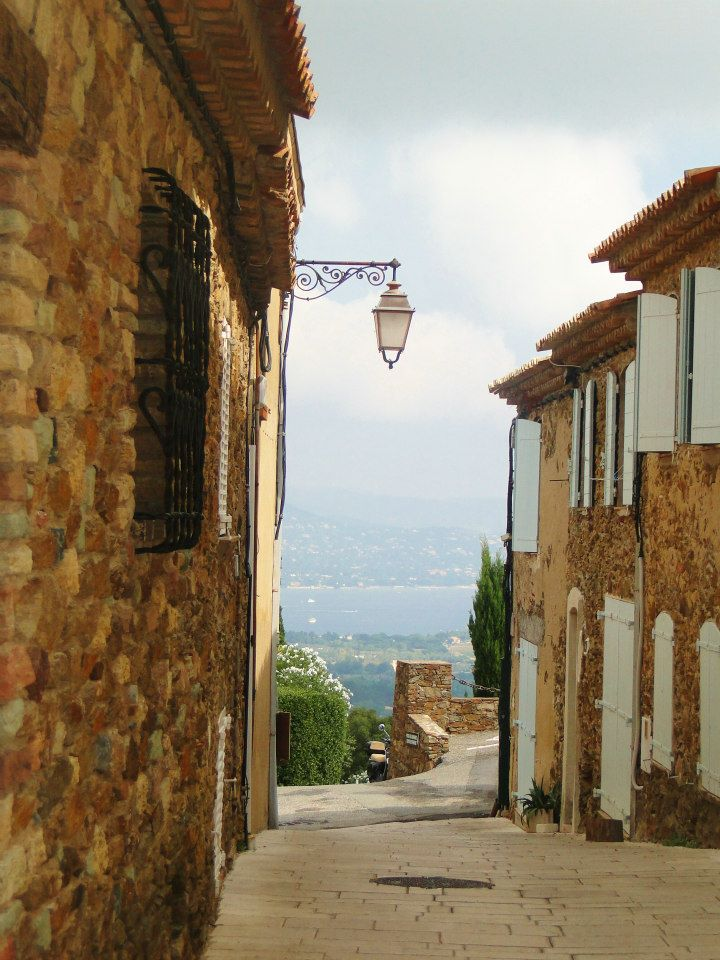
Extrémité de la rue Longue avec vue au nord sur le golfe de Saint-Tropez.

### Des populations celto-ligures romanisées
Des traces d’occupation humaine (silex) font remonter l’habitation humaine du secteur au Néolithique. La région était peuplée à l’origine de populations ligures auxquelles se mêlèrent des Celtes. L’historien et géographe grec Strabon les désigne comme Celtolygiens, précisant que les auteurs anciens les nomment Salyens. Pline l’Ancien, dans son Histoire naturelle, évoque comme populations dans ce secteur les Camulliques et les Sueltères.
Un tumulus est identifié au quartier du Bourrian.

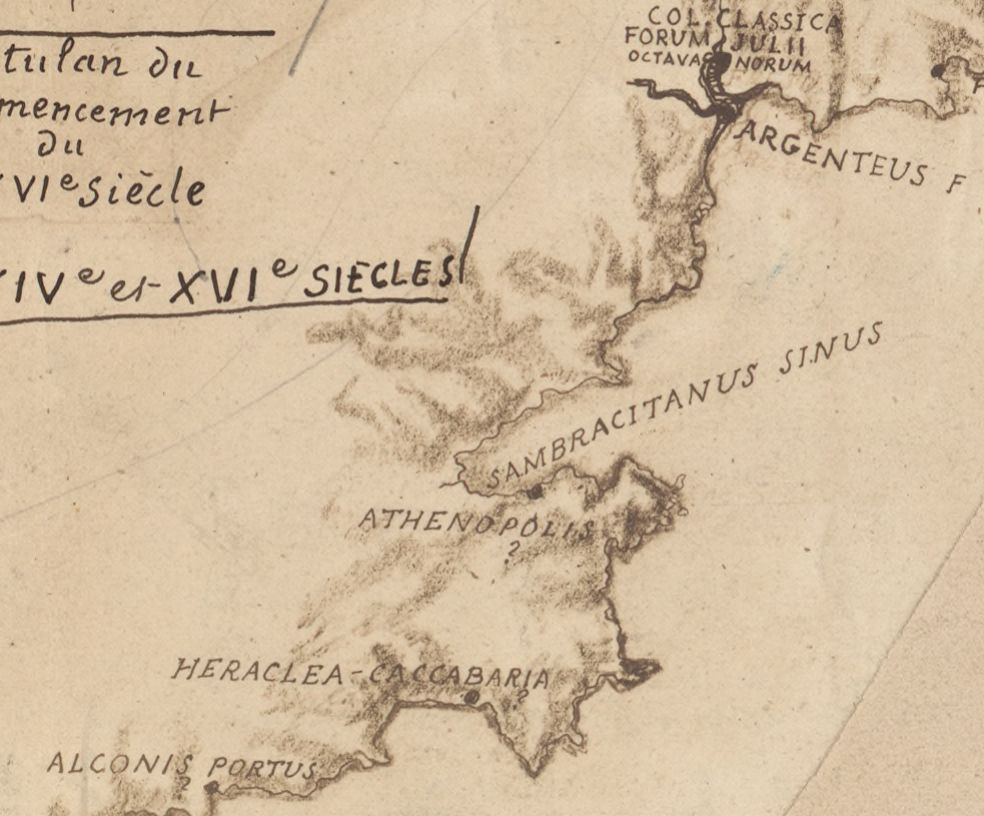
L’une des localisations possibles d’Athenopolis sur la Carte comparée des côtes de la Méditerranée. Gaule narbonnaise romaine réalisée par Ernest Desjardins vers le milieu du XIXe siècle.

Les Celto-Ligures ont laissé les traces d’un oppidum au Barri de Gassin / Castellas, ainsi qu’à Monjean, actuellement à Cavalaire-sur-Mer. Le territoire fut marqué par la présence grecque comme en témoignent l’existence de la cité d’Heraclia Caccabaria, aujourd’hui disparue, et de vestiges divers. Après la fondation de Massilia, les Grecs fondèrent également des comptoirs dans la région. L’un d’eux, Athénopolis, évoqué par Pline l’Ancien et Pomponius Mela est généralement situé dans le golfe de Saint-Tropez, entre les villes actuelles de Cavalaire et de Cogolin.
Le territoire de Gassin passa sous domination romaine lors de la conquête de la Gaule. Les légions romaines pacifièrent la zone ; tout indique que les populations locales ne participèrent pas au soulèvement contre l’autorité de Rome en -52. Les Salyens avaient participé entre -125 et -121 à une longue guerre contre les Romains, appelés à l’aide par les Marseillais. La presqu’île fit partie de la province romaine dénommée Gaule transalpine, puis Gaule romaine et Gaule narbonnaise. Lors de la réorganisation administrative menée vers 300 par Dioclétien, la région de Gassin fut intégrée à la Narbonnaise seconde. La capitale était Aquae Sextiae. L’itinéraire d’Antonin fait mention du Sinus Sambracitano, identifié au golfe de Saint-Tropez actuel. Pline l’Ancien mentionne l’existence d’Heraclia Caccabaria et d’une autre cité, Samblacis. Aucune n’apparaît sur la table de Peutinger.
Des vestiges d’habitat antique ont été découverts dans le quartier de Ville Vieille (Villam Veterem en 1403). Près de là, à La Croix et Cavalaire, anciennement situé à Gassin, se trouvent des domaines agricoles connus sous le nom de villae romaines de Pardigon. Divers objets, notamment des pièces, datant des temps du peuplement celto-ligure et romain ont été retrouvés. La découverte d’une inscription a permis de connaître une divinité celte vénérée alors, Lausco, Lauscus.

### Les invasions et la construction du fort médiéval

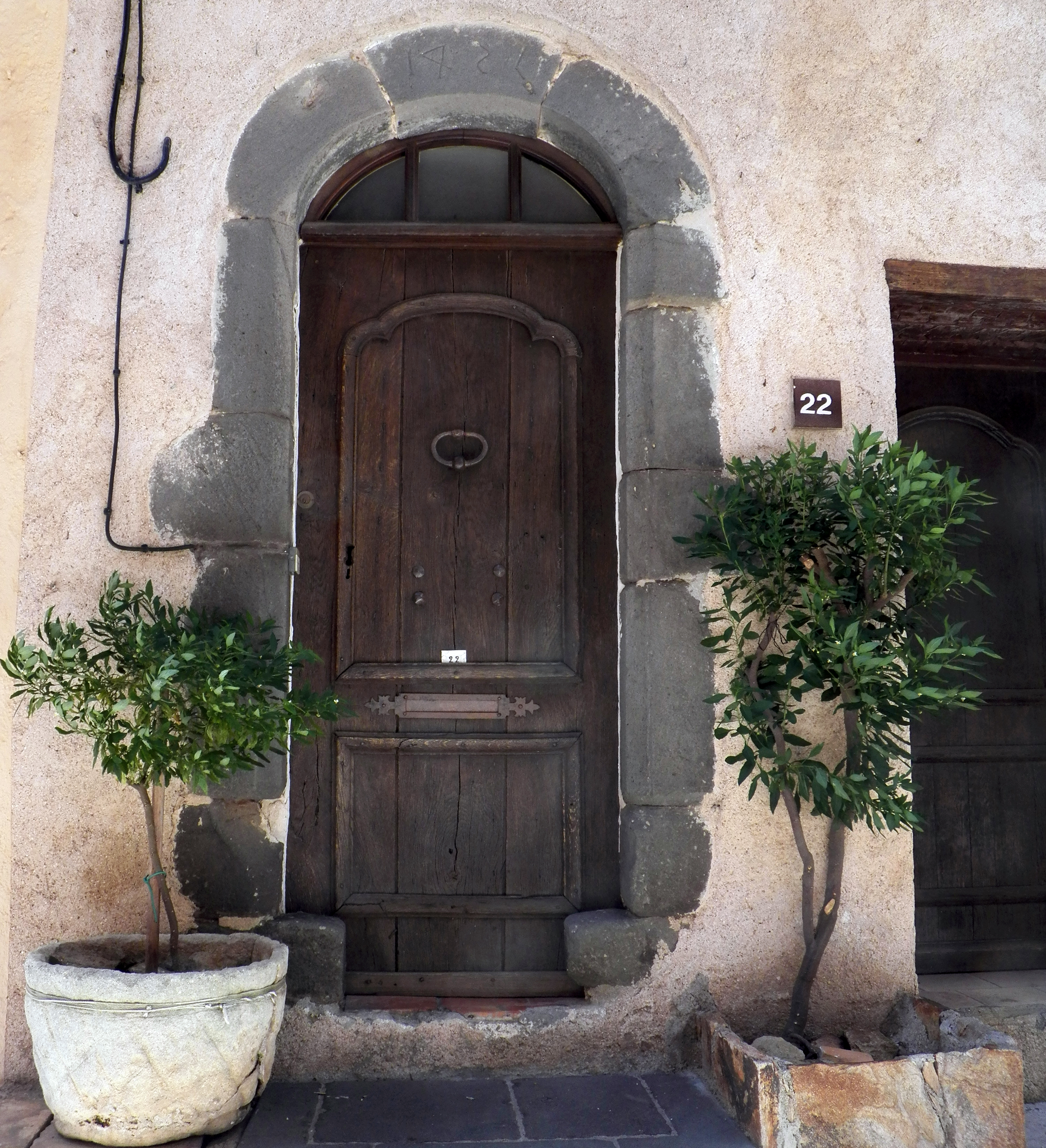
Porte ancienne de Gassin, dont le linteau porte la date de 1422.

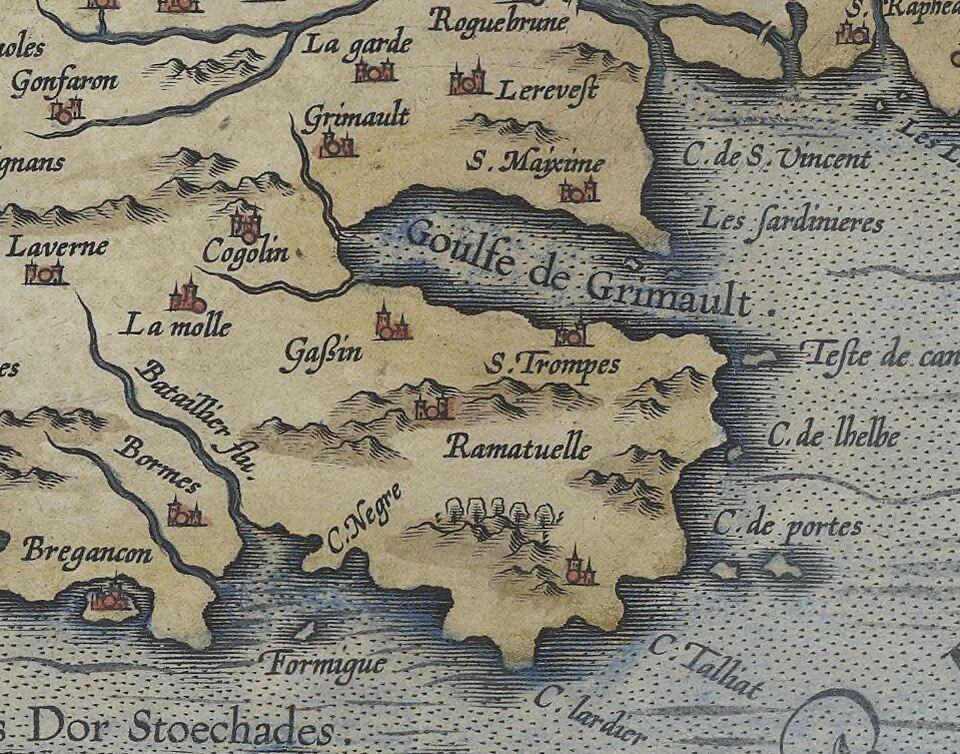
Gassin indiqué sur une carte de Provence réalisée en 1594 par Pierre-Jean Bompar pour le Theatrum Orbis Terrarum.

Les grandes invasions ayant accompagné la chute de l’Empire romain ne semblent pas avoir touché fortement la presqu’île de Gassin qui bénéficie de la protection naturelle des Maures.
Les côtes du Golfe, que ne protégeaient alors ni flotte ni système de surveillance, permirent à l’inverse des incursions de pirates et la ruine des habitats côtiers. Ce fut le cas pour Alconis, Saint-Tropez, Samblacis. Le chroniqueur Frédégaire rattache cet événement à la révolte de Mauront de Marseille, allié à Yusuf ibn ’Abd al-Rahman al-Fihri, contre Charles Martel.
Le territoire fut touché par la présence sarrasine. Selon le chroniqueur Liutprand de Crémone, vingt combattants venus d’Andalousie pénétrèrent dans la Presqu’île et y établirent un camp, le Fraxinet. Après l’invasion de l’Espagne en 711, des raids furent menés sur la Provence comme en 728 contre les îles de Lérins, en 838 à Marseille ou 842 et 869 à Arles, et au-delà Toulouse en 721, Nice en 813 ou Gênes en 935.
L’occupation musulmane du Fraxinet dura plusieurs décennies jusqu’au Xe siècle ; identifié à la Garde-Freinet, le centre névralgique des combattants andalous se situe, selon Philippe Sénac, plus proche du littoral, et donc de Gassin, dans la Presqu’île,. De là, ils menaient des attaques à travers la Provence, jusque dans le Piémont et en Suisse. Plusieurs auteurs, comme Emmanuel Davin, placent le camp des Maures à Gassin,.
L’un des caïds qui dirigea le groupe de combattants fut Nasr ibn-Ahmad, officier du calife Abd al-Rahman III.
Après l’enlèvement de Mayeul, abbé de Cluny, une expédition est organisée. L’offensive de Guillaume Ier de Provence et d’Ardouin (comte de Turin) mit fin à cette présence en 972-975 lors d’une offensive qui mit aux prises les ennemis à la Bataille de Tourtour.
Le territoire, par son site d’occupation principale alors, le quartier actuel du Bourrian (Borrianum), est évoqué dans le cartulaire de l’abbaye Saint-Victor de Marseille au XIe siècle,. Il n’est fait mention d’aucun lieu nommé Gassin, Garcin ou ses dérivés. Seuls figurent dans le cartulaire des noms qui pourraient être rapprochés de Gassin : Arnulfus de Garcino et Aicardus de Garcin, Gaufridi de Garci et Guilelmus Garcinus. Dans une charte de 1083 émanant du comte de Provence Bertrand II, il est question d’un Petrus Garcinus ; en 1097, de « Garcino » ; dans une autre charte datée de 1100 d’un « burgo Garcini ». Gassin apparaît dans sa graphie ancienne dans les Statuts de la baillie de Fréjus, en 1235.
L’habitat se groupa autour de la chapelle Notre-Dame-de-la-Compassion. Malgré  la présence d’un passage des Templiers dans le village moderne et dont la dénomination ne date que du XXe siècle, rien n’indique qu’il exista un établissement de cet ordre. Des auteurs anciens ont imaginé que le clocher carré de l’église du village, sur le sommet de la colline dominant le golfe de Saint-Tropez, fut une vigie templière. Le bourg se déplaça au site actuel du village. L’habitat dispersé, fréquent durant l’antiquité, se raréfia à cause des longues périodes d’insécurité. Le village actuel garde de nombreuses traces de ce passé, notamment les remparts et l’habitat du vieux fort. La porte des Sarrasins marque l’entrée de ce secteur.
L’expulsion des Sarrasins ne met pas fin à l’insécurité qui dure encore plusieurs siècles. Les razzias font des morts parmi les populations locales, quand d’autres sont réduits en esclavage. L’enlèvement devient une source de revenus pour les pirates qui permettent parfois le rachat des captifs : plusieurs familles gassinoises sont ainsi réunies, après parfois des captivités de plusieurs années en Afrique du Nord. C’est le cas de l’un des deux frères Magnan, enlevés et détenus à Bône.
Les Sarrasins ne sont pas la seule menace. En 1394, le village est attaqué par des hommes de la Garde-Freinet. Gassin est pillé et dépeuplé.

### Le détachement de Saint-Tropez
À la fin du Moyen Âge, Saint-Tropez est détaché de la seigneurie de Gassin. Un acte de refondation est réalisé en 1470 par Jean Cossa permet à cette cité de se développer à partir du XVIe siècle. Cela vise notamment à créer de nouveaux débouchés économiques pour les produits de l’exploitation de la forêt et du vignoble,.

### Les seigneurs de Gassin
Après l’expulsion des Sarrazins, les seigneurs de Grimaud, règnent sur le territoire de Gassin. Vers 1240, François et Reignier de Grimaldi divisent leur fief en différents arrières-fiefs : Grimaud, La Garde-Freinet, Cogolin, La Môle, Gassin, Ramatuelle, Saint-Tropez, Bastida (Sainte-Maxime), Les Garcinières à Cogolin et Bertaud à Gassin. Les Grimaldi conservent différents droits sur ces terres, dont l’hommage des seigneurs ou la haute juridiction.
En 1361, la curia communis est composée des six co-seigneurs, dont cinq sont représentés localement par des bailes.
Le 10 juillet 1645, François de Castellane, seigneur et baron de Saint-Jeurs et de Gassin, acquiert la baronnie de Grimaud. La famille la possède jusqu’à la Révolution,.

### Le village à l’ère moderne

Évolution urbaine du village de Gassin à travers les cadastres de 1516 à aujourd’hui.

Le cadastre de 1516 montre un village fortifié construit autour d’une seule rue (l’actuelle rue de la Tasco) et comptant notamment le château et une église, entouré d’un faubourg.
Le château a laissé ensuite la place à l’église, achevée en 1578, une cuve, et un nom : la rue du Fort. La cuve avait une importance capitale pour l’approvisionnement en eau sur ce piton rocheux.
L’hôtel de ville occupe la place qui est encore aujourd’hui la sienne. L’enceinte fortifiée s’étend jusqu’au faubourg d’autrefois. Le village a continué à grandir avec notamment, apparaissant sur le cadastre de 1728, l’hôpital au nord et la forge au sud. L’enceinte fortifiée compte alors deux entrées, l’une au nord, par le Portail Neuf, l’autre à l’ouest avec le Grand Portail.
Lors de la terrible peste de 1720 qui a ravagé la Provence, Gassin et le golfe de Saint-Tropez sont préservés. De nombreuses mesures sont mises en place par les autorités civiles et militaires, notamment avec la remise en vigueur des 127 articles de mesures détaillées édictées en 1629 par le parlement d’Aix. Des mesures terrestres sont mises en place avec des barrières, des corps de garde et des bureaux de santé. Gassin doit s’isoler et contrôler les entrées du villages et des hameaux. Une garde bourgeoise est constituée pour contrôler les accès contrôlés ; les autres sont fermés. Une zone de quarantaine est créée ainsi qu’une infirmerie. Des billets de santé sont délivrés pour ceux qui obtiendraient le droit de sortir. Du côté de Saint-Tropez, une garde est mise en place sur le chemin menant à Bertaud. Gassin participe à la création d’une milice chargée de participer au blocus mis en place sur une ligne La Ciotat-Vinon, de la Méditerranée aux gorges du Verdon. La commune met à disposition 2 hommes pour 10 jours. Ils sont équipés par la communauté « de chemisos, sollies, bas et chapos ». Des postes de surveillance terrestre sont installés pour surveiller les mouvements en mer et plusieurs se situent sur le littoral gassinois, au cap Lardier et au cap de Cavalaire. La surveillance se fait également depuis des bâtiments en mer à laquelle Gassin participe financièrement. Cet épisode a gravement affecté le territoire par les mesures imposées, dans la vie quotidienne comme financièrement.
Les kilomètres de côtes, au nord-est dans le golfe de Saint-Tropez et au sud-ouest entre Cavalaire et le cap Lardier nécessitent une surveillance. Nicolas-François Milet de Monville, directeur des fortifications de Provence, note dans un mémoire que la côte vers Cavalaire ne permet que le mouillage de petits bâtiments, en été. En 1752, une batterie avec quatre canons protège cette partie. Vers le cap Lardier, l’inaccessibilité de la côte rend toute protection inutile alors. La citadelle de Saint-Tropez protège l’entrée du golfe.
Au XIXe siècle, le bourg castral a quasiment atteint sa composition actuelle.
La commune va connaître un important accroissement de population entre 1821 et 1856 (passant de 491 à 833 habitants). Le village compte deux fours, deux moulins à huile (cinq autres se trouvent sur le reste de la commune) et sept fabriques de bouchons (avec une huitième en dehors du village). Il connaît une seconde phase d’expansion démographique que n’arrête pas la guerre, la population passant de 899 habitants en 1896 à 2 314 trente ans plus tard.
L’habitat dispersé y est plus important que parmi les villages voisins, atteignant 69 % selon le recensement cadastral de 1841 (10 % à Saint-Tropez, 13 % à Cogolin et 45 % à Grimaud par exemple) chiffres s’expliquant par l’étendue de son territoire alors. L’économie ressort du secteur agricole pour 80 %.

#### L’insurrection de 1851
Le Var est l’un des départements qui montre une opposition notable au coup d’État de 1851. La région des Maures notamment fournit au mouvement de nombreux insurgés. Menés par Antonin Campdoras, des hommes armés partent de Saint-Tropez pour se rendre à Gassin. Ils volent les armes des Gardes nationaux : 40 fusils, 10 sabres et 2 kilos de balles. La troupe poursuit ensuite son chemin pour rejoindre une autre colonne. Quelques Gassinois rejoignent les insurgés. Douze habitants ou leur famille bénéficient d’une pension en exécution des lois de réparation des 30 juillet 1881 et du 7 août 1882,,.

### L’essor du tourisme côtier et le territoire amputé

Évolution du territoire de Gassin du XVIIIe siècle, au moment de sa plus grande extension à nos jours, après la cession du lai de mer à Cogolin et le détachement de deux secteurs érigés en communes : Cavalaire et La Croix.

Le développement de Gassin a été, depuis la seconde moitié du XIXe siècle, fortement marqué par le tourisme. Un groupe d’artistes participent à la célébrité de la partie la plus sauvage de la côte gassinoise : peintres (Théophile Poilpot, Jules Chéret, Abel Faivre), musiciens (Francis Thomé), écrivains (Victorien Sardou, Robert d’Humière), architectes (Henri-Paul Nénot), acteurs (Ernest Coquelin) ou journalistes (Adolphe Brisson, Yvonne Sarcey),.
La fin du XIXe siècle voit le développement notamment du tourisme hivernal sur la Côte d’Azur. Avec Nice et Hyères, la presqu’île de Saint-Tropez devient prisée des populations aisées de France et d’Europe.
Le tourisme provoque une rupture entre la société traditionnelle rurale d’une part et de nouvelles unités urbaines qui croissent rapidement. Contrairement au village de Gassin, ses hameaux du bord de mer, Cavalaire et La Croix, se développent rapidement grâce au tourisme. Le secteur agricole, très fort à Gassin, est concurrencé par le secteur tertiaire dans les deux hameaux. Il y a déjà moins d’employés dans l’agriculture à La Croix que dans les services et l’administration. Les deux hameaux se distinguent aussi par les habitants qui sont nés hors de Gassin : ils sont 65 % à Gassin, 82 % à La Croix en 1926.
La commune profite des retombées économiques du tourisme et tente de s’y adapter. Par délibération du 16 mars 1913, la commune demande à être classée en station climatique. Si les conditions géographiques et météorologiques sont louées, la faiblesse des conditions hygiéniques est considérée comme rédhibitoire par la commission chargée d’étudier le dossier. Le rapporteur loue au contraire les qualités de Cavalaire et La Croix.
Des habitants se manifestent pour réclamer leur indépendance, dénonçant notamment la mauvaise utilisation des impôts, l’absence de volonté du conseil municipal et l’opposition entre les deux entités. Après quatre ans de tensions et de négociations, Cavalaire est érigée en commune le 5 août 1929.
Dans les mêmes conditions, le hameau de La Croix est séparé de Gassin le 6 avril 1934.
Gassin perd alors 650 puis 2 000 hectares, plus de deux tiers de ses habitants, et se voit amputée de secteurs particulièrement touristiques comme la baie de Cavalaire et une partie du secteur des Trois Caps.
Cette perte s’ajoute à la cession d’une large bande littorale à Cogolin précédemment. Une demande de la mairie de Saint-Tropez pour récupérer une partie du territoire de Gassin échoue au milieu du XIXe siècle.

#### L’arrivée du chemin de fer
Le développement du tourisme est facilité par l’arrivée du train à la fin du XIXe siècle dans le golfe de Saint-Tropez. La fin du désenclavement du territoire est marqué par la mise en exploitation de la voie de chemin de fer entre la Foux et Hyères en 1890. Ce tronçon permettait de relier Hyères à Saint-Raphaël par des voies situées principalement sur le bord de mer. Long de 54 kilomètres, il était ponctué de quatre arrêts sur le territoire de Gassin, trois stations et une halte : Cavalaire, La Croix (avec une simple halte), Gassin et La Foux.

### La Grande Guerre

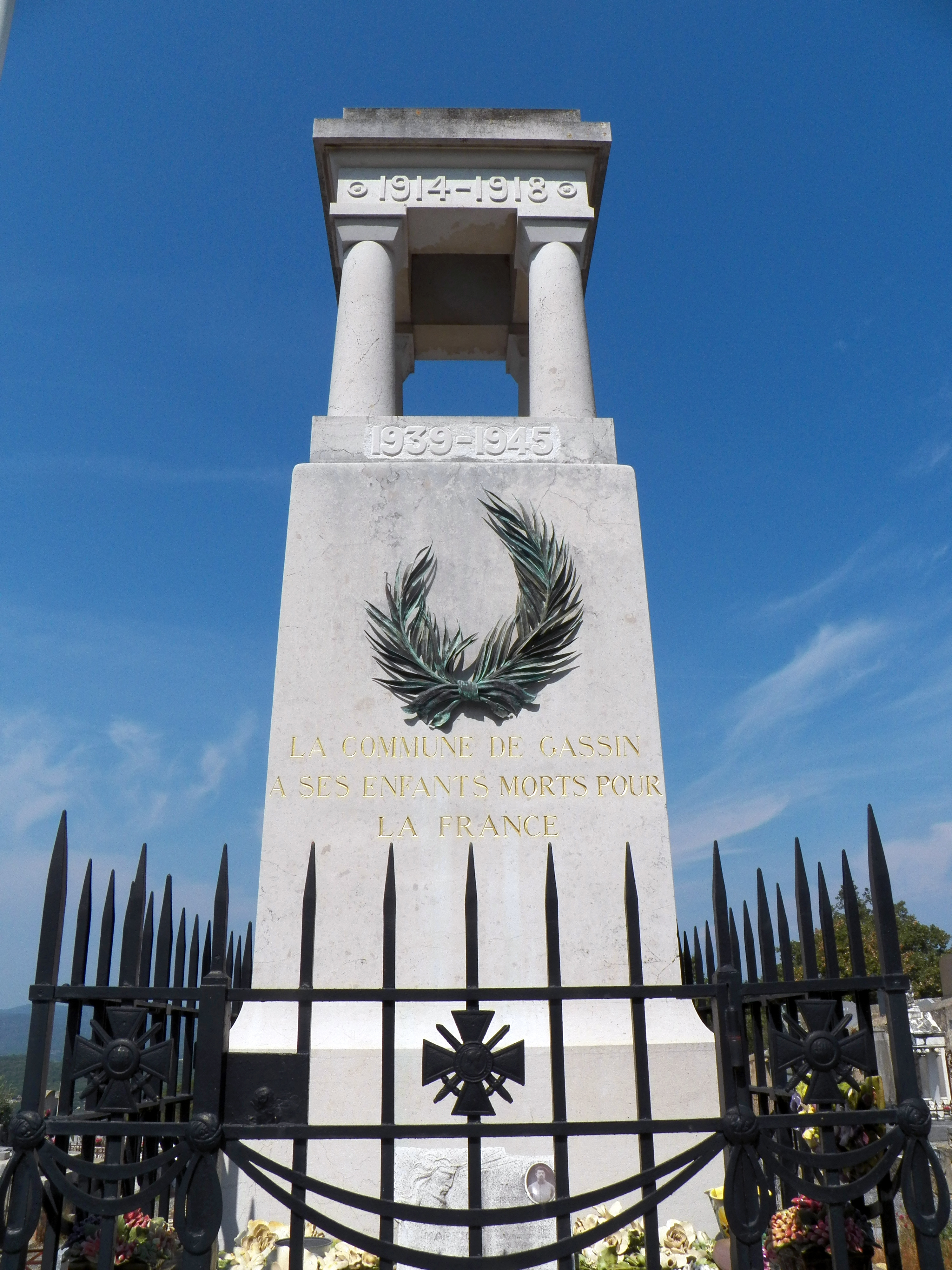
Le monument aux morts de Gassin, situé dans le cimetière de la commune.

La Première Guerre mondiale coûta la vie à 35 soldats sur les 189 natifs ou résidents de Gassin mobilisés durant la guerre. Nombre d’entre eux faisaient partie du 15e corps d’armée, qui fut l’objet en août 1914 d’articles diffamateurs de la part de deux sénateurs, Auguste Gervais puis Georges Clemenceau. Ces derniers relayaient les attaques du général Joseph Joffre et d’Adolphe Messimy, ministre de la Guerre, saint-cyrien devenu journaliste et passé à la politique au Parti républicain, radical et radical-socialiste, parcours identique à celui de son ami Auguste Gervais. Cette affaire bouleversa durablement la Provence.
En août 2016, la mairie de Gassin décida de baptiser trois places du nom des trois soldats de Gassin du XVe Corps morts durant le mois d’août 1914 : Louis Collomp, Charles Giordano et Léon Martel.
L’inauguration des plaques de rue se déroula le 17 septembre 2016 à l’occasion des Journées du patrimoine.

### L’Occupation

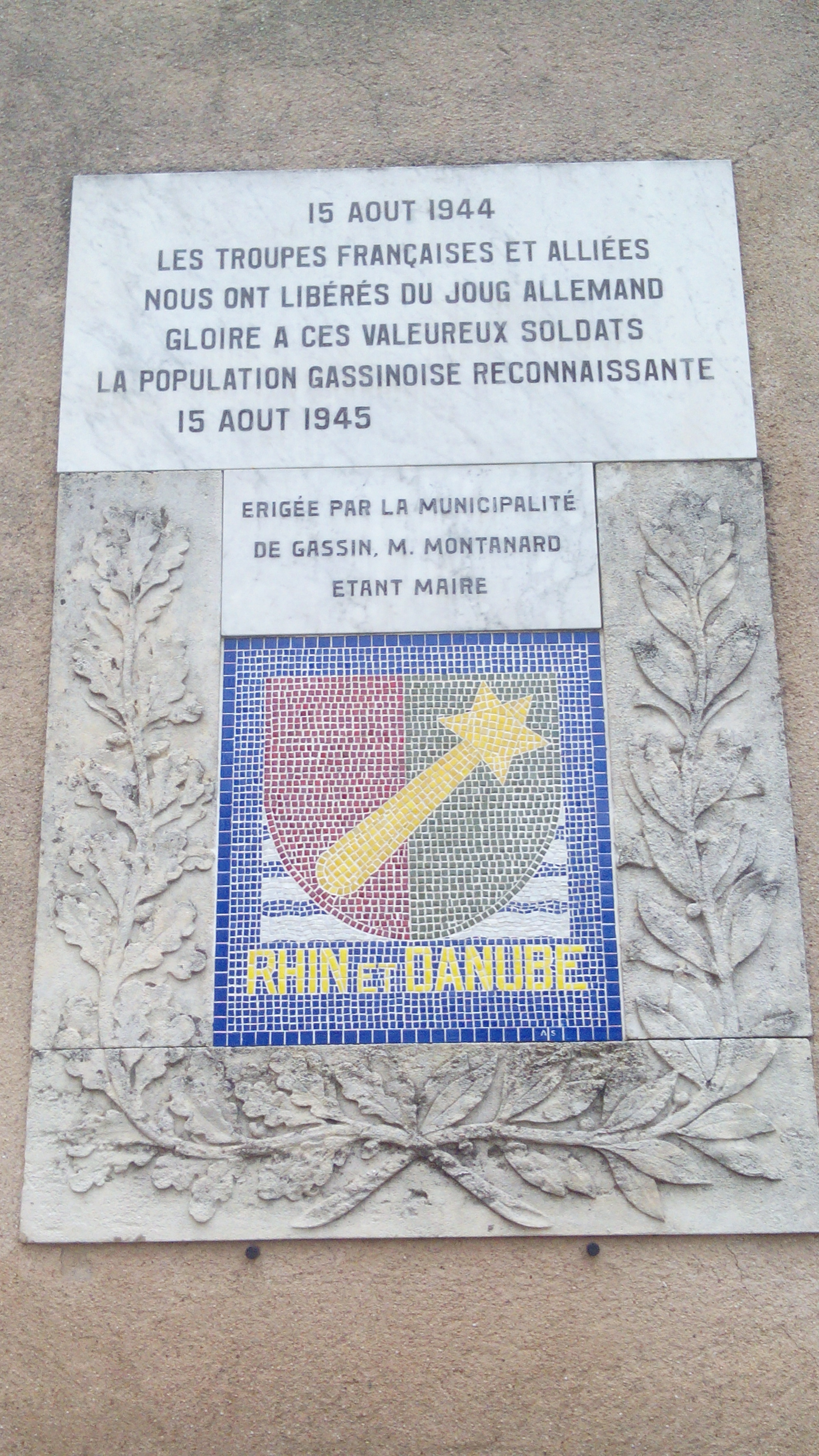
Plaque commémorative de la Libération.

Durant l’Occupation, le maréchal Erwin Rommel, venu inspecter les fortifications dans ce secteur, séjourne à l’hôtel Rustic au village. Les lignes de défense allemandes n’empêchent pas le débarquement de Provence en août 1944, même si les combattants alliés n’utilisent pas les plages de Gassin. La casemate allemande est l’objet d’un intense bombardement lors du débarquement, touchant notamment la ferme voisine.

#### La résistance
Un maquis s’organise dans le quartier Barbeyrolles, dans un domaine appartenant à un Britannique. Des réfractaires au service du travail obligatoire s’y retrouvent dans l’attente d’être acheminés ailleurs. Le maquis est démantelé par les Allemands,.

### Le développement du village
La commune adhère au Syndicat des communes du littoral varois pour la protection, l’aménagement et la mise en valeur de la Côte d’Azur varoise.
À partir des années 1980, la municipalité développe une politique de promotion et d’accueil touristique. D’importants travaux d’aménagement sont réalisés : pavage des rues, aménagement de l’entrée du village, table d’orientation, création du golf, du polo, etc..
L’extension du village, réalisée de 1989 à 1998 par François Spoerry — l'architecte qui a conçu Port Grimaud — et son assistant Xavier Bohl, obtient le prix européen d’architecture Philippe-Rotthier. François Spoerry est également l’auteur du projet initial du golf de Gassin qui fut modifié sous la pression de plusieurs associations et après de nombreux recours,,.
Ces politiques sont récompensées par une Marianne d’or en 1995.

## Politique et administration

### Tendances politiques et résultats
Voir l’article principal Vie politique à Gassin.

### Administration municipale
Le nombre d’habitants au dernier recensement étant compris entre 2 500 et 3 499, le nombre de membres du conseil municipal est de 23.

### Liste des baillis et des maires
| Période                                  | Période    | Identité           | Étiquette        | Qualité                                                       |
| ---------------------------------------- | ---------- | ------------------ | ---------------- | ------------------------------------------------------------- |
| Les données manquantes sont à compléter. |            |                    |                  |                                                               |
| 1904                                     | 1914       | Bertin Robeuf      | Parti socialiste | Bouchonnier                                                   |
| 4/8/1914                                 | 16/2/1919  | Jules Pelissier    |                  |                                                               |
| 16/2/1919                                | 10/12/1919 | Siméon Peiret      |                  |                                                               |
| 10/12/1919                               | 17/5/1925  | Jules Raymond      |                  |                                                               |
| 17/5/1925                                | 14/5/1929  | Fernand Peirugues  |                  |                                                               |
| 14/5/1929                                | 15/2/1931  | Louis Pellegrin    |                  |                                                               |
| 15/2/1931                                | 1932       | Émile Nazaret      |                  |                                                               |
| 14/8/1932                                | 6/6/1941   | Félix Ayot         |                  |                                                               |
| 6/6/1941                                 | 1960       | Henri Montanard    |                  | Nommé en 1941 par décret.                                     |
| 27/2/1960                                | 1977       | René-Jean Chapelle | Socialiste       | Propriétaire du Domaine du Bourrian et du domaine de Pinpinon |
| mars 1977                                | 2002       | Robert Dho         |                  |                                                               |
| 2002                                     | 2004       | Joseph Desdéri     |                  |                                                               |
| novembre 2004                            | mars 2014  | Yvon Zerbone       | SE               | Retraité DCNS                                                 |
| mars 2014                                | en cours   | Anne-Marie Waniart | DVD              | Retraitée de la fonction publique                             |

### Rattachements administratifs et électoraux
Du point de vue administratif, la commune fait partie de l’arrondissement de Draguignan dans le département du Var en région Provence-Alpes-Côte d’Azur et avant la réforme territoriale de 2014 du canton de Saint-Tropez.
Du point de vue électoral, la commune fait partie de la quatrième circonscription du Var depuis le redécoupage des circonscriptions législatives françaises de 2010 et depuis la réforme territoriale de 2014 elle fait partie du canton de Sainte-Maxime.

#### Intercommunalité
Gassin est l’une des communes de la communauté de communes du golfe de Saint-Tropez. Elle rejoint cet établissement public de coopération intercommunale le 1er janvier 2013 lors de sa création.

### Jumelages
Au 2 août 2016, Gassin n’est jumelée avec aucune commune.

### Prix, récompenses et classement
- 1995 : Marianne d’Or
- 1998 : Premier prix de la reconstruction de la ville prix européen d’architecture Philippe-Rotthier
- 199. : Prix « Accueil et sourire » des Plus Beaux Villages de France[131]
- 2016 : Commune touristique
- 2019 : Station classée de tourisme
- 2024 : le village représente la région Provence-Alpes-Côte d'Azur pour l'émission Le Village préféré des Français[132],[133].

## Équipements et services publics

### Eau et déchets
Gassin est adhérente à un syndicat intercommunal d'assainissement, le SIA Cogolin-Gassin. Il dispose d’une station d’épuration sur la commune de Cogolin, dans un quartier commun aux deux communes, Font-Mourier, d’une capacité de 45 000 équivalent-habitants. Créée en 2011 et gérée par Veolia, le site est l’objet d’un projet de modernisation est lancé en 2021. En 2022, les demandes pour la réutilisation des eaux usées traitées (REUT), notamment pour l’arrosage des terrains de polo et de golf ou les pépinières ont été refusées par l’agence régionale de santé.
La collecte et le traitement des déchets est une compétence de la communauté de communes. Gassin participe à la valorisation des déchets végétaux. Le compost créé est ensuite diffusé auprès des particuliers et des entreprises, notamment dans le secteur viticole. Pour participer à la réduction des déchets, des composteurs sont distribués aux particuliers ainsi que des poulaillers.

### Enseignement
Gassin est située dans l’académie de Nice.
La commune abrite deux crèches. La Diablerie, structure associative, est située au village, à côté de l’école primaire. La seconde, Giorda Bambino, a été ouverte en 2018 face au terrain de Naval Group.
En 2015-2016, la mairie administre une école maternelle de 78 élèves et une école élémentaire de 125 élèves. Une école congrégationniste fait l’objet d’une fermeture imposée par les actions anticléricales du gouvernement en 1902.
Le département gère le collège Victor-Hugo situé route de Cavalaire. D’une superficie de 7 500 m2, il peut accueillir 600 élèves. Construit sur les plans de l’architecte Jean-Pascal Clément, il a ouvert ses portes en 1999. Parmi les options proposées figurent le golf, grâce à la présence à Gassin d’un établissement, et la langue provençal.
La région gère le lycée du golfe-de-Saint-Tropez, situé face au centre technique municipal de Gassin, sur la route du Bourrian. Le lycée, qui s’étend sur 15 000 m2 a été réalisé sur les plans de l’architecte Daniel Fanzutti et achevé en 2011.

### Santé

#### Un hospice villageois
Il existe au moins à partir du XVIIe siècle un hospice au village au quartier de Cavaillon. Un nouveau est construit (ou le même réhabilité) au nord, dans l’alignement de la crête après l’église et le cimetière. En 1763, l’hôpital est dénommé Hôtel Dieu que la communauté finance « pour l’hospital et refuge des pauvres mallades ». Le village abrite plusieurs maîtres chirurgiens durant cette période,.
L’hôpital ne semble plus opérationnel au début du XIXe siècle,.

#### AuXXIesiècle
Au début des années 2000, un pôle de santé a ouvert ses portes sur la commune, dans le quartier de la Foux, en remplacement de l’hôpital de Saint-Tropez et de la clinique privée de l’Oasis à Gassin. Sur une superficie de 15 000 m2, l’hôpital et la maternité disposent de 172 lits. La maternité est menacée de fermeture à la fin des années 2010,,.

### Sécurité et justice

#### Jusqu’à la révolution
Au XVIIIe siècle, les seigneuries de Gassin et Bertaud sont soumises localement à un juge seigneurial. Il couvre, à la fin de ce siècle, un territoire d’environ 64 km2 pour 400 personnes.
La situation avec une partie des élites locales est très compliquée dans le dernier quart du siècle. En 1779, le juge titulaire démissionne après avoir été insulté, tout comme ses lieutenants. Son fils, pressenti pour lui succéder, refuse finalement d’assumer cette mission. C’est finalement Charles-Louis Antiboul, avocat à Saint-Tropez, qui assume ces fonctions entre 1779 et 1791. Dans un document, il se plaint de la difficulté de sa tâche : « Rendre la justice aux hommes est une fonction pénibles, délicate et dangereuse à Gassin, pays de tempête et d’orage. C’est un titre d’horreur. Il faut, si l’on veut être probe, se charger de toute la haine des chefs sédisseux d’une populace afamée de mordre et ivre de briser le frein ; et j’en suis le juge. Être le juge de Gassin ! Je frissonne d’y songer. Eh ! Ne vois-je pas dans ce lieu même les gens de bien gémir de la violence de mes efforts pour soutenir un si rude fardeau ? ». Bien que nommé par le seigneur du lieu, Jean-Baptiste de Castellane, il est menacé, tout comme le notaire royal de Grimaud Jean-Baptiste Henri Brémond qui est l’objet de ce qui apparaît comme une tentative d’assassinat.
Au XVIIIe siècle, les appels sont examinés par la justice d’appeaux de Grimaud. La justice seigneuriale cesse de fonctionner en février 1791, remplacée par les juridictions introduites par la Révolution.

#### En 2022
Le local de la police municipale se situe au village, près de la mairie. La caserne des sapeurs-pompiers est située à l’entrée du nouveau village, construit durant les années 1990. Par ailleurs, une brigade motorisée (BMO) de la gendarmerie nationale est également installée à Gassin.
En matière judiciaire, Gassin dépend du tribunal de grande instance de Draguignan, qui accueille également la cour d’assises du Var et où se trouve l’ordre des avocats,. Concernant le droit public, l’organisme compétent est le tribunal administratif de Toulon. Pour le commerce et le droit du travail, les tribunaux compétents sont ceux de Fréjus pour le tribunal de commerce comme les prud’hommes,. Fréjus abrite également un tribunal de proximité.

#### Faits divers
La commune a été le théâtre de plusieurs faits divers.
En 1687, Joseph Germondy, fils du notaire gassinois Jean Germondy, assassine, dans un bois à Gassin, Jean Ricard, un notaire cogolinois.
En 1863, le corps d’une fermière est retrouvé sous un cheval, grâce à l’alerte de son chien.
Après avoir mûrement préparé son crime, le jeune Simon Olivier, 19 ans, assassine son grand-père, Joseph Olivier. Il est condamné aux travaux forcés à perpétuité.
Un conflit entre travailleurs italiens sur un chantier de Vergeron en mai 1896. L’un des ouvriers meurt sous les coups de ses camarades. Le plus impliqué éope de 15 mois de prison, ses complices sont acquittés.
Le 20 juin 1903, l’ingénieur agronome Louis Reich, régisseur du domaine du Bourrian, est assassiné par un sans domicile fixe italien.
En 1905, un dénommé Dalmasso est assassiné au quartier Cambon. Son assassin est acquitté.
Les époux Daumas sont assassinés le 16 février 1918 par Spadoni, déserteur de la marine, et Grilli, tous deux âgés de 20 ans. Ces derniers sont condamnés puis exécutés à Draguignan le 2 septembre 1918.
En novembre 1937, « l’énigme tragique de Gassin » passionne la presse : la disparition de Madame Parracone ne semble pas pouvoir être accidentelle. Son mari est arrêté et le garde champêtre est soupçonné de falsifier des preuves.
En 1943, M. Raechix, viticulteur à Gassin, aurait été assassiné à coups de revolver.
En mai 1997, la « tuerie de Gassin » fait 5 morts à la suite d’un différend familial : un homme tue le compagnon de son fils et blesse gravement ce dernier avant de tuer sa belle-sœur et le mari de celle-ci. L’assassin se suicide deux jours plus tard, après avoir tué l’adjudant René Frau et blessé gravement un autre gendarme,.
Le 21 mai 2016, un habitant de Gassin ouvre le feu sur sa femme puis tue un gendarme du GIGN, l’adjudant Nicolas, avant de retourner l’arme contre lui.

## Population et société

### Démographie

#### Évolution démographique
Le village comptait 120 feux en 1308. En 1315, le village abritait 188 foyers. En 1471, les documents font état dans l’agglomération de 14 foyers contribuables.
Vers 1716, la population est estimée à 301 habitants, pour 273 vers 1765. La densité et de 4,3 habitants au kilomètre carré ; Gassin est de loin la commune la moins peuplée du golfe de Saint-Tropez à l’époque.
L'évolution du nombre d'habitants est connue à travers les recensements de la population effectués dans la commune depuis 1793. Pour les communes de moins de 10 000 habitants, une enquête de recensement portant sur toute la population est réalisée tous les cinq ans, les populations de référence des années intermédiaires étant quant à elles estimées par interpolation ou extrapolation. Pour la commune, le premier recensement exhaustif entrant dans le cadre du nouveau dispositif a été réalisé en 2005.

En 2022, la commune comptait 2 674 habitants, en évolution de +4,58 % par rapport à 2016 (Var : +4,98 %, France hors Mayotte : +2,11 %).
| 1793 | 1800 | 1806 | 1821 | 1831 | 1836 | 1841 | 1846 | 1851 |
| ---- | ---- | ---- | ---- | ---- | ---- | ---- | ---- | ---- |
| 400  | 422  | 442  | 491  | 660  | 674  | 695  | 740  | 792  |

| 1856 | 1861 | 1866 | 1872 | 1876 | 1881 | 1886 | 1891 | 1896 |
| ---- | ---- | ---- | ---- | ---- | ---- | ---- | ---- | ---- |
| 833  | 791  | 767  | 771  | 804  | 778  | 884  | 816  | 899  |

| 1901  | 1906  | 1911  | 1921  | 1926  | 1931  | 1936 | 1946 | 1954 |
| ----- | ----- | ----- | ----- | ----- | ----- | ---- | ---- | ---- |
| 1 236 | 1 350 | 1 637 | 1 755 | 2 314 | 1 311 | 567  | 521  | 671  |

| 1962 | 1968  | 1975  | 1982  | 1990  | 1999  | 2005  | 2006  | 2010  |
| ---- | ----- | ----- | ----- | ----- | ----- | ----- | ----- | ----- |
| 804  | 1 107 | 1 519 | 2 017 | 2 622 | 2 710 | 2 800 | 2 859 | 2 853 |

| 2015  | 2020  | 2022  | - | - | - | - | - | - |
| ----- | ----- | ----- | - | - | - | - | - | - |
| 2 576 | 2 642 | 2 674 | - | - | - | - | - | - |

#### Pyramide des âges
La population de la commune est relativement âgée. En 2018, le taux de personnes d’un âge inférieur à 30 ans s’élève à 25,5 %, soit un taux inférieur à la moyenne départementale (30,2 %). À l’inverse, le taux de personnes d’un âge supérieur à 60 ans (35,2 %) est supérieur au taux départemental (32,5 %).
En 2018, la commune comptait 1 235 hommes pour 1 351 femmes, soit un taux de 52,24 % de femmes, supérieur au taux départemental (51,95 %).
Les pyramides des âges de la commune et du département s’établissent comme suit :
| Hommes | Classe d’âge | Femmes |
| ------ | ------------ | ------ |
| 1,2    | 90 ou +      | 2,3    |
| 10,9   | 75-89 ans    | 13,3   |
| 21,6   | 60-74 ans    | 21,0   |
| 24,8   | 45-59 ans    | 24,3   |
| 13,2   | 30-44 ans    | 16,2   |
| 12,9   | 15-29 ans    | 10,6   |
| 15,4   | 0-14 ans     | 12,4   |

| Hommes | Classe d’âge | Femmes |
| ------ | ------------ | ------ |
| 1      | 90 ou +      | 2,3    |
| 10,1   | 75-89 ans    | 12,6   |
| 19,7   | 60-74 ans    | 21     |
| 20     | 45-59 ans    | 19,9   |
| 17,3   | 30-44 ans    | 16,7   |
| 15,4   | 15-29 ans    | 13,2   |
| 16,4   | 0-14 ans     | 14,3   |

### Manifestations culturelles et festivités
Le groupe Leï Masco (Les Sorcières en provençal) perpétue la culture provençale à Gassin lors de différents événements : messe chantée, aubade, procession pour la fête de la Saint-Laurent et le partage des Treize desserts.
Les Amis des Arts organisent de nombreuses activités culturelles : une exposition annuelle des travaux des ateliers, une pièce de théâtre.
Durant plusieurs années entre 2014 et 2017, l’acteur américain Leonardo DiCaprio organise à Gassin une importante vente aux enchères pour la Leonardo DiCaprio Foundation. L’événement a attiré au domaine viticole de Bertaud-Bélieu en 2016 environ 900 personnes, notamment des personnalités telles qu’Arnold Schwarzenegger, Albert II (prince de Monaco), Mariah Carey, Edward Norton, Naomi Campbell, Kate Hudson ou Bono. Plus de 40 millions d’euros ont été récoltés, dont une partie, l’événement se déroulant quelques jours après l’attentat du 14 juillet 2016 à Nice, doit être reversée aux victimes de l’attaque,.
Le domaine accueille d’autres événements. En 2019, il est le lieu où se déroule le gala d’arrivée du Rallye des Princesses.
À partir de 2020, le haras devait accueillir la Fight Night, l’un des plus importants rassemblements de sports de combat en France,.

#### La fête patronale
Chaque deuxième dimanche d’août, Gassin fête son saint patron, saint Laurent. Les manifestations sont organisées par la mairie, l’office municipal de l’animation, de la culture et des loisirs (OMACL) et le groupe Leï Masco. Aubade, procession, messe chantée en provençal, animations, repas provençal sont programmés chaque année.
Il coïncidait autrefois avec une bravade, menée par un capitaine, qui était l’organisateur de la fête. Cette tradition perdure durant la révolution où la fête laïque se confond avec la patronale.

### Sports et loisirs

#### Sports
Plusieurs associations et clubs de sports sont installés à Gassin : danse (Salsa), chasse, fitness, judo, gymnastique, équitation, tennis.
L’école de voile de La Moune est ouverte à l’année, elle propose notamment des initiations au catamaran de sport et permet des sorties en paddle.
L’Avenir cycliste gassinois organise notamment chaque année la Caroubike, qui tire son nom du quartier où elle se déroule : Caruby. Cette course compte pour le championnat régional de VTT cross-country. Son tracé a été utilisé par l’Office municipal des animations, de la culture et des loisirs (OMACL) pour créer la Gassinoise, course pédestre d’environ onze kilomètres.
La commune dispose d’un golf de 9 trous et 18 trous sur un terrain qui domine partiellement Saint-Tropez. Son tracé a été réalisé avec le concours notamment de Gary Player, Gery Watine et Thierry Sprecher. Il a vu le jour après une longue bataille judiciaire opposant les porteurs du projet à des associations ayant évoqué des contradictions avec la loi littoral ou la protection d’espèces et des sites protégés. Lancé au milieu des années 1980 avec le groupe Pierre & Vacances-Center Parcs, le développement de cette zone d’aménagement concerté a été arrêté par de nombreux recours. Elle a repris en 2002 avec un partenariat entre Colbert Orco et la banque Lehman Brothers.
À quelques centaines de mètres de La Foux, où se trouvait un siècle plus tôt un hippodrome, a été implanté un complexe autour du monde du polo dans le quartier du Bourrian, sur un terrain de plus de cent hectares. Les haras de Gassin permettent l’accueil et l’élevage de chevaux avec, pour la première fois en 2017, la naissance de deux poulains destinés au polo. Le site abrite le Polo Club de Saint-Tropez. De nouvelles installations ont été créées depuis le début des années 2010 avec notamment la construction de 350 boxes, de logements pour les équipes et des équipements de toute nature (restaurant, boutique, piscine, cryothérapie, squash, tennis, etc.). En 2016, il comptait quatre terrains, un cinquième pour l’entraînement, une piste d’entraînement de 360 mètres et un manège couvert.

#### Loisirs
L’un des principaux parcs d’attractions de France est installé à Gassin, dans le quartier de la Foux. L’Azur Park a été fondé en 1968 sous le nom de Luna Park, près de l’emplacement où se trouvait une petite fête foraine,.
Le parc accueille chaque saison environ un million de visiteurs.

##### Bar associatif
En 2019, un café associatif a ouvert dans le vieux village de Gassin, le Café Perché.

### Cultes

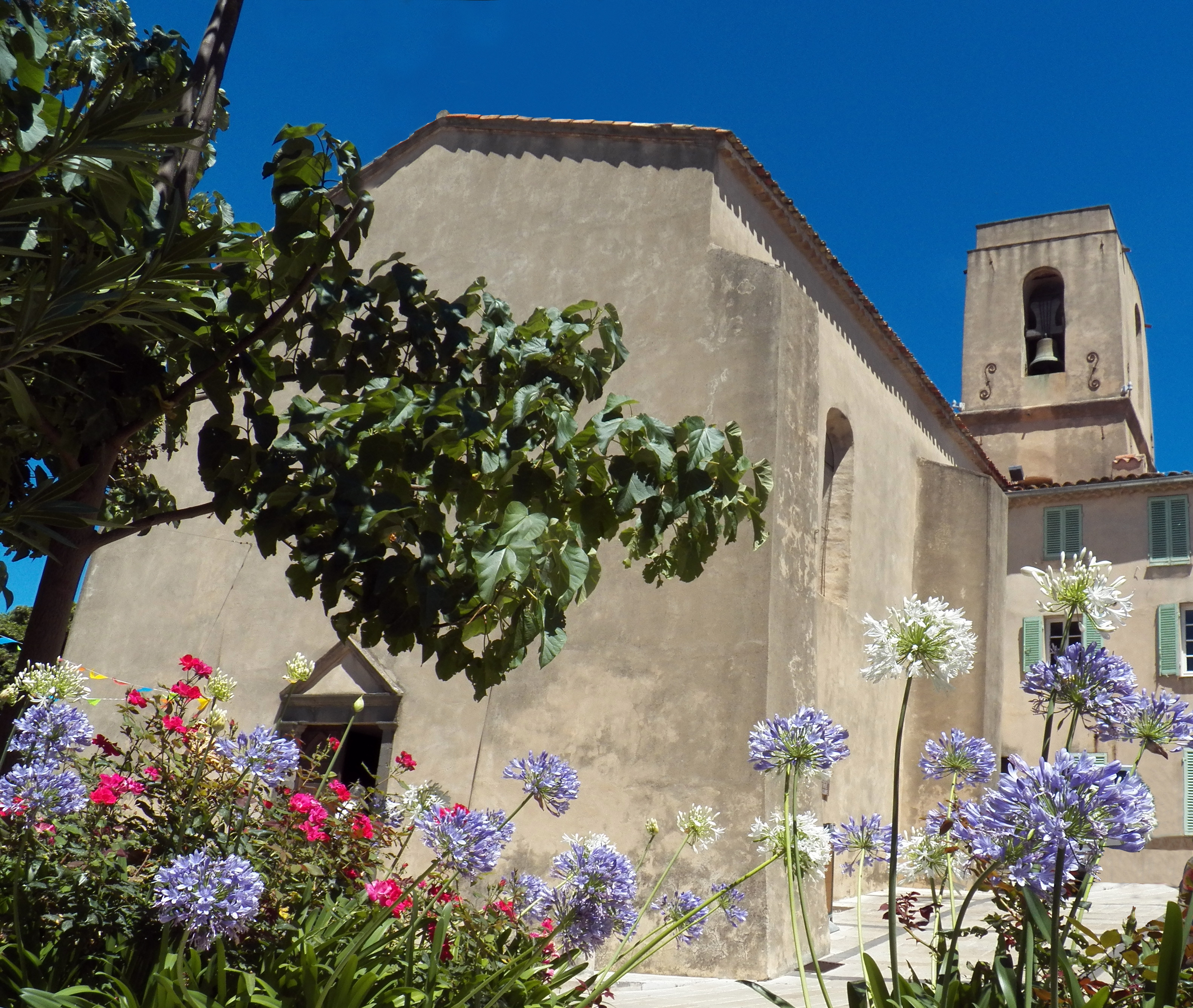
L’église de Gassin.

Gassin compte deux lieux de culte catholiques relevant du Diocèse de Fréjus-Toulon : l’église Notre-Dame-de-l’Assomption et la chapelle Notre-Dame-de-la-Compassion.
La paroisse de Gassin est désormais rattachée à celle de La Croix-Valmer. Elle dispose d’une antenne de la communauté brésilienne Doce Mãe de Deus (Douce Mère de Dieu), l’une des communautés nouvelles de l’Église. Cette dernière s’occupe en partie de l’église Notre-Dame-de-l’Assomption et organise chaque année la fête de la Saint-Jean.

Mobilier de l’église Notre-Dame-de-l’Assomption de Gassin
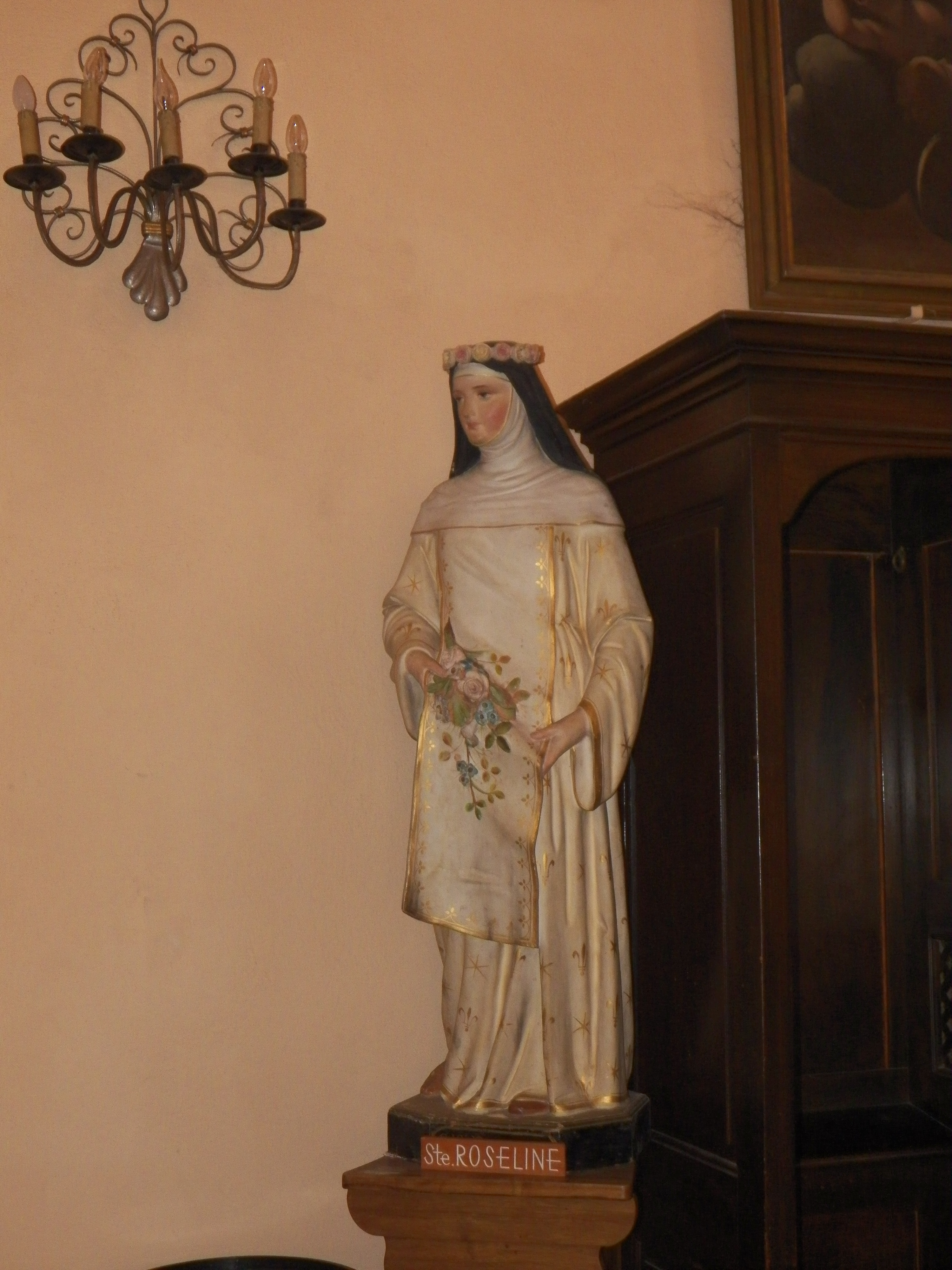
Statue de sainte Roseline
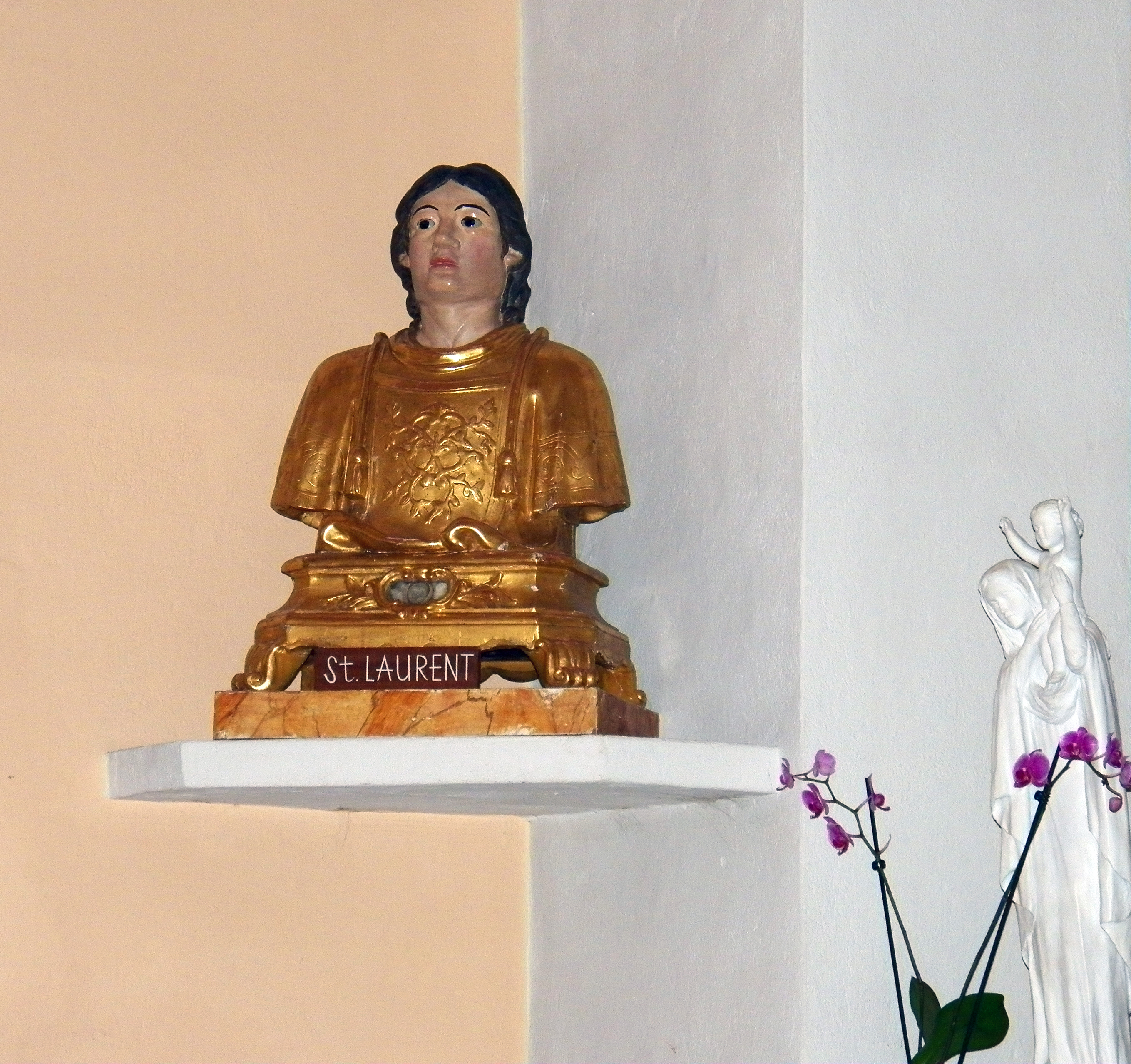
Le buste-reliquaire de saint Laurent
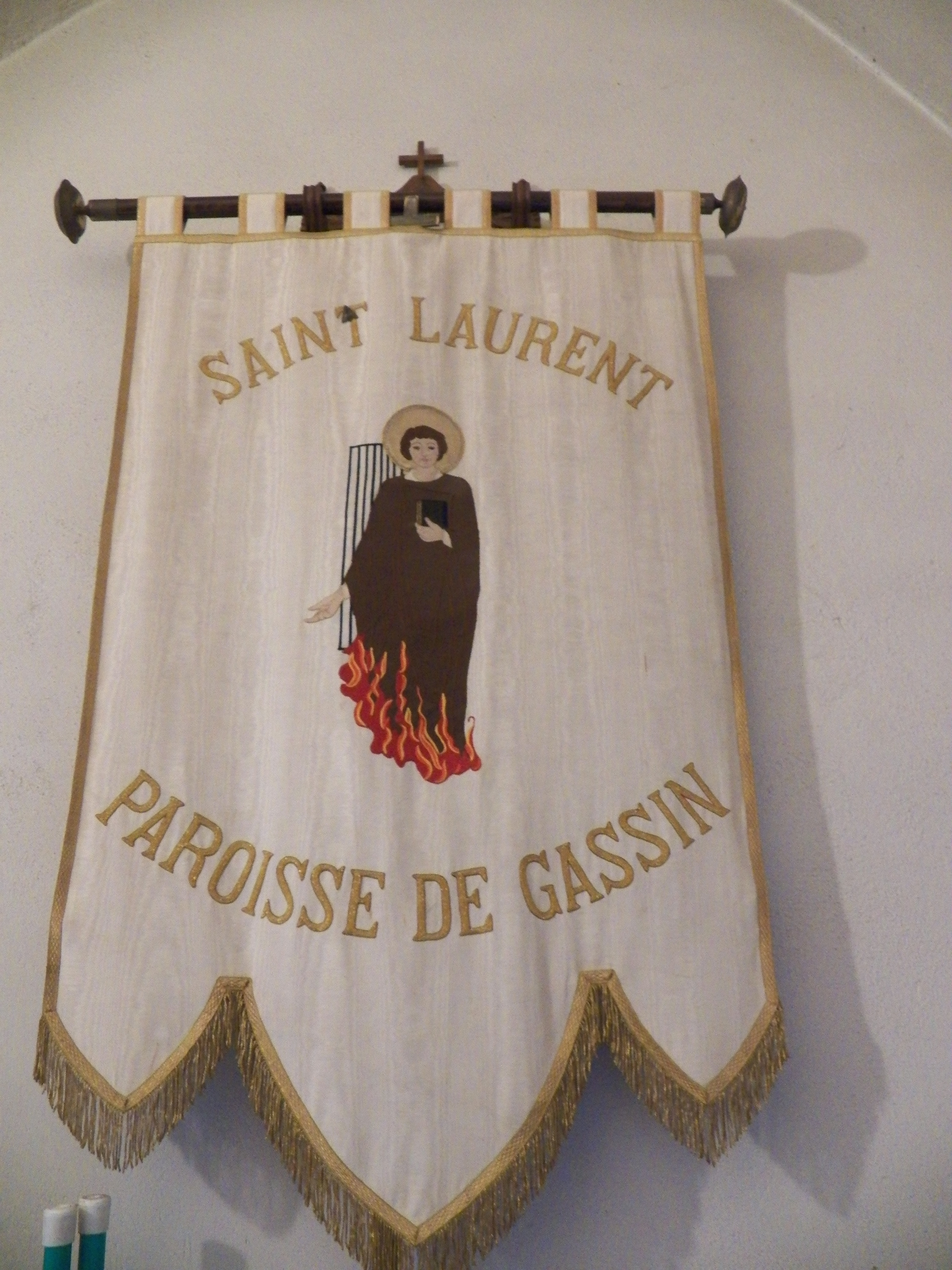
Bannière de la paroisse de saint Laurent
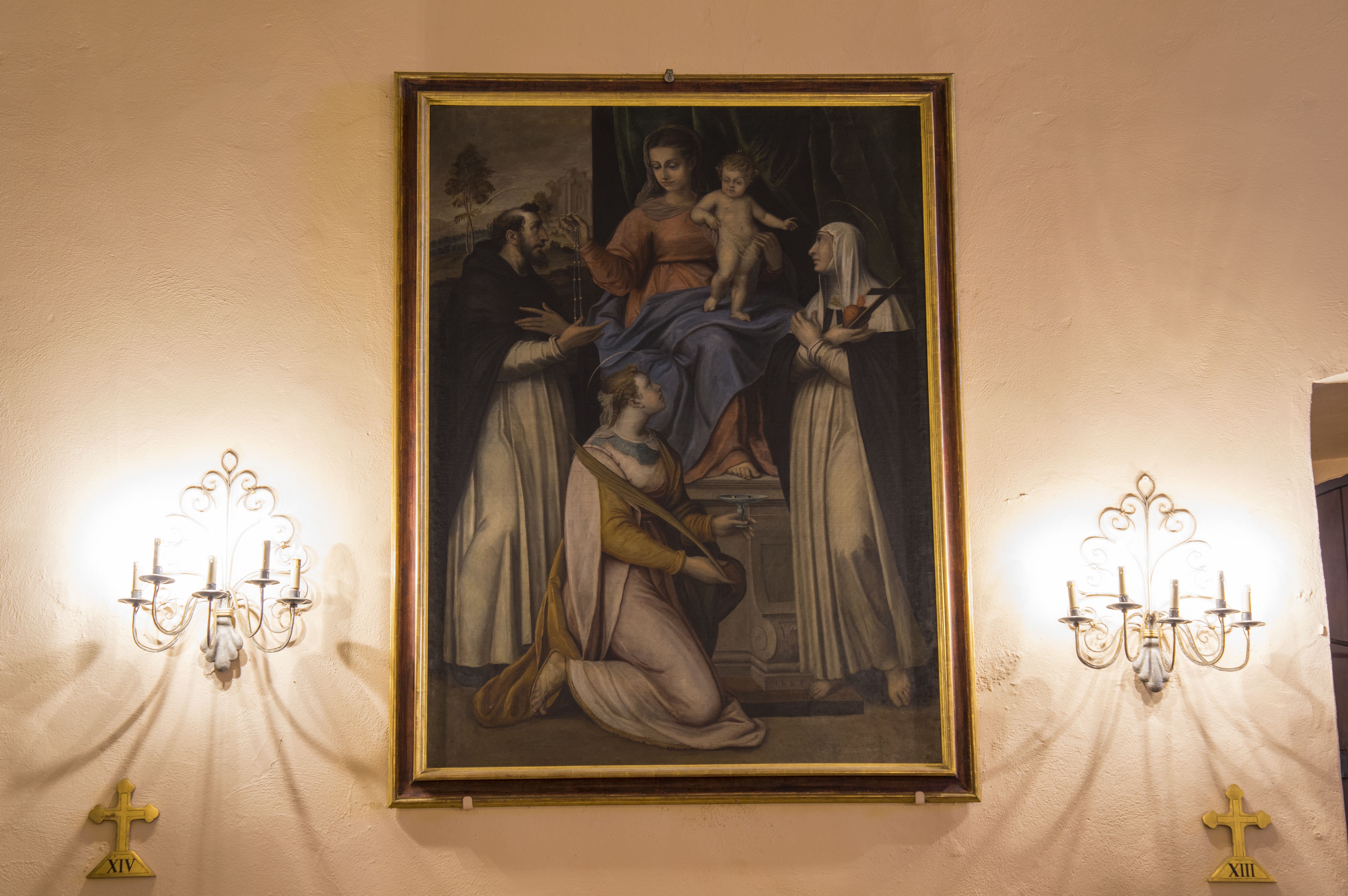
Le Don du Rosaire de Coriolano Malagavazzo
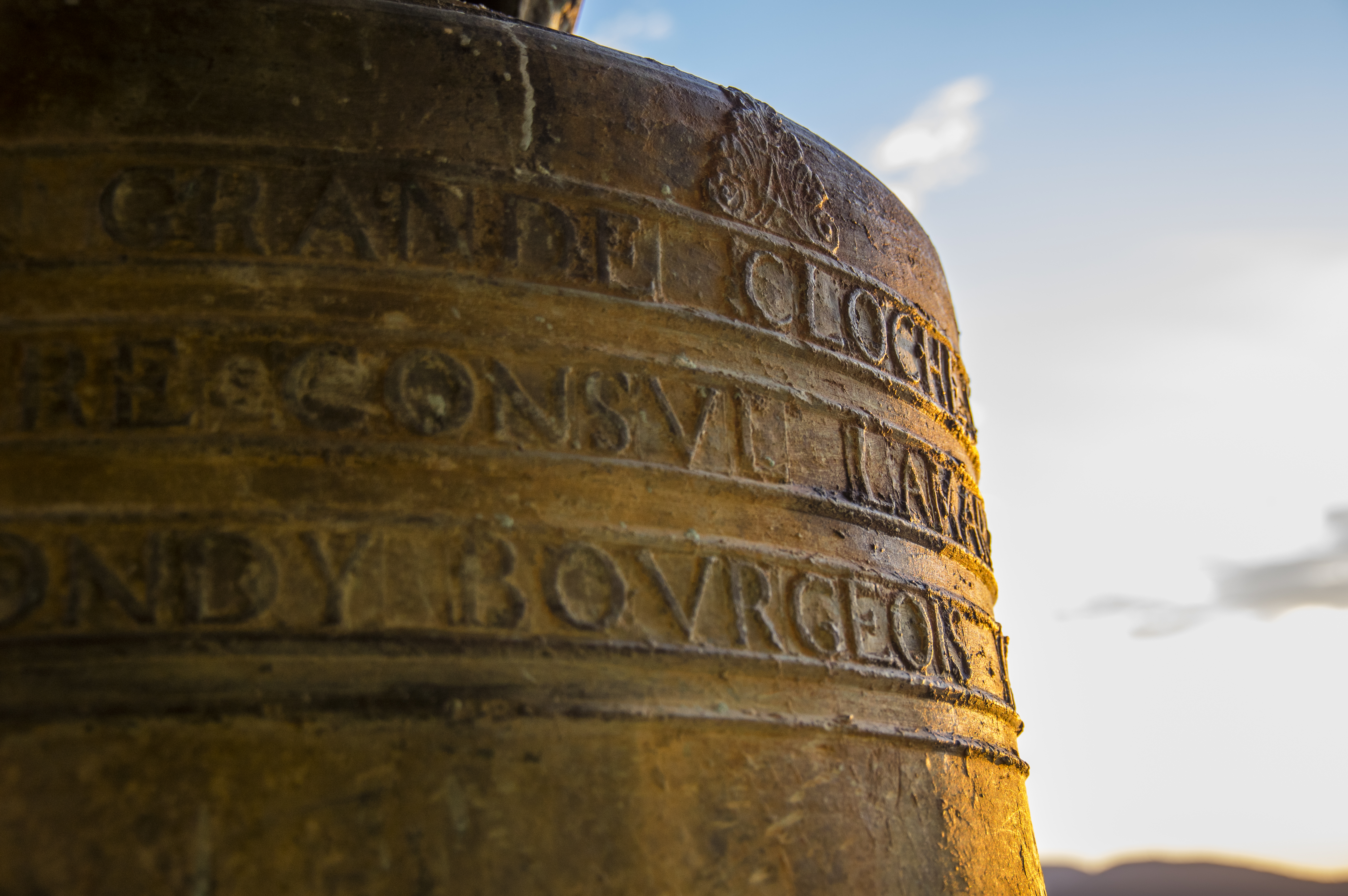
La cloche "Laurens"

## Économie

### Revenus de la population et fiscalité
En 2011, le revenu fiscal médian par ménage était de 32 834 €, ce qui plaçait Gassin au 10 987e rang parmi les 31 886 communes de plus de 49 ménages en métropole.
En 2012, 72,6 % des foyers fiscaux étaient imposables.
Chiffres clés Revenus et pauvreté des ménages en 2018 : médiane en 2018 du revenu disponible, par unité de consommation : 23 760 €.

#### Budget et fiscalité 2020
En 2020, le budget de la commune était constitué ainsi :
- total des produits de fonctionnement : 6 218 000 €, soit 2 371 € par habitant ;
- total des charges de fonctionnement : 4 137 000 €, soit 1 577 € par habitant ;
- total des ressources d’investissement : 1 307 000 €, soit 498 € par habitant ;
- total des emplois d’investissement : 1 090 000 €, soit 416 € par habitant ;
- endettement : 1 677 000 €, soit 639 € par habitant.

Avec les taux de fiscalité suivants :
- taxe d’habitation : 12,30 % ;
- taxe foncière sur les propriétés bâties : 9,97 % ;
- taxe foncière sur les propriétés non bâties : 35,22 % ;
- taxe additionnelle à la taxe foncière sur les propriétés non bâties : 0,00 % ;
- cotisation foncière des entreprises : 0,00 %.

### Emploi
En 2013, la population âgée de 15 à 64 ans s’élevait à 1 625 personnes, parmi lesquelles on comptait 77,0 % d’actifs : 65,9 % ayant un emploi et 11,1 % de chômeurs, soit un taux de chômage de 14,4 % alors qu’il n’était que de 12,8 en 2008.
On comptait 2 276 emplois dans la zone d’emploi, contre 2 303 en 2008. Le nombre d’actifs ayant un emploi résidant dans la zone d’emploi étant de 1 125, l’indicateur de concentration d’emploi est de 202,3 %, ce qui signifie que la zone d’emploi offre deux emplois par habitant actif.

### Entreprises et commerces
Au 31 décembre 2013, Gassin comptait 755 établissements : 30 dans l’agriculture-sylviculture-pêche, 18 dans l’industrie, 68 dans la construction, 580 dans le commerce-transports-services divers et 59 étaient relatifs au secteur administratif.
En 2014, 57 entreprises ont été créées à Gassin, dont 32 par des autoentrepreneurs.

#### Agriculture
La configuration géographique a réduit l’exploitation du sol de Gassin. En 1840, seul 6 % de son territoire était exploité, un taux nettement plus faible que les communes voisines.
Jusqu’au milieu du XIXe siècle, l’agriculture gassinoise est conforme au schéma traditionnel méditerranéen avec la triple culture du blé, de la vigne et de l’olivier. Sur les 580 hectares exploités vers 1840, les vignes représentaient 46 % des terres exploitées, les terres 23 %, les vergers 20 % et les près 11 %.
Les temps de la révolution sont difficiles. La commune interdit de vendre le blé aux étrangers à l’été 1789. Elle fait réaliser en 1791 des chasses aux loups, qui sont également l’objet d’empoisonnements, accusés de menacer la subsistance des habitants.
La forêt exploitable ne représente pourtant alors qu’un cinquième de la superficie, le restant étant abîmé par les animaux et les incendies. L’exploitation du liège ne commença à grande échelle qu’au XIXe siècle conduisant à une meilleure prise en compte de la forêt. Un siècle plus tard, elle occupe selon le cadastre près des trois-quarts du sol.
D’importants changements se produisent entre la fin du au XIXe siècle et la Seconde Guerre mondiale. L’oléiculture disparaît quasi-totalement au tournant du siècle. Elle est victime de son faible rendement économique dans un environnement en forte évolution et de la mouche de l’olivier. Malgré la législation adoptée pour protéger les oliveraies, de nombreux propriétaires arrachent leurs arbres pour planter de la vigne qui s’impose comme la principale et quasi unique culture. Le dernier moulin cesse de presser vers la fin de la Première guerre mondiale. La culture du blé, qui occupait les terres fertiles des vallées et les collines les moins abruptes, est délaissée également sous l’effet de divers facteurs comme les faibles rendement et la difficulté du travail dans une région difficile. De plus, les paysans ne fabriquant plus leur pain, les boulangers privilégient les blés moins coûteux et de meilleure qualité. Le dernier moulin du golfe de Saint-Tropez ferme au milieu des années 1920. Les autres céréales, seigle et avoine, demeurent peu cultivées. L’élevage des chevaux comme les bœufs disparaît également. L’élevage des eygues, une race chevaline spécifique des Maures, était réalisé notamment dans la plaine de la Foux. L’exploitation du ver à soie s’intensifie au XIXe siècle et conduit à l’implantation de nombreux mûriers. Particulièrement après les travaux de Pasteur sur la flacherie, la production est de grande qualité mais elle est abandonnée également. L’arrêt de la culture des vers à soie conduit à celle des mûriers. Les autres plantations résiduelles sont la betterave, les pommes de terre, les haricots, les melons, les pastèques dont la production demeure peu significative face au vin. La culture de la canne de Provence, pour les anches, les cannes à pêche, etc. se maintient quand celle de l’osier disparaît. Passée la crise phylloxérique, la vigne s’étend sur les terres où ne sont plus cultivés ni le blé, ni l’olivier ; elle gagne la plaine et les pentes prononcées devenant une quasi-monoculture.
Parallèlement à l’effacement des eygues dans la première moitié du XXe siècle, les bœufs de Saint-Tropez, une race taurine utilisée dans le domaine de l'agriculture, disparaissent également.

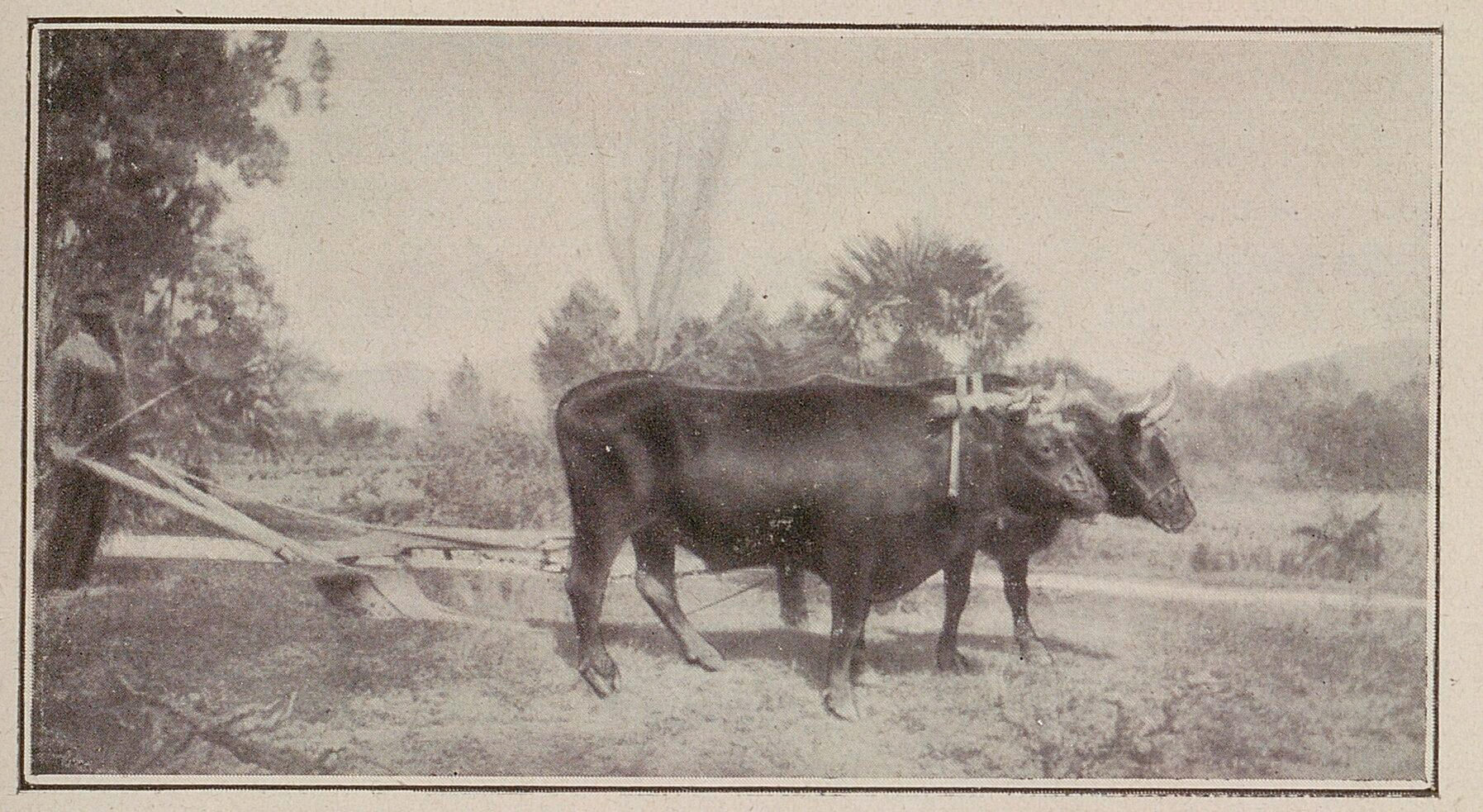
Travaux de labour au château Minuty, vers 1922, avec la race taurine des bœufs de Saint-Tropez

Une grande partie de la commune reste composée de terres agricoles, notamment pour la production de vins de Provence : neuf domaines viticoles se sont développés à Gassin, dont Château Minuty (cru classé). Les principales autres cultures sont l’olivier et le chêne-liège. Un producteur d’huile d’olive s’est installé à la fin des années 1990, l’oliveraie est composée en 2016 d’environ 3 100 arbres.

##### Viticulture

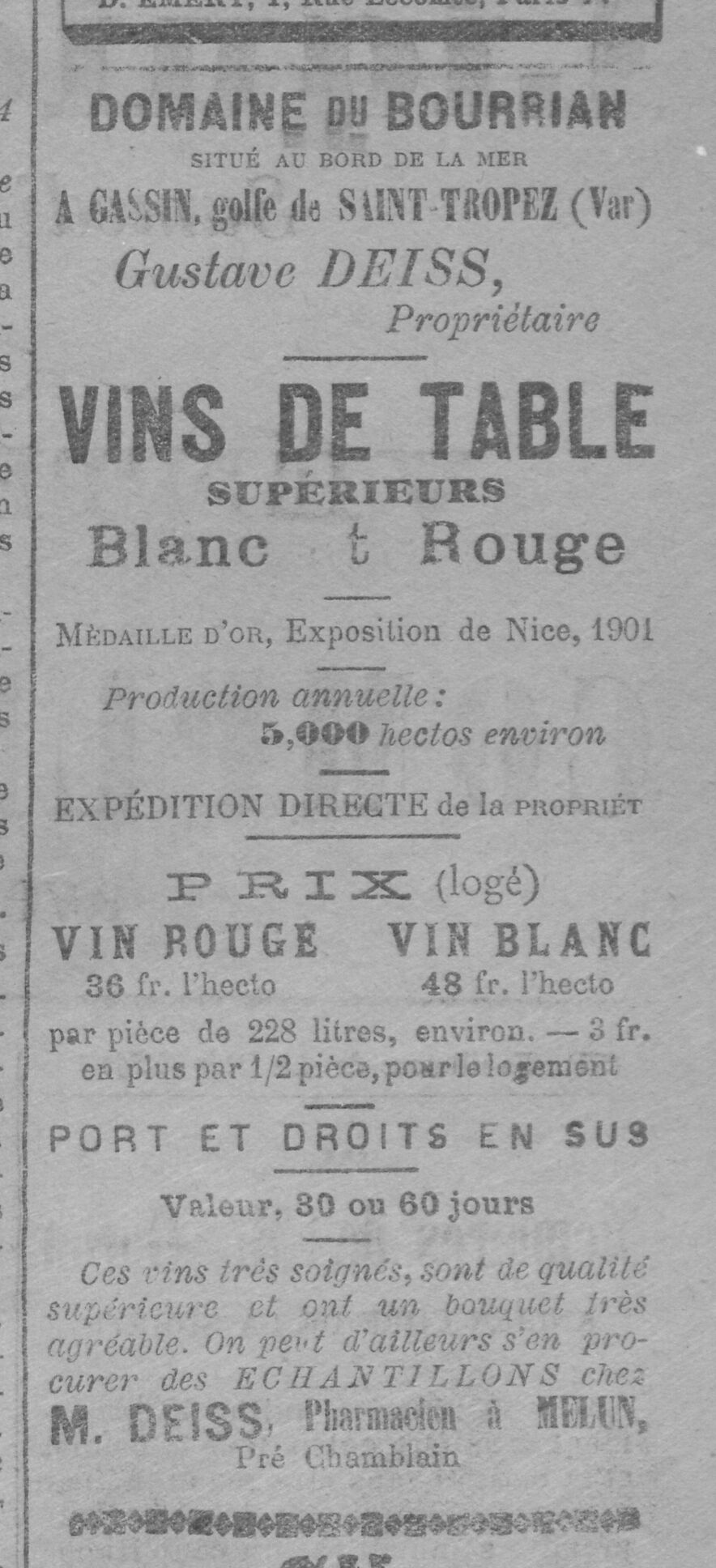
Publicité pour l'un des domaines de Gassin, en 1903

La viticulture a été historiquement, et demeure en 2020, une occupation importante de l’économie gassinoise. Présente localement depuis l’Antiquité, la culture de la vigne a été déterminante au niveau régional. C’est à la mairie de Gassin, et sous l’impulsion de Gabriel Farnet, le propriétaire de Château Minuty, que sont déposés en 1933 les statuts de l’Association syndicale des propriétaires vignerons du Var, créé pour la défense et la promotion de l’appellation Côtes de Provence.
Dans la liste définitive arrêtée le 29 octobre des bénéficiaires de l’appellation « Crus classés », deux des 29 domaines sélectionnés sont gassinois : Château Minuty et le domaine de Bertaud.
En août 1938, Gassin accueille la fête des vendanges, organisée par le Comité national du raisin et du vin et son Comité méditerranéen. Plusieurs milliers de personnes participent à cet événement dont l’actrice Meg Lemonnier, Maurice Goddet, rédacteur en chef de L’Auto et directeur du Rallye Raisin organisé conjointement et le député Édouard Barthe. Un concert vocal, instrumental et folklorique est donné avec des artistes de l’Opéra comique, du Théâtre de la Monnaie de Bruxelles, et de l’Opéra de Monte-Carlo, dont Henri Espirac ainsi que les solistes de l’Académie provençale, dont Victor Tuby,.
Deux formes de viticulture coexistent : celle des grands domaines (Minuty, Bertaud, Bourrian) et celles des petits propriétaires. À l’opposé des pratiques du reste du Var, Gassin est la seule commune où la culture de la vigne est importante à ne pas compter de coopérative. Les petits viticulteurs continuent par tradition à vinifier à domicile. D’autres sont associés à des coopératives de communes proches,.
La commune de Gassin est à l’origine d’une demande de classement de la presqu’île de Saint-Tropez en AOC.
La force du territoire a été de bénéficier très tôt de grands domaines. Alors que les différentes crises ont conduit à un recul de la vigne ailleurs dans le Var, cela n’a pas été le cas ici, avec par exemple une hausse des hectares cultivés dans les années 1930. L’éloignement relatif des grands axes routiers a limité l’impact de l’urbanisation sur le territoire, permettant la conservation du vignoble jusqu’à la fin du XXe. Depuis, l’augmentation du prix du foncier a fortement progressé sur le littoral, se combinant avec d’autres facteurs tendant à la protection du vignoble malgré des fragilités : une viticulture haut de gamme et en bonne santé, concentration des exploitations notamment. Si cette situation est globalement favorable, elle pénalise les petites exploitations qui peinent à s’agrandir.

##### Terre de pastoralisme
Gassin a été pendant plusieurs siècles une terre de transhumance. Le territoire accueille notamment des bergers venus de la région de Castellane. Les bêtes profitent d'un climat plus favorable que les Alpes en hiver. Des contrats sont passés entre propriétaires des terres et bergers pour laisser paître les troupeaux. Les terres profitent du compost de fumier des moutons. Les transhumances se transforment avec des trajets majoritairement en véhicules motorisés. Les troupeaux sont moins nombreux avec l’urbanisation et les modifications du monde agricole, mais ils viennent toujours, de façon réduite, au début du XXIe siècle,. Les autorités mettent en place un plan d'orientation pastoral intercommunal (PAPI) pour maintenir l'activité pastorale. Le débroussaillement participe à la lutte contre les feux de forêts.

##### Élevage de chevaux
La plaine de la Foux est un lieu d’élevage de chevaux jusqu’au début du XXe siècle. Ce sont des eygues qui sont élevés, une race spécifique des Maures : des chevaux petits, sobres et endurants, comparables aux camargues. Ils seraient issus des chevaux arabes importés lors de l’occupation du Fraxinet. Ils étaient également appelés les chevaux du Golfe,, ou chevaux de Grimaud. La race était considérée comme presque disparue au début du XXe siècle. Les poulinières des Maures utilisaient alors des croisements entre eygues et anglo-arabes. S’affaiblissant, l’élevage perdurait alors grâce aux aides, par groupe de dix à vingt. Ces chevaux étaient utilisés pour la selle et pour certains travaux agricoles comme le dépiquage des céréales. Au début du XIXe siècle, ils étaient considérés comme une curiosité touristique, admirable notamment à l’hippodrome du quartier de Carrefour de La Foux entre Cogolin et Gassin. L’élevage est considéré comme éteint dans l’entre-deux-guerres.
Depuis 2016, le Haras de Gassin possède des poulinières pour permettre la naissance et l’élevage de chevaux destinés au polo. Elles accueillent deux poulains nés en juin 2017.

#### Commerces et artisanat
Outre les commerces en ville, le centre commercial du Carrefour de La Foux est également situé à Gassin comme plusieurs autres zones commerciales aux Marines de Gassin, aux Cyclades et près du pôle de santé.

#### Exploitation minière
À la fin du XVIIIe siècle, un dénommé Pontier découvre, au quartier de la Carrade, un nouveau minerai, au sein de roches serpentineuses. Le fer chromaté ou chromite est décrit par Louis-Nicolas Vauquelin et Tassaert. Une mine est exploitée au XIXe siècle, et fermée quelques années plus tard du fait de la concurrence américaine. Un fil de plomb argentifère est présent également ; une demande est réalisée pour l’exploitée mais cela ne sera pas mis en œuvre du fait de la faiblesse du filon, ainsi que du graphite.

#### Industrie
En 1912, un conglomérat d’entreprises britanniques fonde la Société française des torpilles Whitehead pour la construction d’une usine à l’est de Gassin, près de Cogolin. La marine nationale passe une première commande en 1914 et la guerre conduit à une forte demande d’obus. L’usine Whitehead travaille alors pour l’exportation dès ses débuts, une vocation qui n’a pas cessé depuis : en 2012, l’usine livrait des torpilles à quinze pays. Elle devient la propriété de la Société de construction des Batignolles et de la Société des aciéries et des forges de Firminy en 1925. L’entreprise, visée par la loi du 11 août 1936 sur la nationalisation des entreprises fabriquant des matériels de guerre, devint nationale en 1937. Elle fut intégrée à la Marine nationale. Elle dépend aujourd’hui de la DCNS, société redevenue privée en 2001,.
Au sein du « Var rouge », Gassin ne fait pas figure de haut lieu des luttes sociales. En 1856, alors que les conséquences de la crise économique de 1853 se font encore sentir, les ouvriers bouchonniers de Gassin se mettent en grève pour obtenir une augmentation, qu’ils obtiendront. En 1922, quelques semaines après la scission menée par la frange communiste à la CGT, la Confédération générale du travail unitaire lance une grève à l’usine de torpilles de Gassin. Elle s’achève par un échec pour les grévistes après un mois d’arrêt.

#### Tourisme

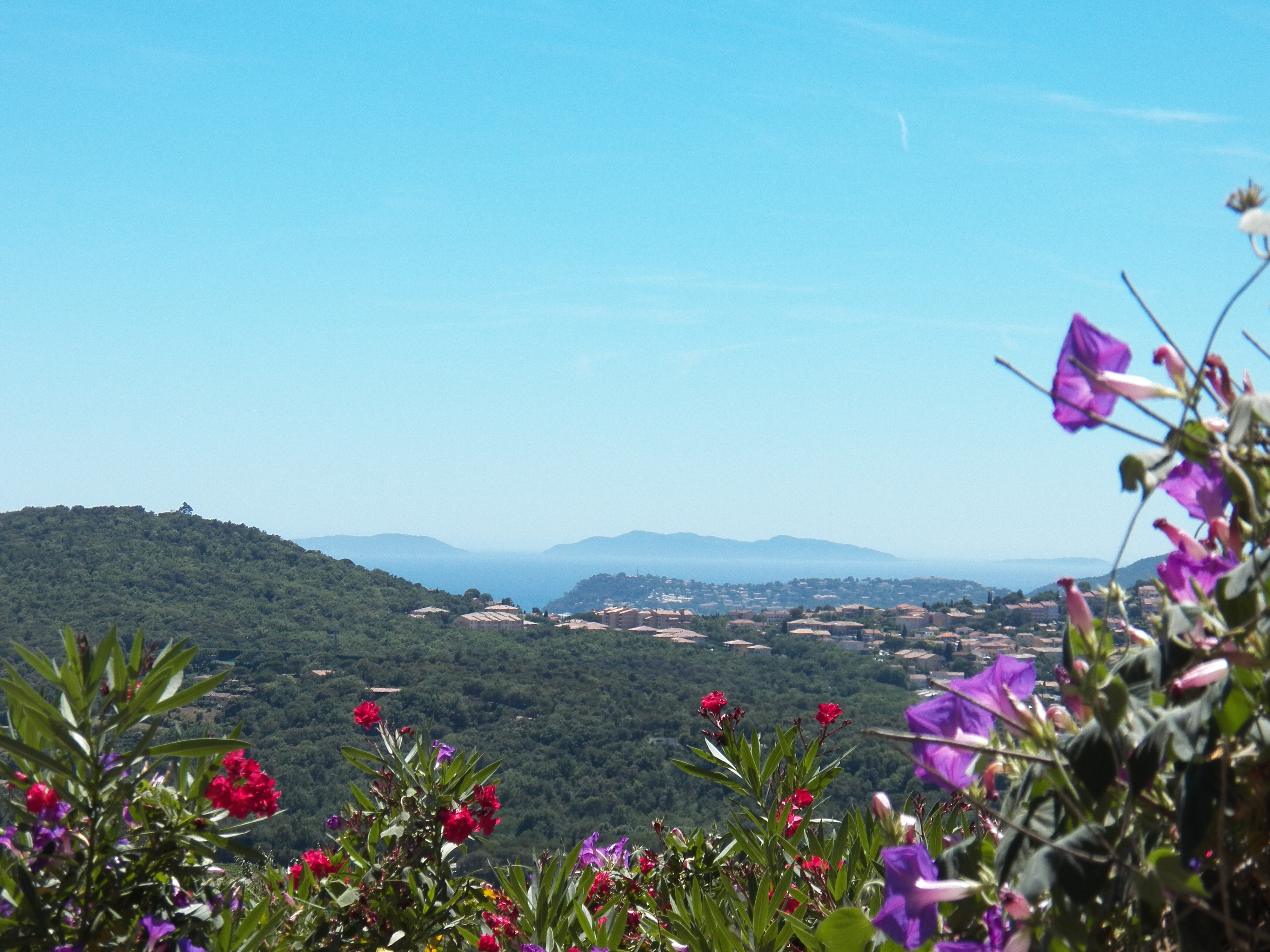
Vue sur les îles d’Or depuis Gassin.

Comme de nombreuses communes du sud du Var et de la presqu’île de Saint-Tropez, l’économie de Gassin est fortement tournée vers le tourisme estival. Le tourisme à Gassin a d’abord été un tourisme hivernal, centré sur les hameaux de Cavalaire et La Croix et notamment la venue de riches propriétaires lyonnais.
En 1969, l’association VVF crée un ensemble hôtel résidence sur la commune, y développant le tourisme social.
La vue panoramique depuis le village sur les environs a accompagné le développement du tourisme,,. Gassin a également bénéficié de sa position de voisine de Saint-Tropez quand cette dernière a acquis une renommée mondiale. La commune a créé en 2016 un office de tourisme municipal, le dernier avant l’entrée en vigueur de la loi NOTRe pour améliorer l’accueil touristique et mieux quantifier l’impact du tourisme. La commune obtient pour la première fois son classement en station de tourisme le 17 décembre 2019 par décret ministériel. C’est la 433e station classée en France depuis la réforme.
« Gassin, station d’où une route de voiture monte à droite, à travers bois, [...] au haut d’un promontoire (de la terrasse de l’église, admirable panorama) », écrivait Paul Joanne en 1902 dans un guide des stations d’hiver de la Méditerranée.
Un projet d’aménagement touristique d’Henri Prost pour le Syndicat des communes du littoral varois précisait sur une carte, à propos de Gassin : « Point de vue remarquable sur le golfe de Saint-Tropez ». Dans un document écrit, il détaillait les atouts de la commune qui comprenait alors les secteurs de Cavalaire et de La Croix, érigées en communes respectivement en 1929 et 1934.
« L’aménagement de la commune de Gassin est un des plus importants au point de vue tourisme.
Son territoire comprend la baie de Cavalaire et une grande partie de cette presqu’île sauvage formée par Gassisn-Saint-Tropez et Ramatuelle. Les aménagements de ces trois communes sont intimement liés. Le front de mer n’est pas seul à envisager ; le pittoresque de cette région nécessite des voies secondaires permettant de nombreuses excursions vers des points de vue remarquables. Les agglomérations de Gassin et Ramatuelle, très distantes du front de mer, sont des attractions charmantes en elles-mêmes par leur pittoresque et les panoramas que l’on découvre de leurs situations élevées[…].
L’agglomération de Gassin, très distante du front de mer est caractérisée par une silhouette pittoresque se profilant au sommet le plus élevé d’une colline (côte 195).
Dans cette petite ville, une terrasse à l’est de l’église domine le golfe de Saint-Tropez, le panorama s’étend jusqu’au-delà de l’Estérel ; c’est un des points d’attraction touristique analogue à celui que nous signalons d’autre part à Ramatuelle. »

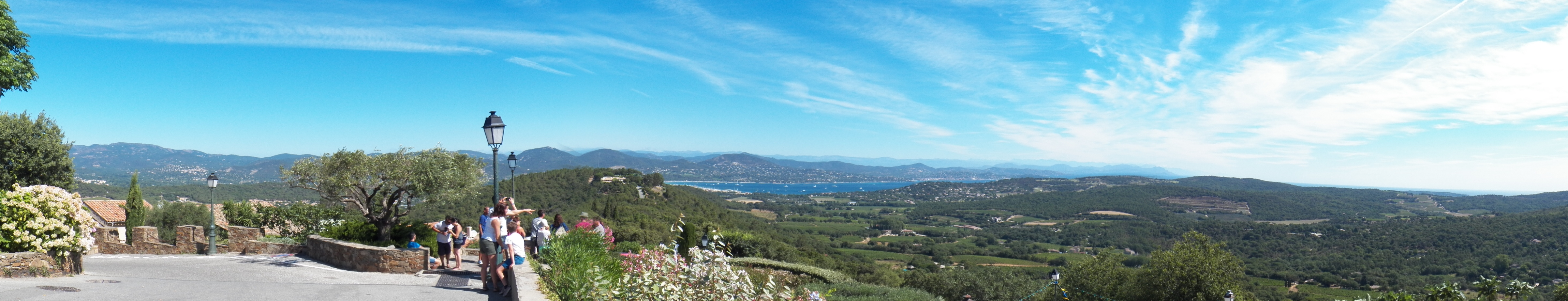
Panorama au-dessus de la table d’orientation.

Au 1er janvier 2016, la capacité hôtelière  était de 249 chambres réparties dans dix hôtels dont cinq hôtels cinq étoiles, un hôtel quatre étoiles, deux hôtels trois étoiles, un hôtel deux étoiles et un hôtel non classé. La commune dispose par ailleurs de deux campings pour une capacité totale de 716 places.
Gassin est également réputé pour ses restaurants, notamment ceux de la place deï Barri. Plusieurs restaurants de la commune sont récompensés par les principaux guides culinaires nationaux : le restaurant de la villa Belrose a conservé durant une vingtaine d’années une étoile au guide Michelin. Le Bello Visto et La Verdoyante obtiennent au milieu des années 2010 un Bib Gourmand.

##### Fréquentation
Selon l’enquête réalisée par l’observatoire national du tourisme, le village attire durant les années 1990 environ 260 000 touristes.

## Culture locale et patrimoine
Gassin est protégée au titre des sites inscrits à deux reprises : « Gassin et ses abords » et « Presqu’île de Saint-Tropez ». Le rapport de la Commission départementale des sites, perspectives et paysage du Var du 1er mars 1963 détaillait les motifs de ce classement :
« Véritable vigie sur son promontoire, Gassin possède un rempart circulaire, très beau belvédère d’où l’on découvre un panorama très étendu sur Grimaud, Sainte-Maxime, le golfe de Saint-Tropez, la baie de Cavalaire, les îles de Port-Cros et du Levant, avec les Alpes en toile de fond ».

### Lieux et monuments

#### Inventaire des monuments historiques
La commune ne compte aucun monument répertorié à l’inventaire des monuments historiques mais 31 lieux et monuments répertoriés à l’inventaire général du patrimoine culturel. Par ailleurs, elle compte 10 objets répertoriés à l’inventaire des monuments historiques.
Les dix objets répertoriés à l’inventaire des monuments historiques se situent dans l’église paroissiale Notre-Dame-de-l’Assomption :
- le tableau du XIXe siècle représentant « la bienheureuse Marguerite-Marie Alacoque»[251] ;
- statue de la Vierge à l’Enfant, datée des XVIIe et XVIIIe siècles[252] ;
- statue de la Vierge, datée du XVIIIe siècle[253] ;
- buste-reliquaire de saint Laurent, daté du XVIIe siècle[254] ;
- tableau : Saint François-de-Sales entre saint Louis-de-Gonzague, saint Sébastien et sainte Lucie, daté du XVIIIe siècle[255] ;
- tableau : Vierge du Rosaire avec saint Dominique, sainte Catherine-de-Sienne et sainte Lucie, daté du XVIe siècle[256]. Ce Don du rosaire (1587) est attribué à Coriolano Malagavazzo par Patrick Varrot[257],[258] ;
- tableau : Vierge à l’Enfant entre saint Jean-Baptiste et saint Laurent, daté du XVIe siècle[259] ;
- cloche, datée du XVIIIe siècle[260] ;
- bénitier, daté du XVIe siècle[261] ;
- statue du Christ, datée du XVIe siècle[262].

#### Inventaire général du patrimoine culturel
L’inventaire cite notamment dans l’ordre suivant :

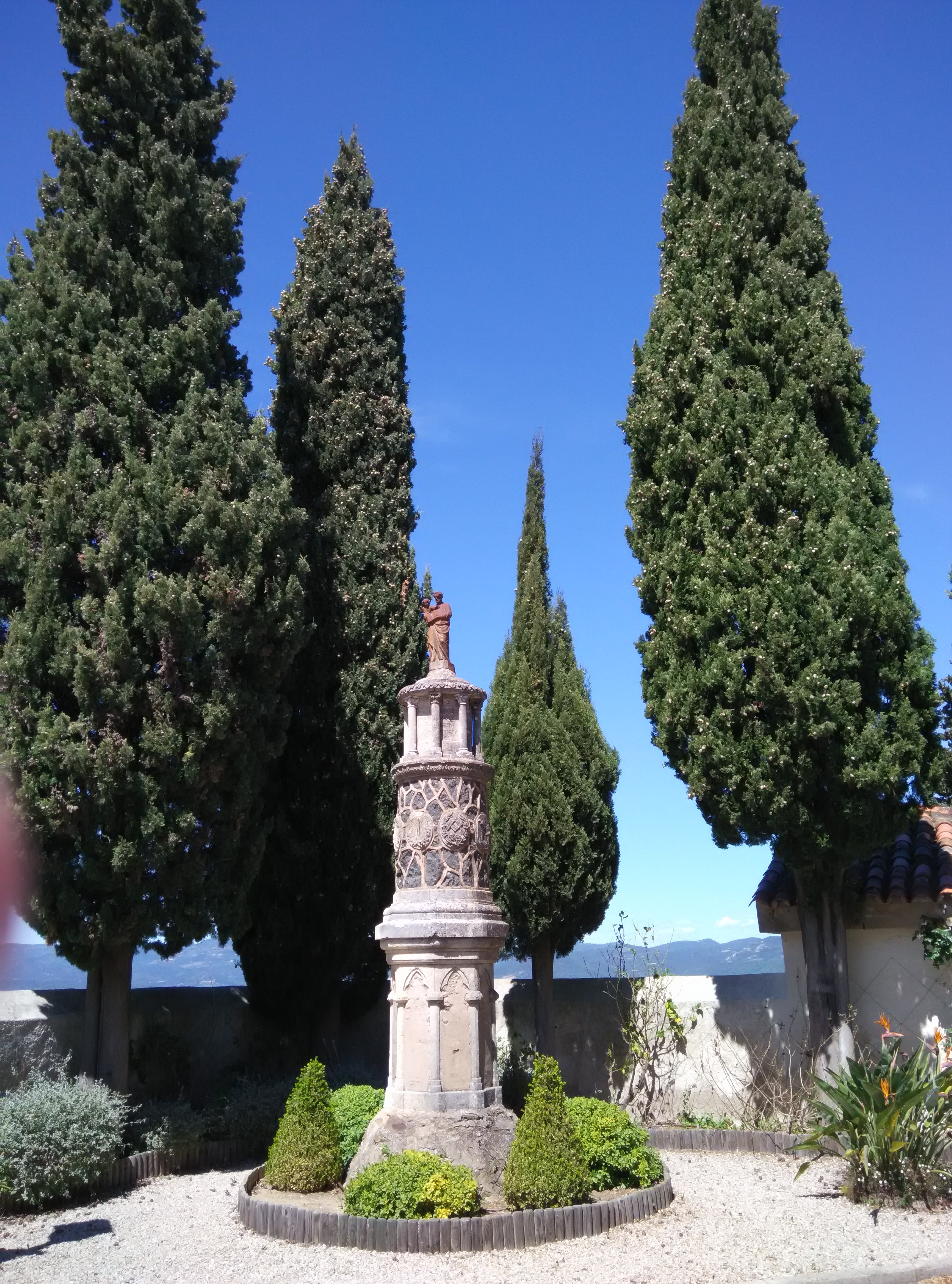
Monument dédié à saint Joseph à Gassin.

- l’oratoire Saint-Joseph[263] ;
- le cimetière[264]. Il a été construit à partir de 1881 à l’entrée nord du village. Auparavant, Gassin abritait deux cimetières : l’un près de l’église Notre-Dame-de-l’Assomption, l’autre près de la chapelle Saint-Sébastien ;
- le monument dédié à saint Joseph[265]. Érigé en 1876 sur un rocher, il se trouvait à l’époque isolé dans la garrigue et les raisons de sa construction ne sont pas connues. Il comporte les noms de 16 personnes, possiblement les donateurs qui ont permis sa construction. Quinze ans plus tard, le cimetière fut créé à proximité immédiate du monument[112],[266] ;
- la maison acquise par la commune en 1996 à Caruby, abritant le centre aéré et des logements de fonction[267] ;
- la mairie-école[268]. Elle fut construite au-dessus du four banal en 1584 ;
- la maison du domaine de Manouyie[269] ;
- le presbytère[270]. Daté du XVIIe siècle, il accueille aujourd’hui la communauté brésilienne Doce Mãe de Deus ;
- la maison acquise par la commune en 1936, abritant le Foyer des Campagnes. La commune y organise diverses activités, notamment en été des expositions de peintures. L’encadrement de l’entrée porte la date de 1552[271];
- la maison acquise par la commune en 1905, a abrité de 1905 à 2016 le bureau de poste[272]. Ce dernier a laissé la place à un Relais La Poste en 2016, situé dans un commerce du nouveau village. Le bâtiment date du XIXe siècle ;
- le puits de la rue du Puits[114]. Les deux puits conservés dans le village ont été construits au XVIIe siècle. Ils sont tous les deux couverts avec une forme ogivale ;
- le puits de la rue Saint-Jean-Baptiste[273]. Il possède une profondeur d’environ quatorze mètres ;
- le vestige d’une tour médiévale rue de la Tasco[274] ;
- la ferme de la Tuilière[275] ;
- le moulin Brûlat[276] ;

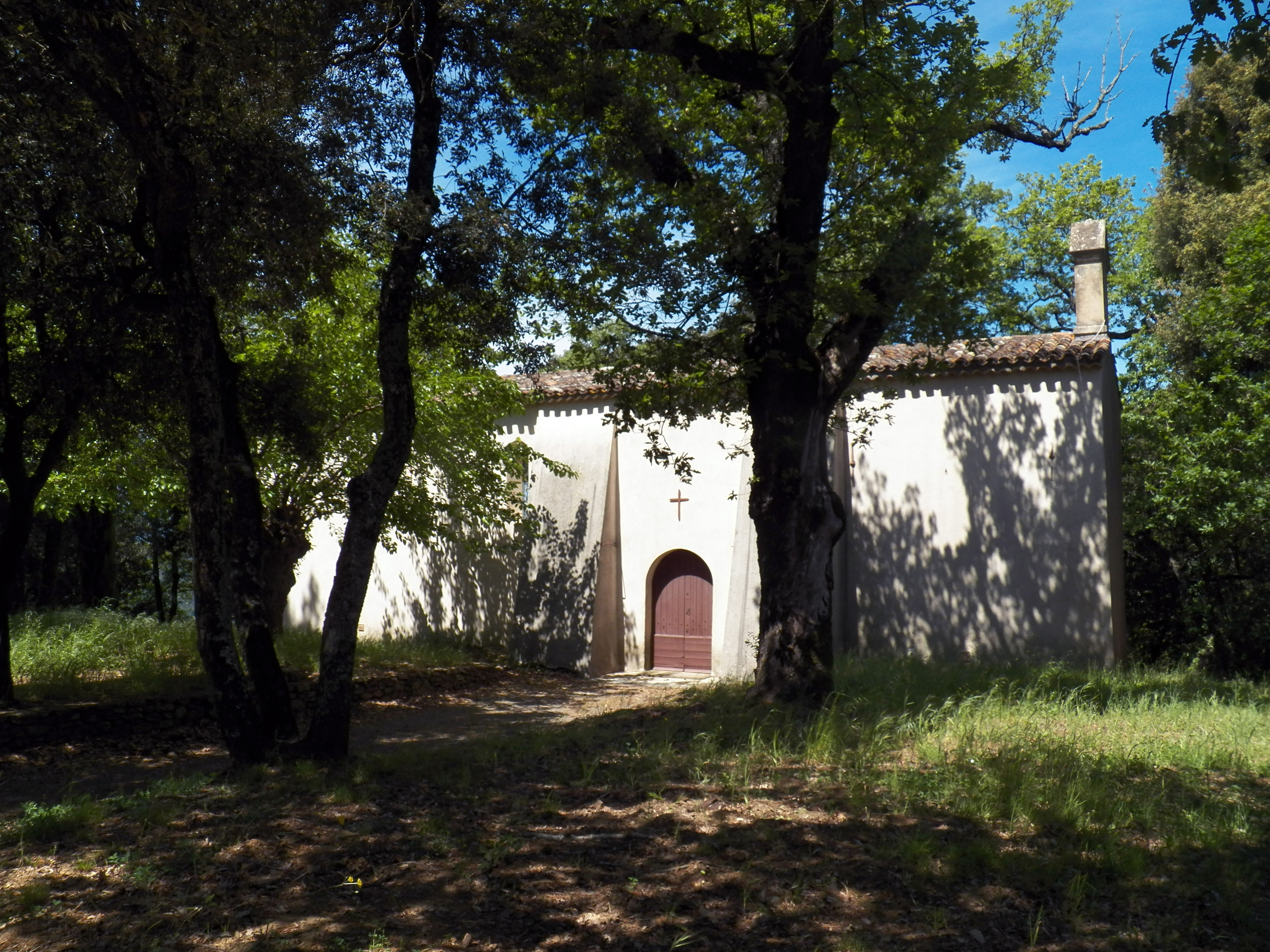
Chapelle Notre-Dame-de-la-Consolation à Gassin.

- la chapelle Notre-Dame-de-la-Compassion[277], parfois dénommée Notre-Dame-de-la-Consolation. Située dans un petit parc arboré sous le village, la chapelle a servi de paroisse jusqu’à l’érection de l’église actuelle du village. Elle date de 1090. Autrefois entourée d’un cimetière, elle possède une pierre de seuil issue de la stèle mortuaire antique d’un marin qui appartenait à la flotte de Forum Julii. La chapelle, considérée comme la paroisse primitive de Gassin, est toujours utilisée pour la messe donnée lors de la fête du village ;
- le bourg castral de Bourrian[278] ;
- l’usine de torpilles de Naval Group[279],[280],[281];
- le monument aux morts de la guerre 1914-1918[282]. Il a été réalisé par Henri-Paul Nénot, membre de l’Institut de France et enterré dans le cimetière de Gassin, dans un mausolée dessiné par ses soins ;
- la demeure du domaine de Barbeyrolles[283] ;
- la ferme au lieu-dit Saint-Martin[284] ;
- le moulin au lieu-dit Saint-Martin[285] ;
- la ferme au lieu-dit Riboty[286] ;
- la ferme au lieu-dit le Moulin-d’Eau[287] ;
- la ferme au lieu-dit Médecin-Champagne[288] ;
- la bergerie au lieu-dit Gourbenet[289] ;
- le château lieu-dit Château Bertaud ou Château de Bertaud[290] ;
- la ferme au lieu-dit Carteyron[291] ;
- la chapelle Saint-Julien au lieu-dit Cambon[292]. Chapelle de style roman, elle a été intégrée à un bâtiment privé ;
- l’église paroissiale Notre-Dame-de-l’Assomption (parfois appelée par erreur église Saint-Laurent par confusion avec le saint patron du village)[293]. Achevée en 1557 ou 1558, elle a été consacrée en 1582. Le clocher était une ancienne tour de guet. Les créneaux de cette tour-clocher ont été détruits lors de la Révolution française. L’église est bâtie sur la roche autour d’une nef rectangulaire avec deux travées de voûtes reposant sur quatre piliers ;
- ouvrage d’entré du village médiéval, la Porte des Sarrasins[294]
- 120 bâtis du 2e quart du XVe siècle à la 2e moitié du XVIe siècle[295].

#### Autres lieux et monuments

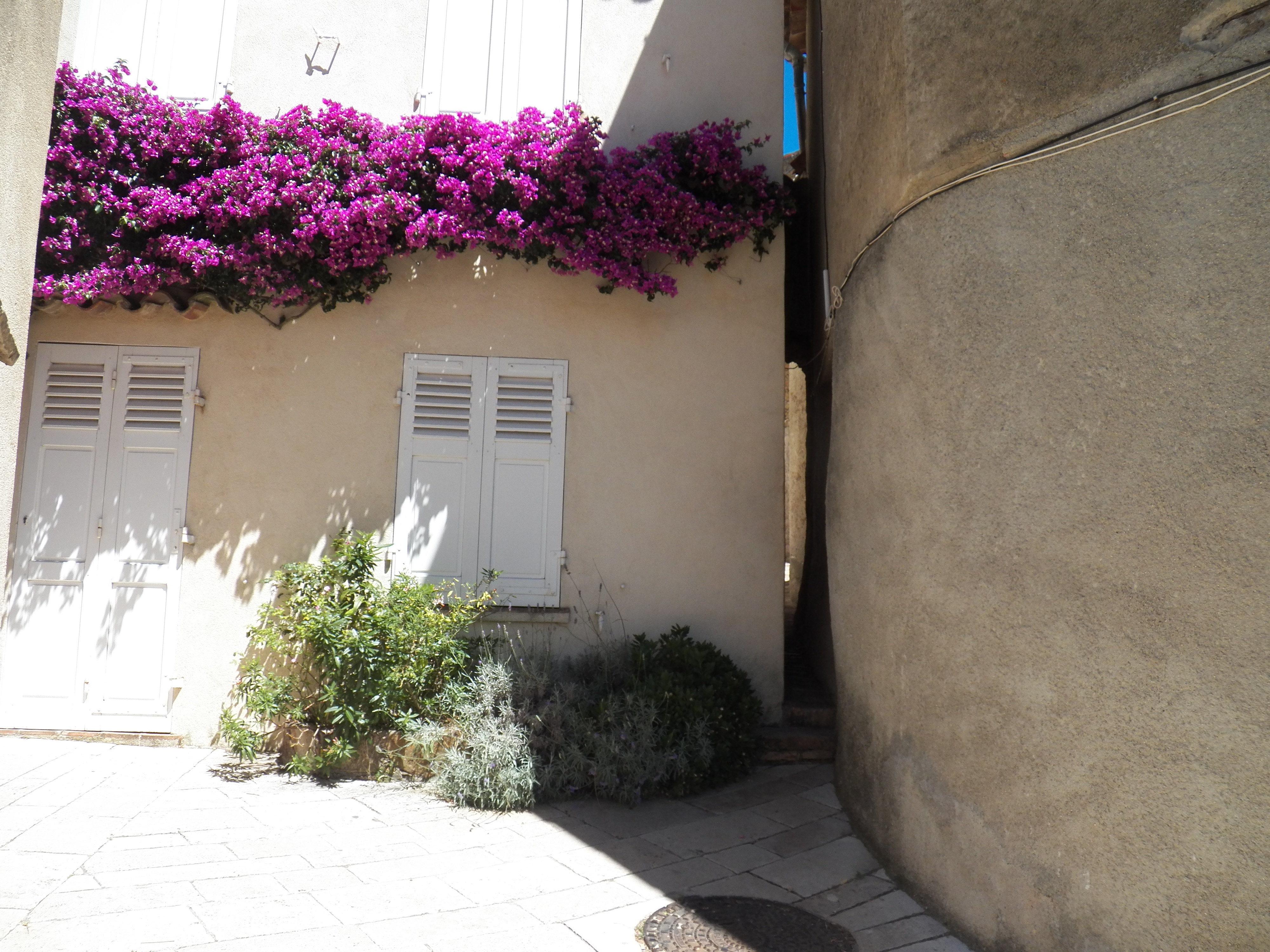
L’Androuno à Gassin, dite « la plus petite rue du monde ».

La commune s’enorgueillit de posséder « la plus petite rue du monde »,,,, l’Androuno, nom qui signifie ruelle en provençal. Des rues semblables existaient dans de nombreux villages de Provence. Cette ruelle, qui ne permet pas le passage d’un homme de face, fait figure de curiosité locale. Au plus étroit, elle ne mesure que 29 centimètres.
La chapelle Saint-Laurent est située dans le quartier homonyme de Gassin. Aujourd’hui en ruine, elle abritait jusqu’en 1778 les reliques de Saint-Laurent.
La chapelle Saint-Sébastien, dite chapelle des Pénitents blancs, se trouvait au niveau du puits de la rue Saint-Jean-Baptiste. Un cimetière se trouvait à côté. Les pénitents de Gassin firent l’objet d’une censure épiscopale en 1754.
La commune abrite un blockhaus de type R680 dans le quartier de la Foux. Ce bunker a été édifié durant la Seconde Guerre mondiale par l’armée allemande dans le but d’empêcher un débarquement allié dans le cadre du Mur de la Méditerranée (le débarquement de Provence se déroula en partie dans ce secteur : la force Alpha au niveau de Cavalaire-sur-Mer et La Croix-Valmer, et la force Delta à Sainte-Maxime). Situé sur un terrain privé, il a fait l’objet d’une convention entre son propriétaire privé et la mairie pour permettre à une section locale du Souvenir français de s’occuper des lieux.

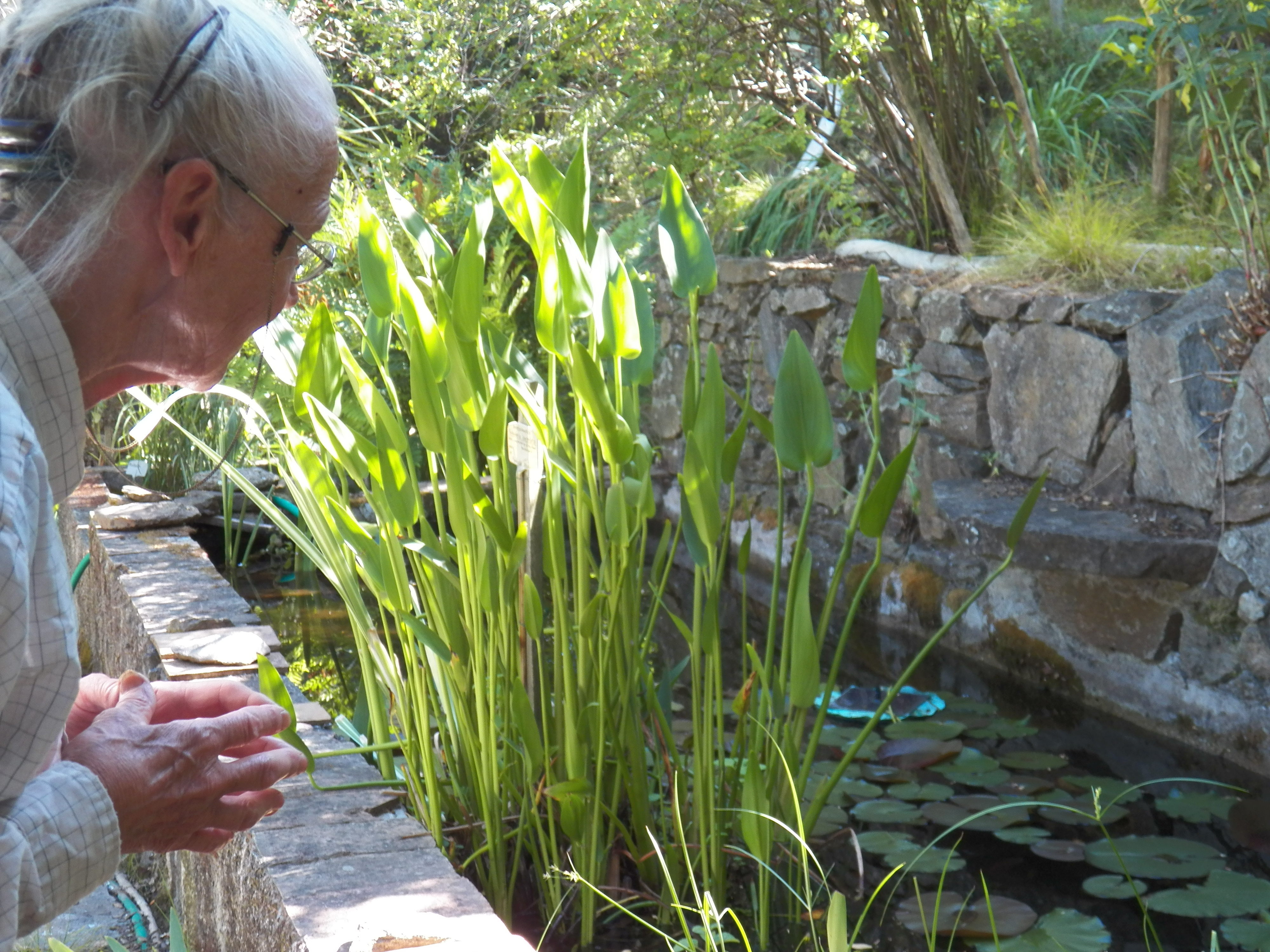
Marie-Thérèse L’Hardy-Halos au cœur du jardin L’Hardy-Denonain.

Sur près de 2 500 m2, le jardin privé de Marie-Thérèse L’Hardy-Halos, accessible gratuitement, propose plusieurs centaines d’espèces végétales méditerranéennes et provençales,. Créé par Germaine L’Hardy-Denonain en 1973, il reçoit le label officiel « jardin remarquable » du ministère de la Culture en 2009. Il fait partie des lieux qui participent aux Rendez-vous aux jardins organisés chaque année par le ministère de la Communication et aux journées du patrimoine.
La commune, qui abritait autrefois le Pin de Bertaud, un pin parasol d’une circonférence de tronc et d’une taille remarquable, accueille aujourd’hui l’un des deux plus vieux oliviers de France.

### Patrimoine naturel

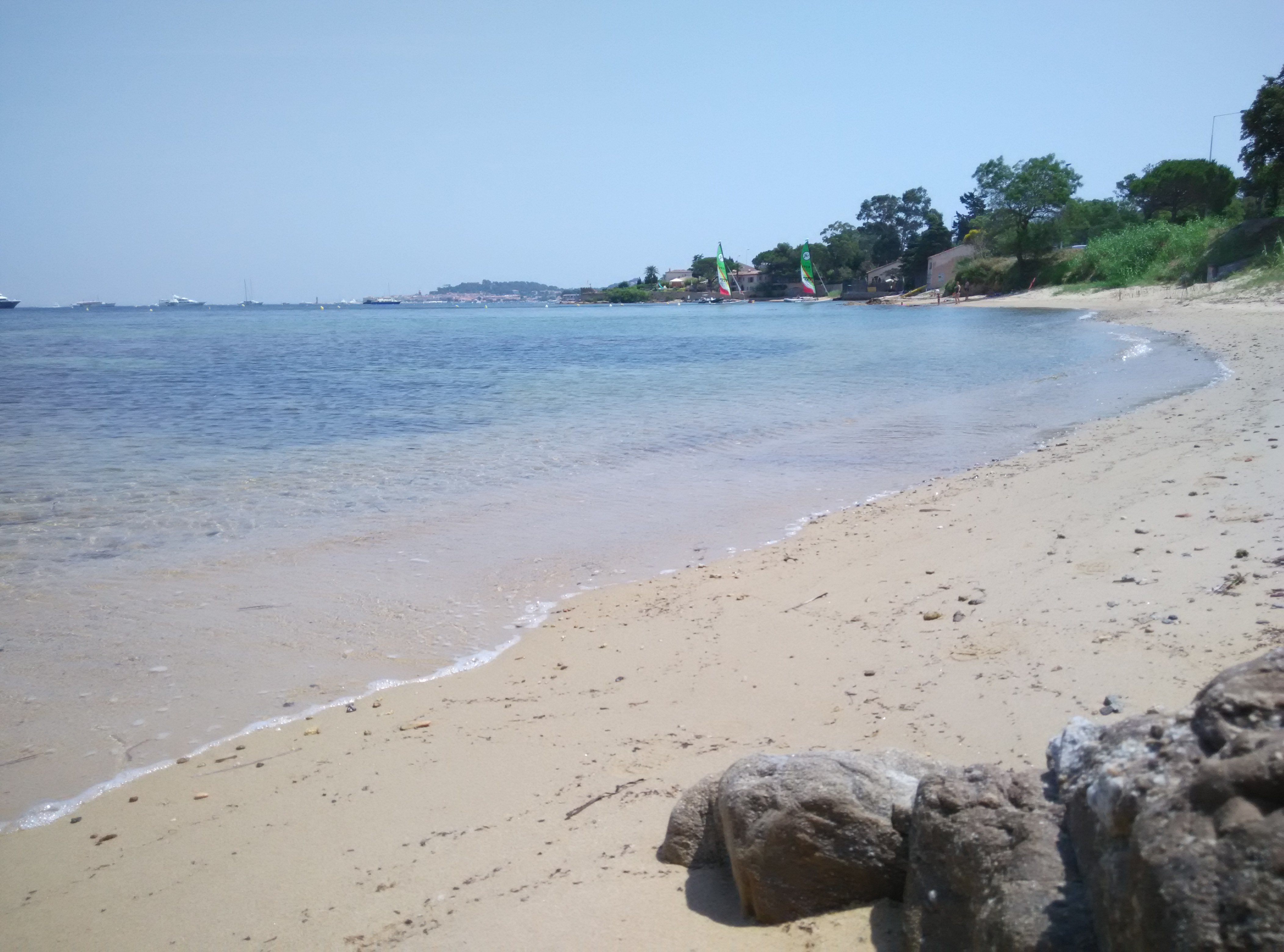
La plage de La Moune.

La commune dispose de trois plages sur son littoral : la plage de la Moune qui accueille une école de voile, celles du Treizain et de la Bouillabaisse, que Gassin partage avec Saint-Tropez, parsèment le littoral de Gassin. Un sentier littoral permet de parcourir une partie du bord de mer gassinois.
Trois sentiers balisés ont été aménagés. À partir du mini-stade au nouveau village, les Boucles de l’Arlatane permettent de découvrir la forêt provençale notamment grâce à des panneaux botaniques installés sur le parcours. Le sentier s’étire sur un total de 3,5 kilomètres. Une aire de pique-nique est aménagée près de la source de l’Arlatane.
Le chemin de la chapelle Notre-Dame-de-la-Consolation est un circuit de 4,1 kilomètres. Il passe par la route qui longe la vue sur les Maures puis descend dans la forêt et les vignobles Gassinois avant de remonter vers une bergerie et la chapelle.
Le dernier parcours, de 16,9 kilomètres, descendant jusqu’à La Croix-Valmer avant de remonter au village, emprunte un petit passage du GR 51.
Les espèces végétales sur le territoire de Gassin sont caractéristiques des zones méditerranéennes. Les forêts sont constituées de chênes pubescents, de chênes verts, de pins parasols notamment. Les pins blancs de Provence y poussent également. Sur la place Deï Barri et autour du village se retrouvent des Micocoulier de Provence.

Arbres typiques de la suberaie gassinoise et autres espèces
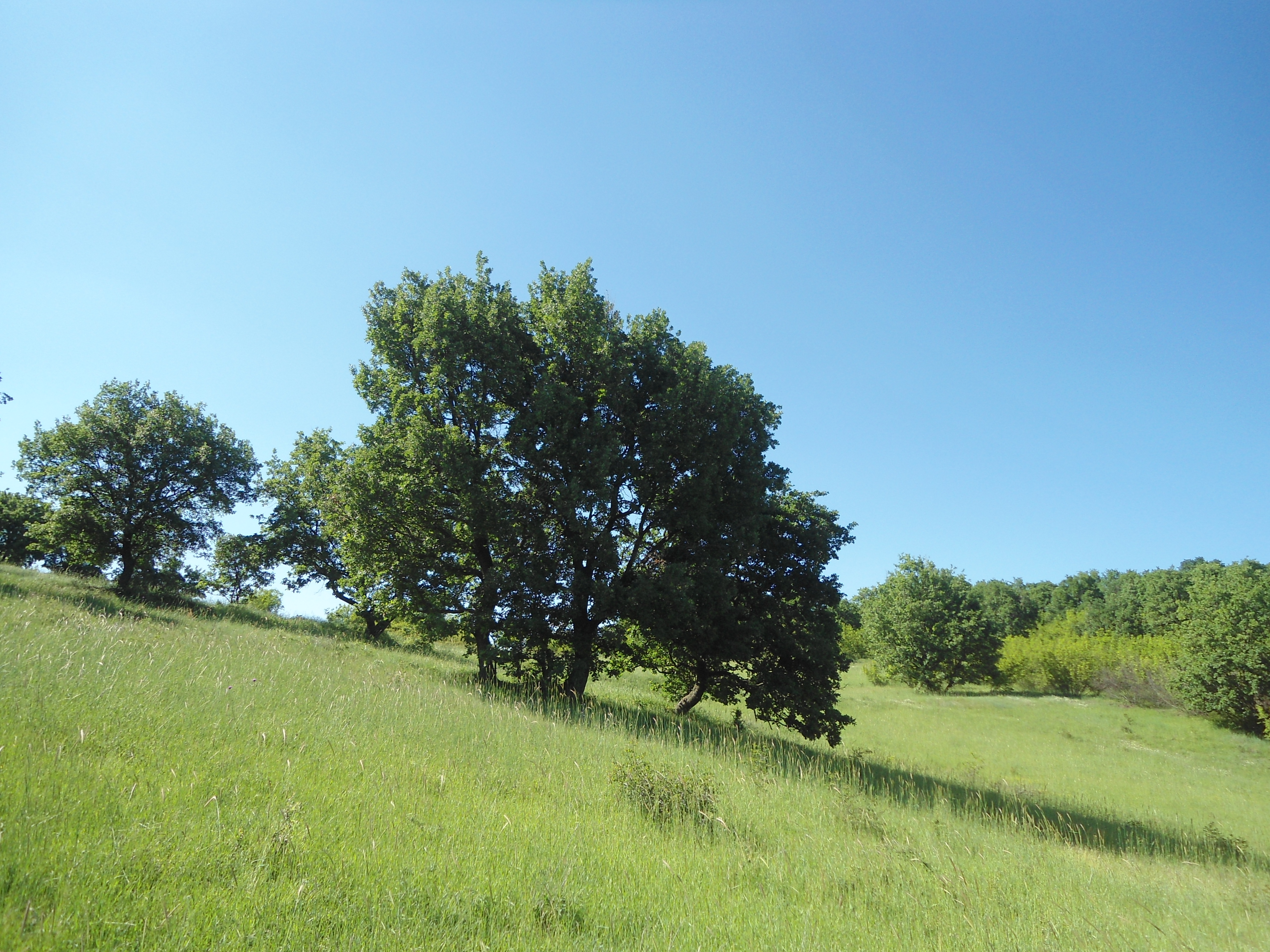
Chêne pubescent
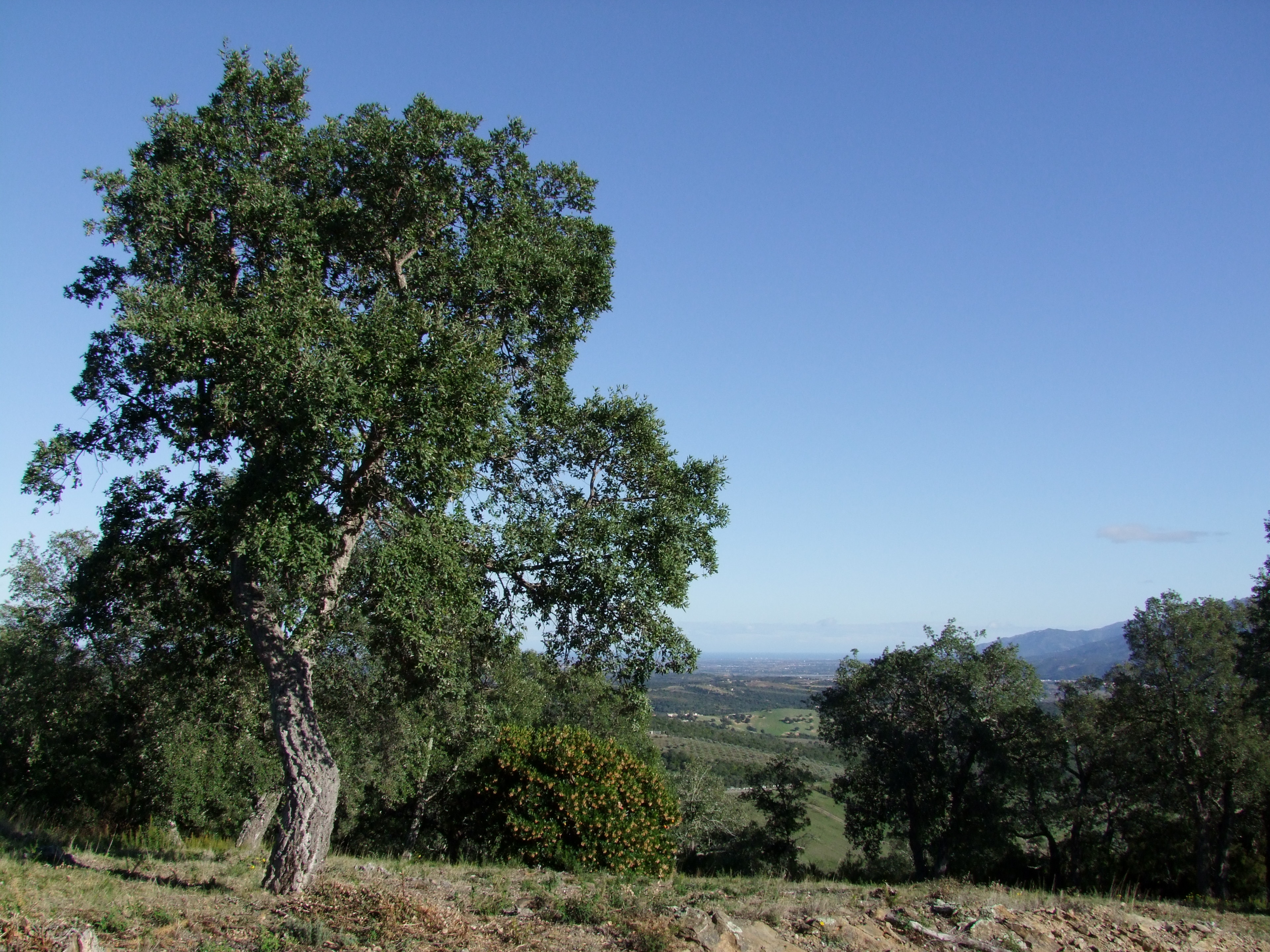
Chêne liège
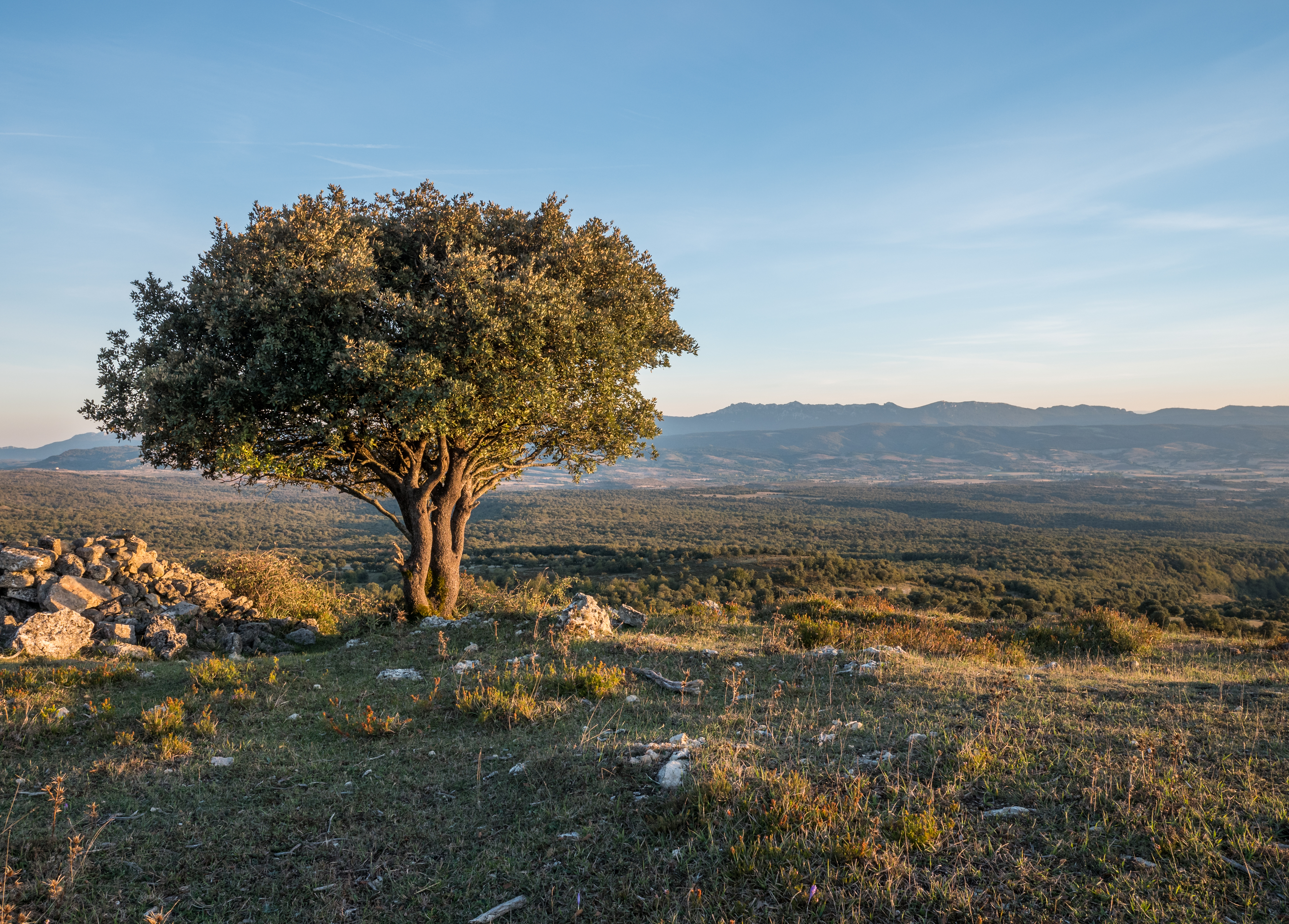
Chêne vert
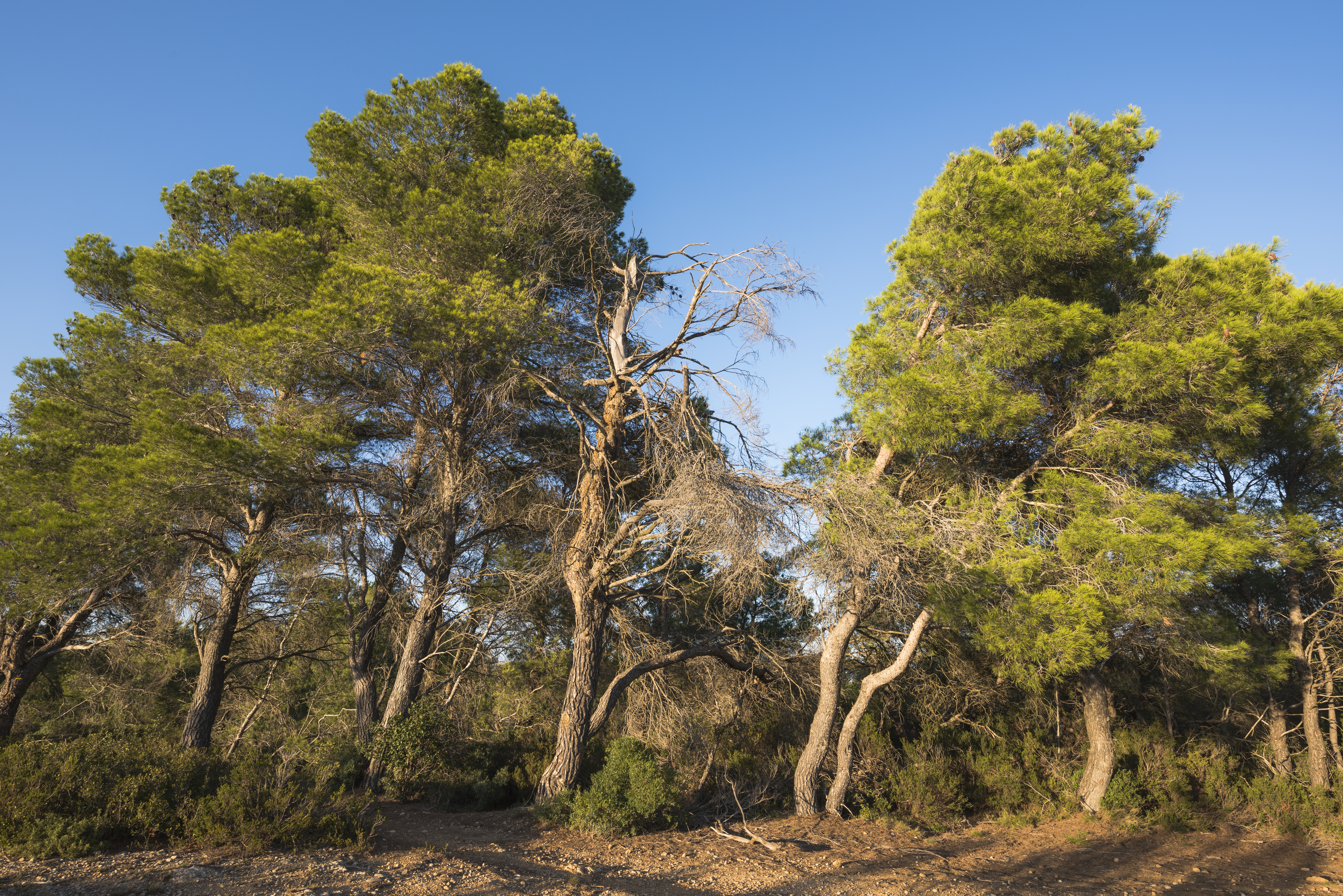
Pin blanc de Provence
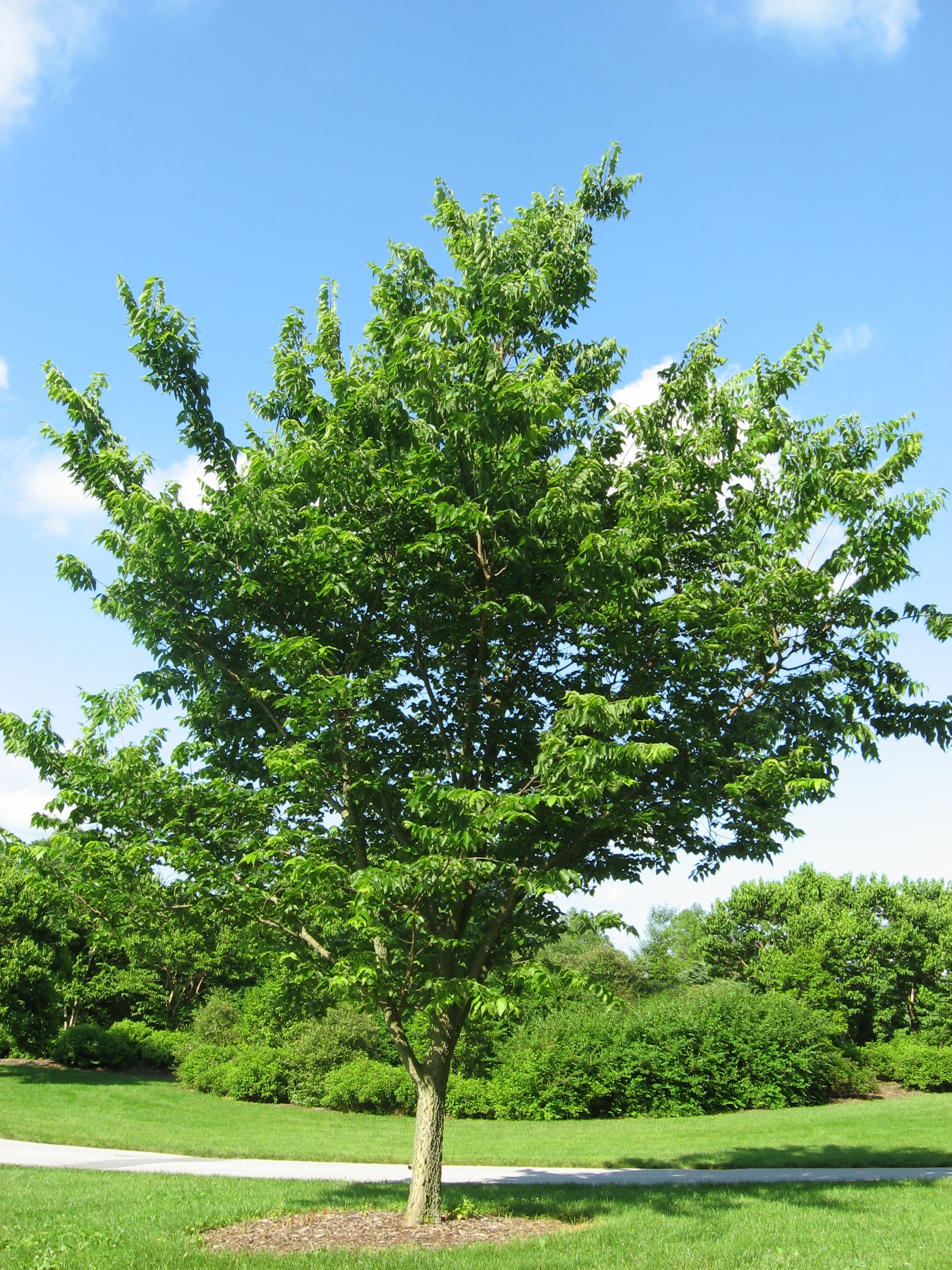
Micocoulier de Provence

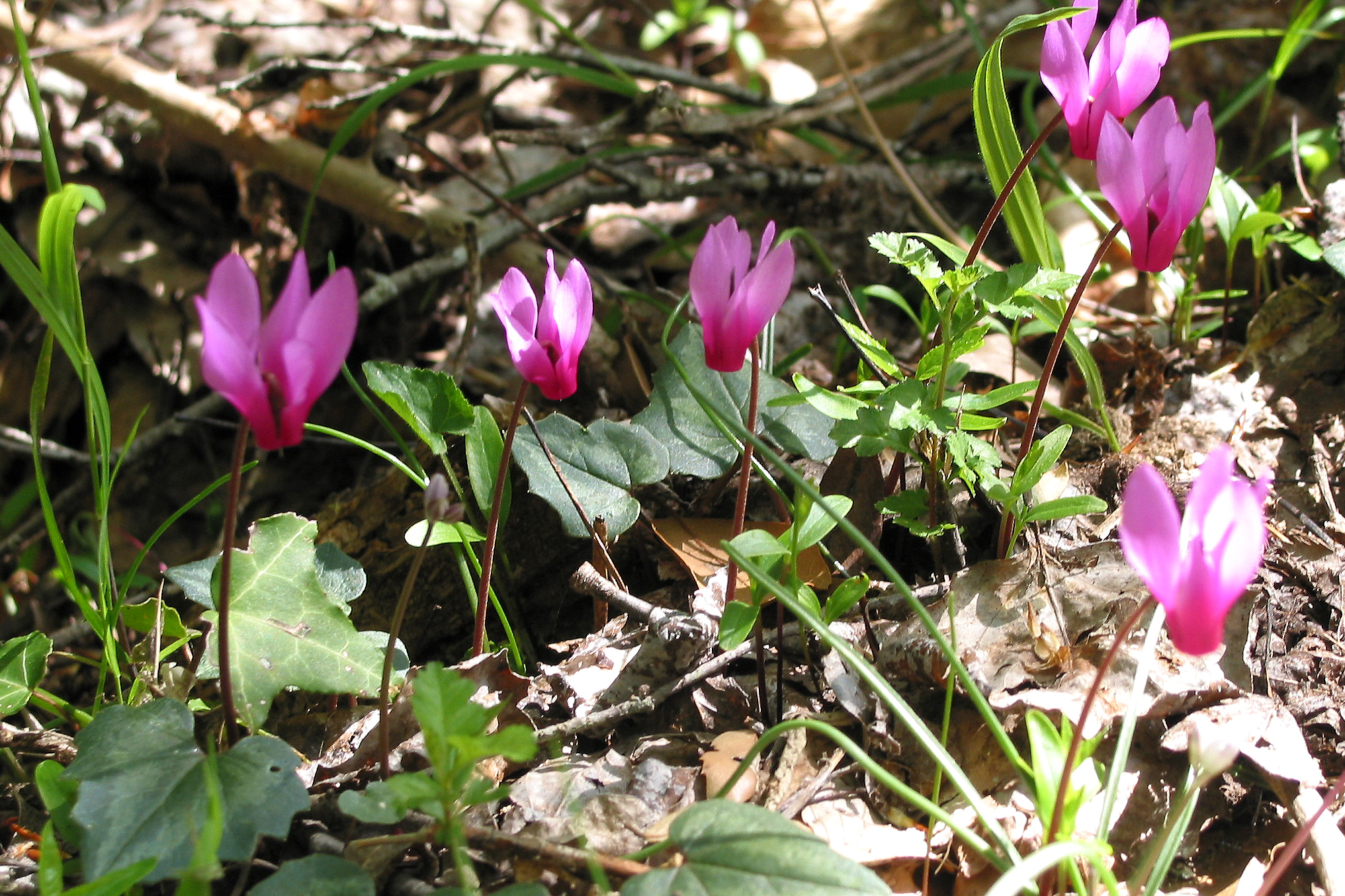
Le Cyclamen repandum est présumé indigène dans la seule forêt de Bestagne en France

La forêt de Bestagne est la seule en France où Cyclamen repandum est présumée indigène. Certains habitats sont jugés remarquables dans le cadre des zones naturelles : les groupements terrestres à isoètes, les fourrés à lauriers, les galeries de peupliers et les bois de caroubiers.
Ces éléments et la faune provençale en général sont mis en valeur dans le jardin remarquable L’Hardy-Denonain, mais aussi dans un parcours découverte dans la forêt municipale. Des panneaux botaniques ont été installés sur une partie du sentier des Boucles de l’Arlatane.
Le territoire de la commune est situé dans deux zones naturelles d’intérêt écologique, faunistique et floristique de type II : la ZNIEFF 83-103-100 dite « Maures de la Presqu’île de Saint-Tropez » et la ZNIEFF 83-200-100 dite « Maures ».

La faune compte 14 espèces patrimoniales dont la tortue d’Hermann, seule tortue terrestre de France. Gassin fait partie des communes où s’applique le plan national d’actions en faveur de la tortue d’Hermann.

Le tortue d’Hermann, espèce protégée emblématique du pays des Maures.
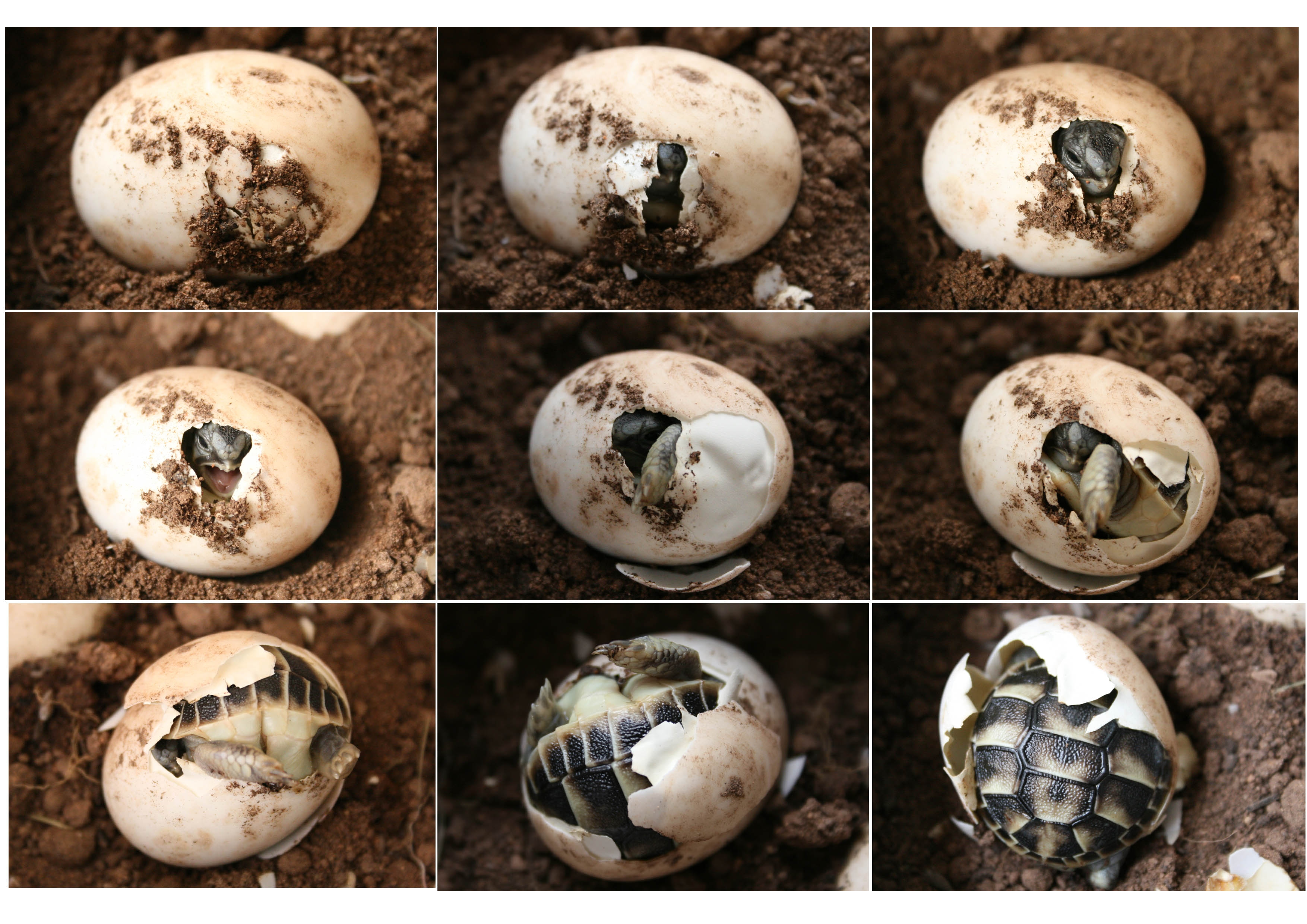
Étapes de l’éclosion d’une tortue
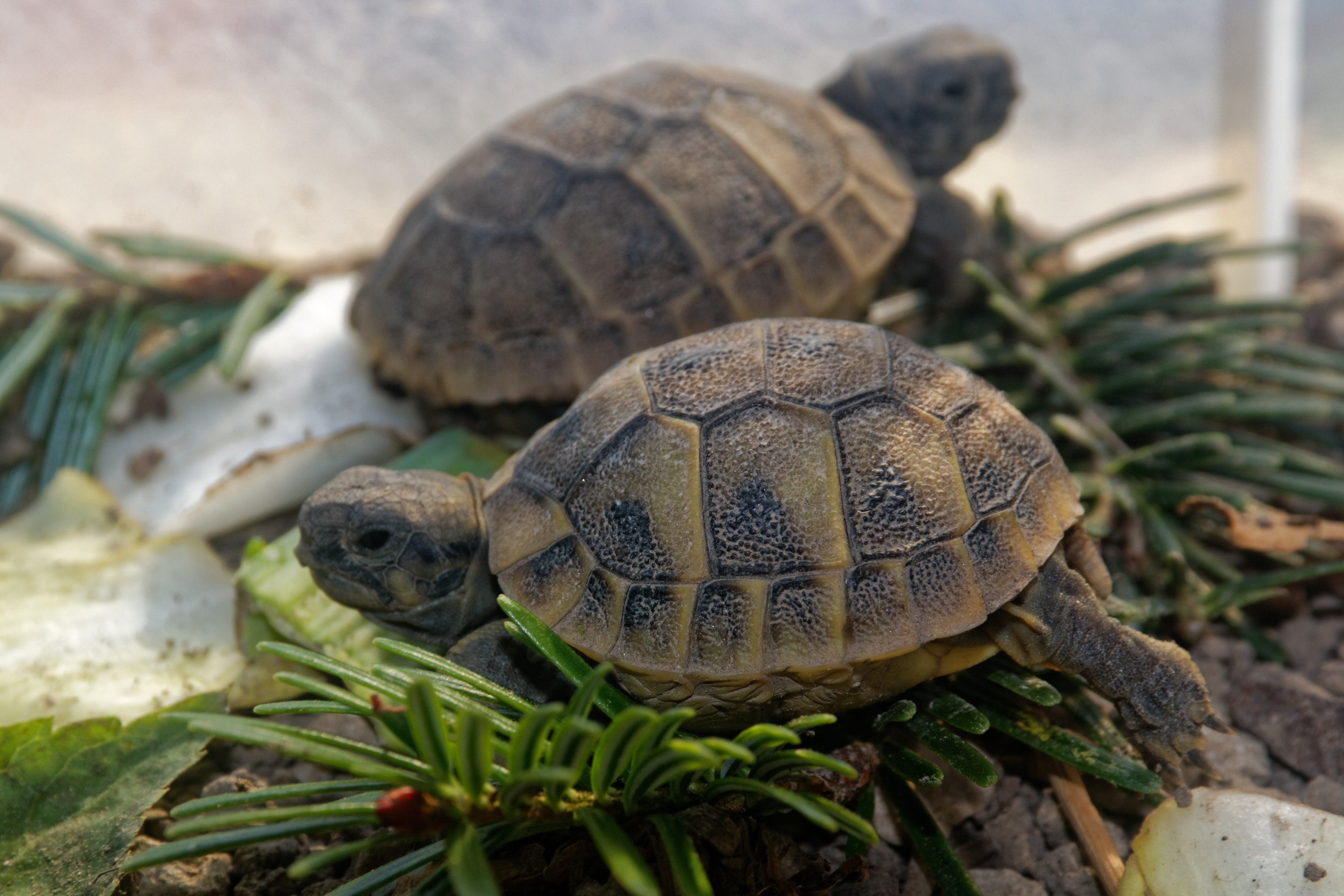
Spécimens jeunes
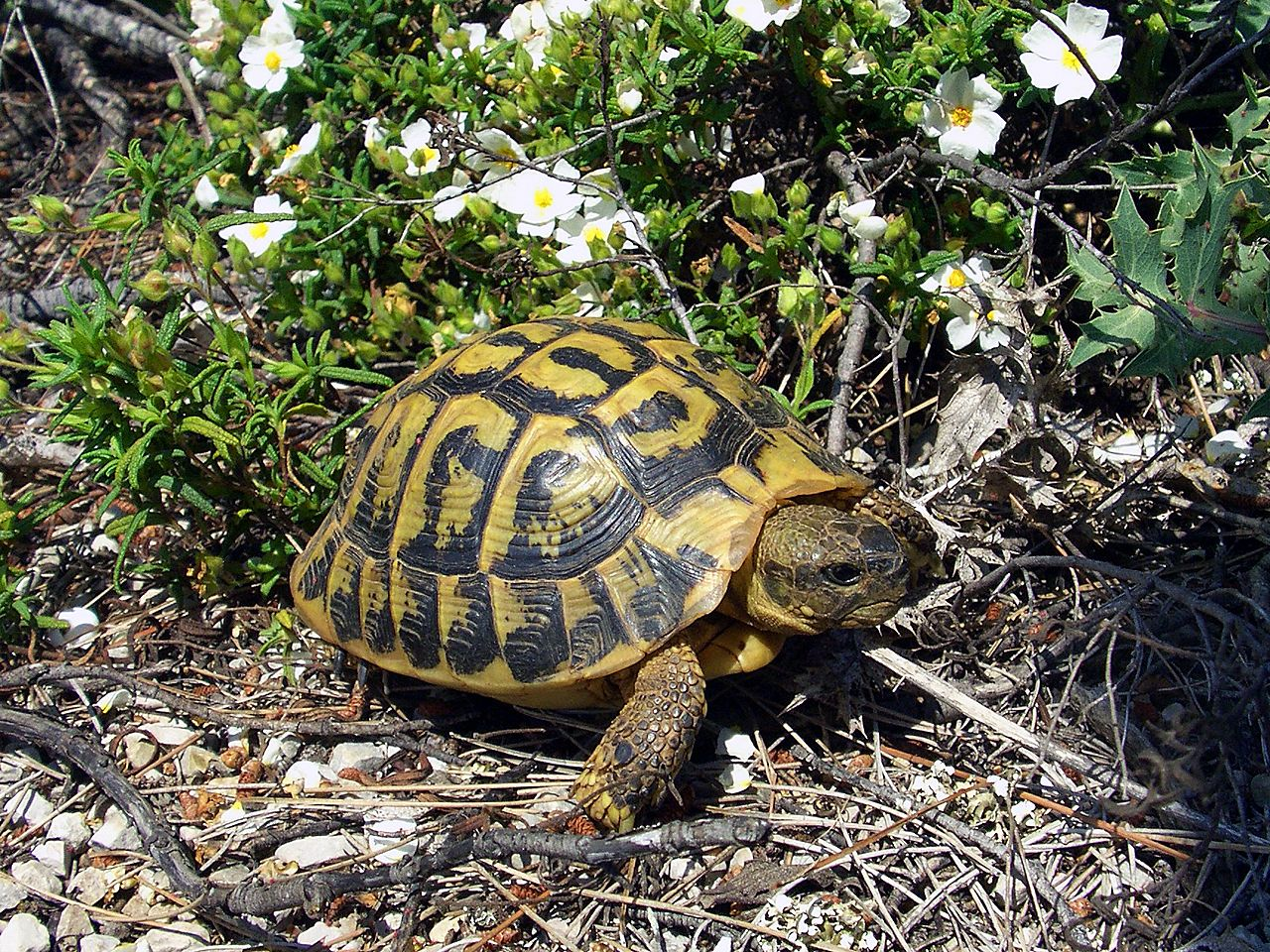
Une tortue se mouvant près d’une ciste à feuilles de sauge

Le circaète Jean-le-Blanc, le faucon hobereau et le Petit-duc scops sont des espèces aviaires déterminantes ainsi que des pics épeiches et des bruants ortolans.

Espèces remarquables de la faune aviaire de Gassin
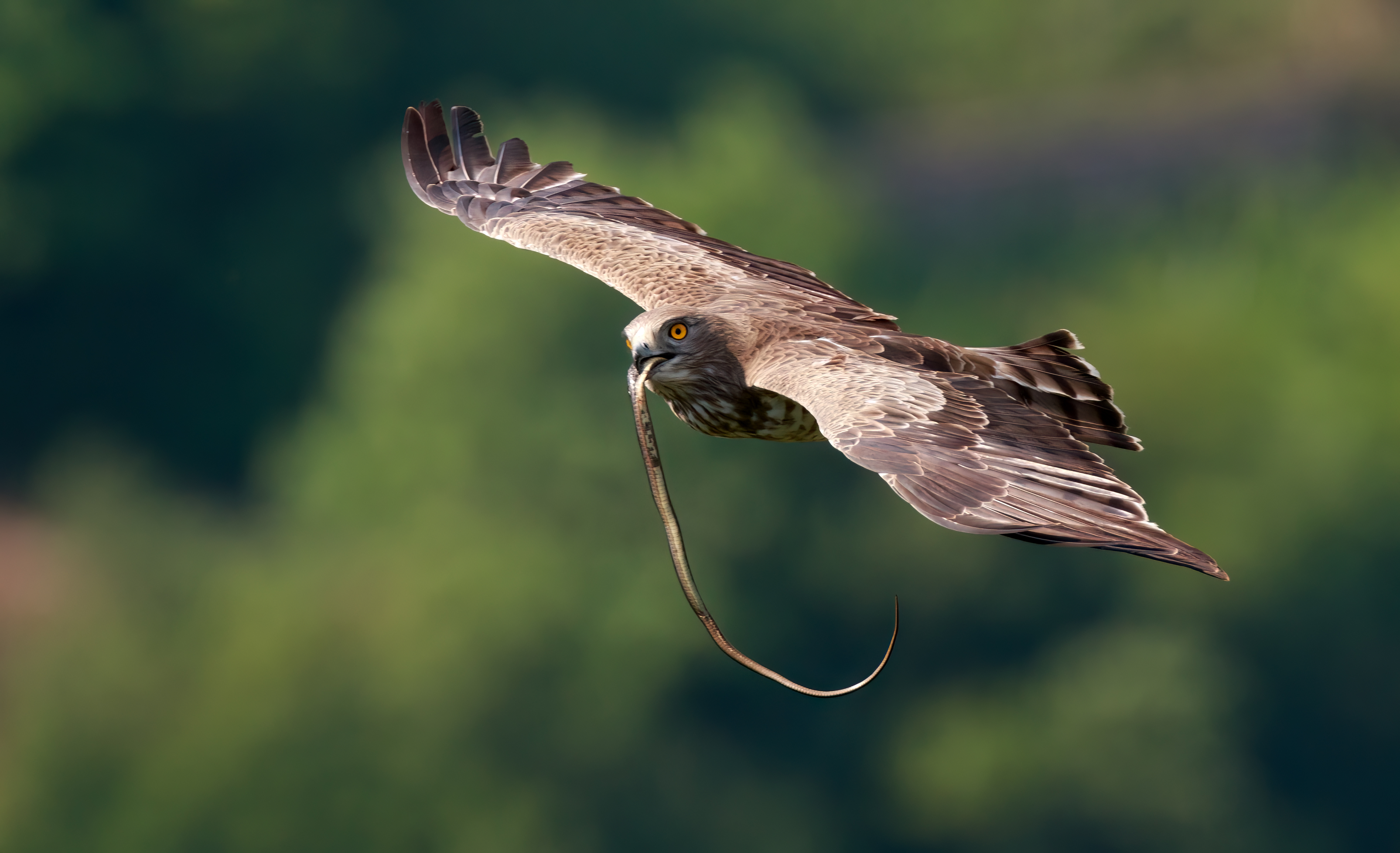
Circaète Jean-le-Blanc
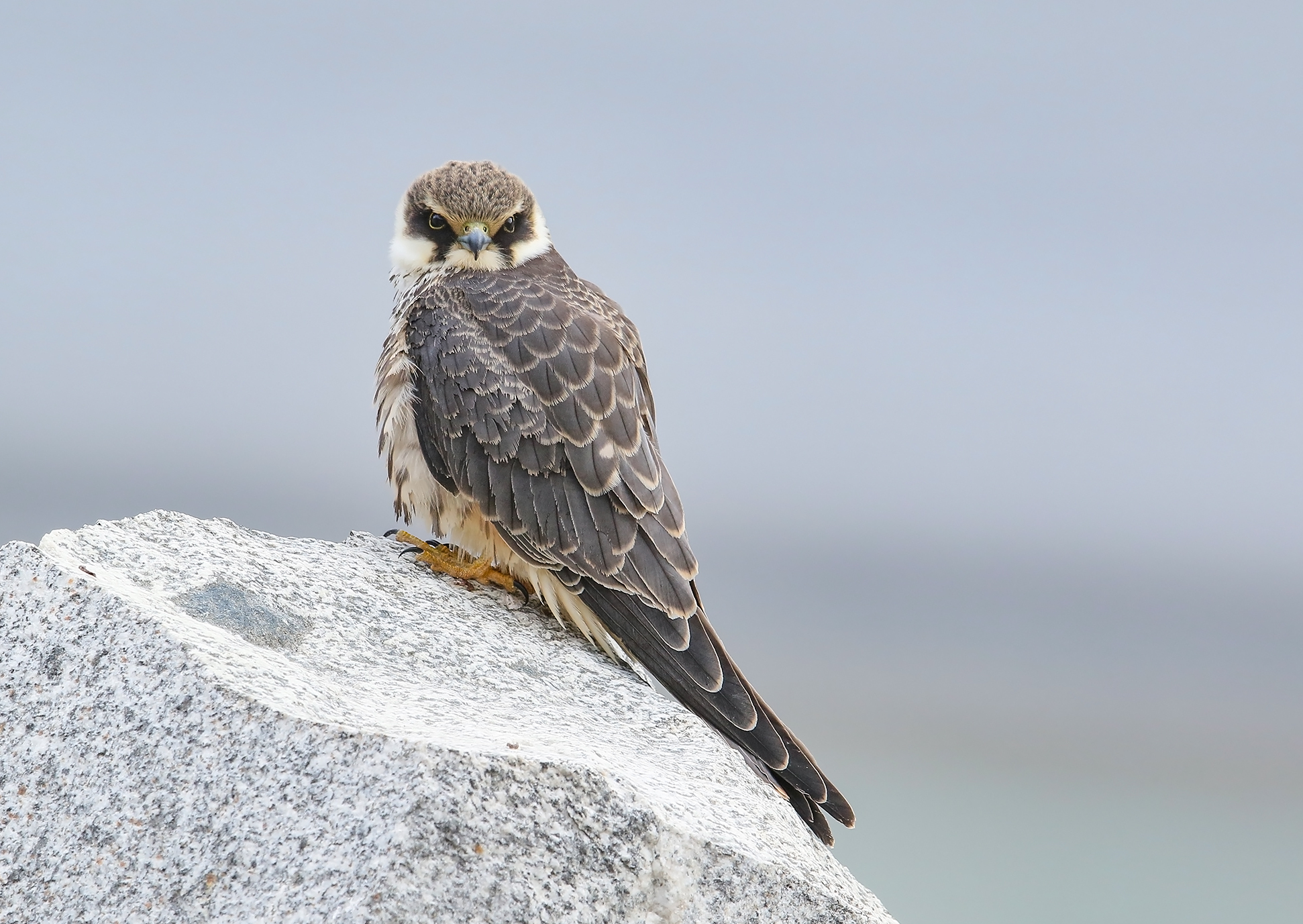
Faucon hobbereau
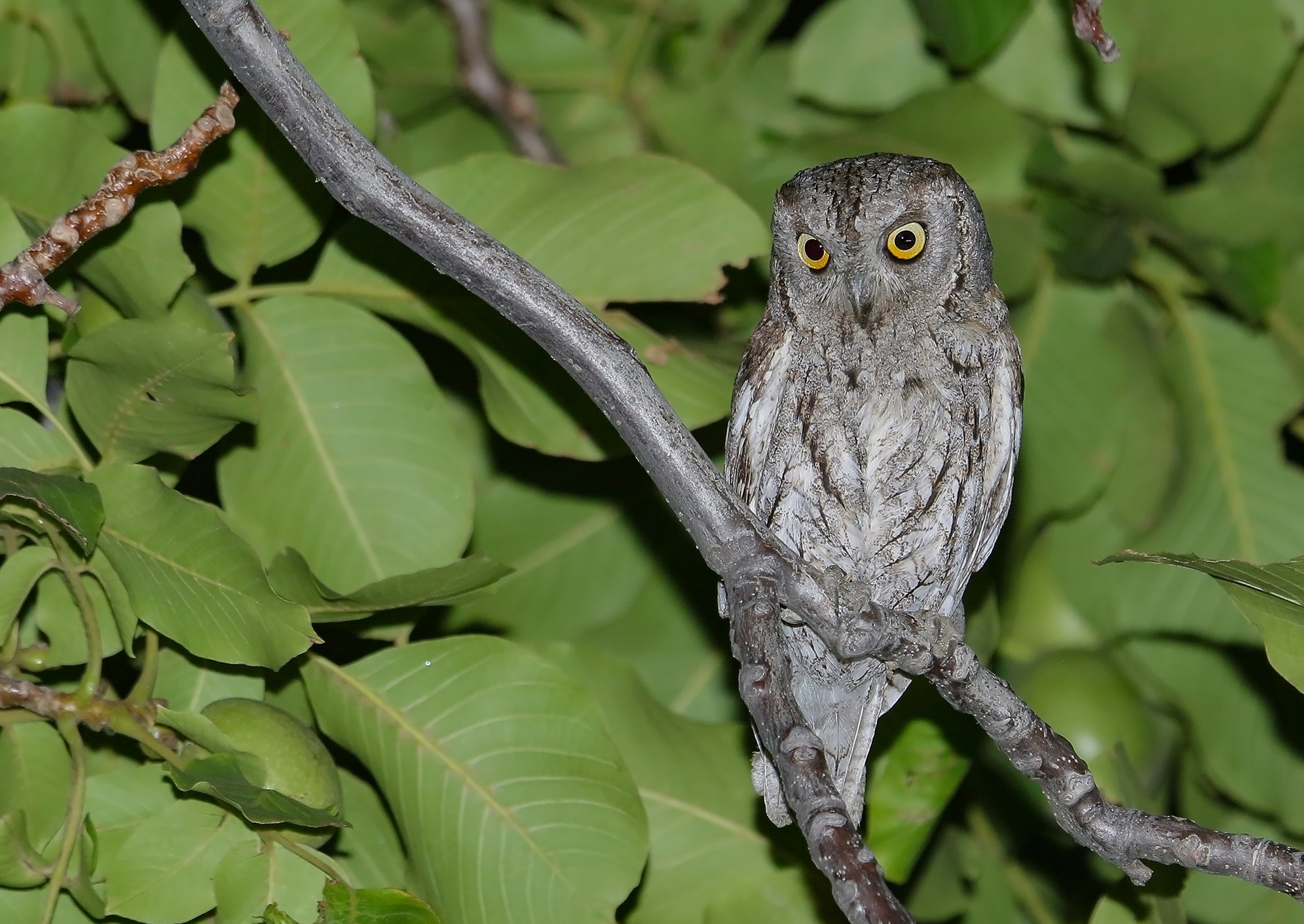
Petit-duc scops
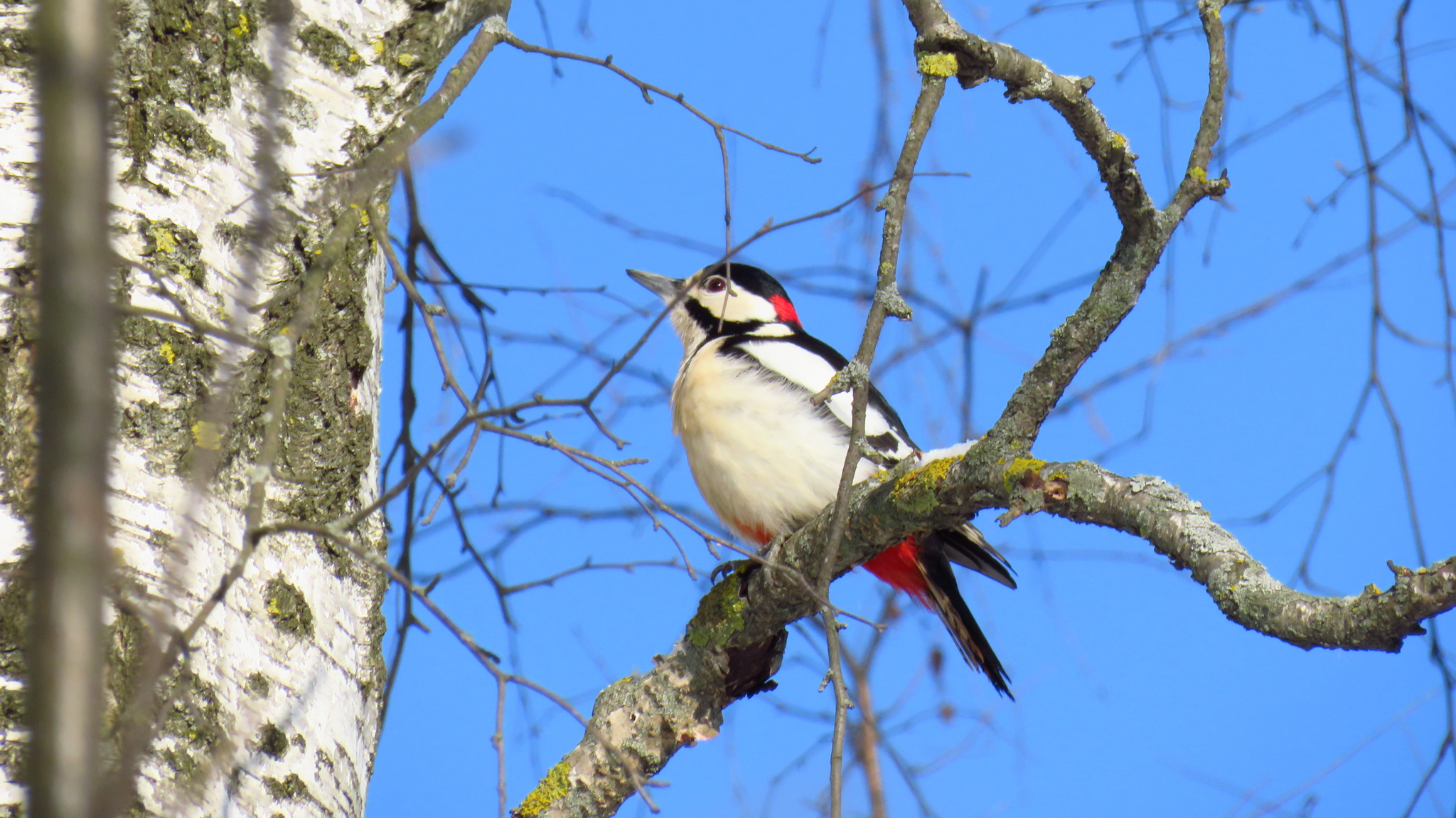
Pic épeiche
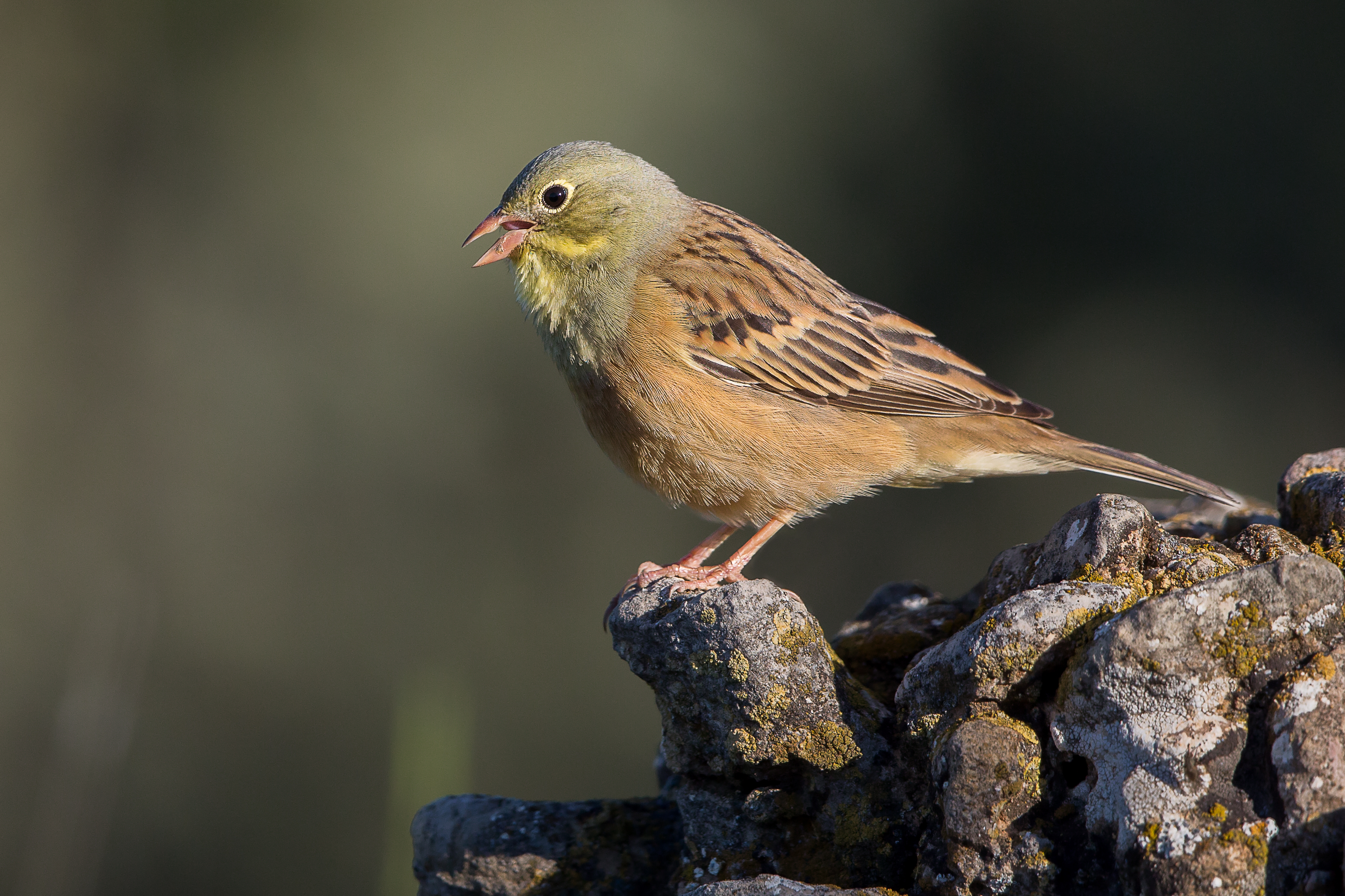
Bruant ortolan

Les autres espèces patrimoniales sont les cistudes d’Europe et des lézards ocelés pour les reptiles. 

Espèces remarquables de l’herpétofaune de Gassin
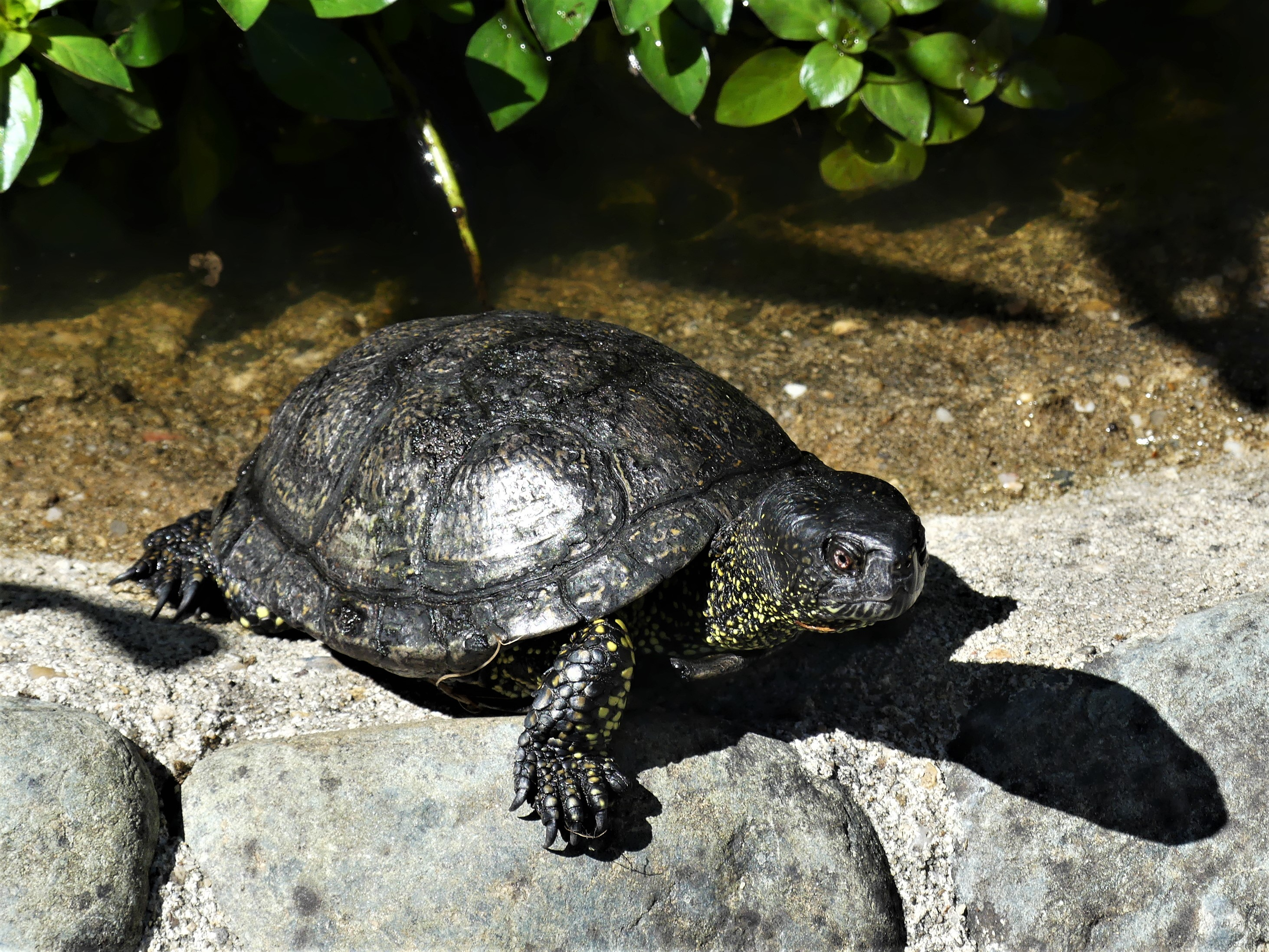
Cistude d’Europe
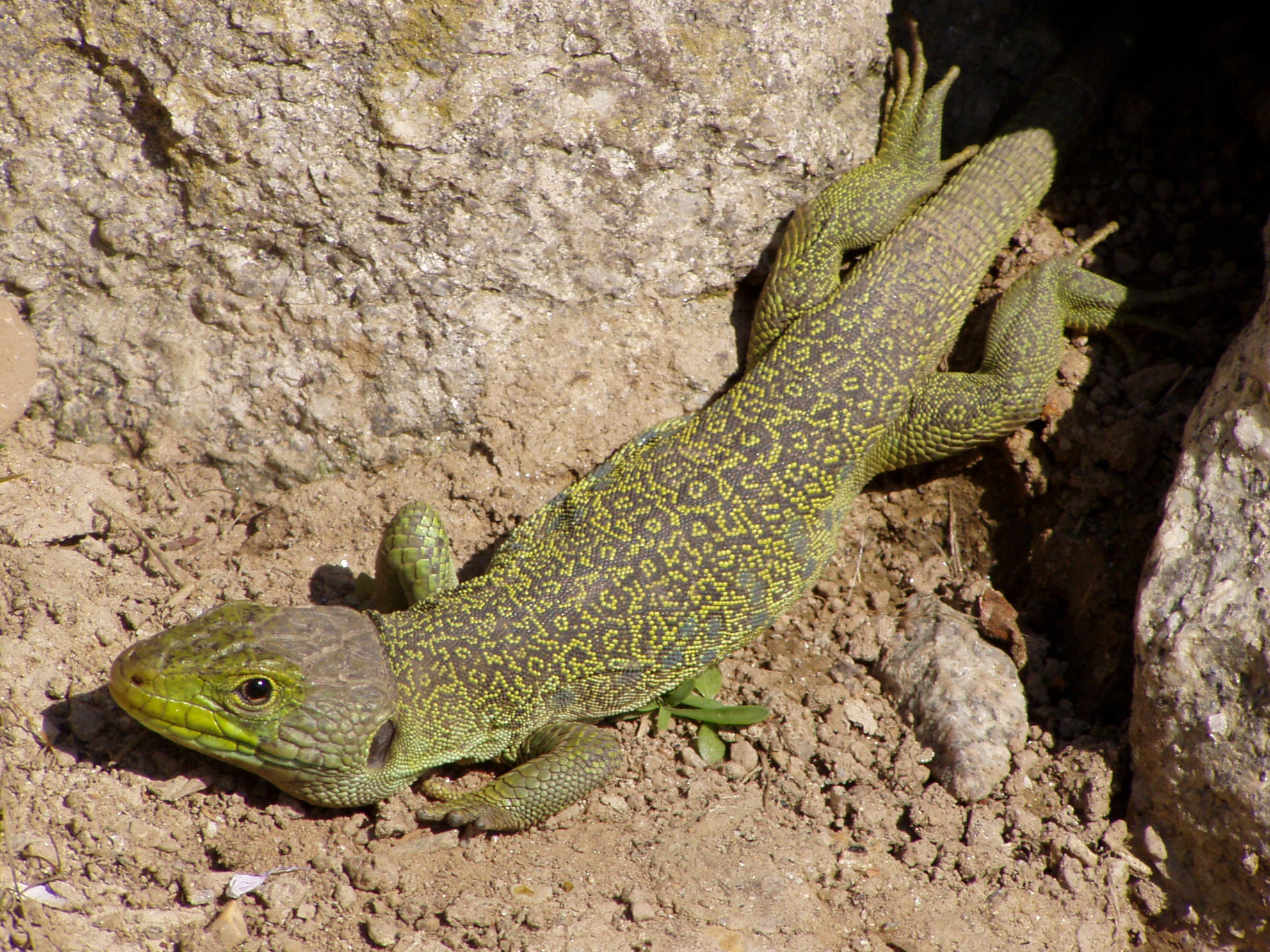
Lézards ocelé

Le cardiophorus exaratus, l’amaurops abeillei, l’amaurops aberrans et l’amaurops tholini, trois coléoptères de la sous-famille des pselaphinae, l’anoxie écussonnée et l’anoxie australe, deux espèces de hannetons, le cyclops halicyclops septentrionalis, un crustacé de la sous-classe des copépodes et enfin la limace deroceras chevallieri sont les autres animaux remarquables.
Gassin fait partie de l’aire optimale d’adhésion (AOA) du parc national de Port-Cros.

#### Présence du loup
Le loup est anciennement présent dans la zone comme en témoignent les toponymes Val de Bois (anciennement Valle Lobose), le quartier des Louboues, et la colle du Loup : petite hauteur dans l’angle formé par le ruisseau qui fait la limite de Saint-Tropez et le bord de mer.
Entre le XVIe et le XVIIIe siècle Le loup, qui est présent de façon notable dans le secteur, est perçu comme un nuisible. Il est responsable d’attaque, notamment sous l’action de la rage. Des primes sont mises en place pour sa capture et plusieurs loups sont tués durant cette période. Il est éradiqué de Provence au XIXe siècle.
Le loup est à nouveau présent au début du XXIe siècle,,.

#### Un champ de grandes nacres
En 2018, l’observatoire marin a découvert au large du château Bertaud un champ de grandes nacres couvrant environ 15 000 m2, le deuxième plus grand coquillage au monde. Le site est exceptionnel par sa concentration d’une population de même âge (2 à 3 ans) et par sa densité, plus importante que les autres champs du secteur, dépassant celui de la population des nacres du parc national de Port-Cros,,,. Selon le biologiste marin Nardo Vicente, il s’agit de la plus forte densité de tout le littoral méditerranéen.
La présence de cette espèce, protégée en France, apparaît comme un élément bloquant pour la vente du site de l’usine des torpilles de Gassin par Naval Group,.

### Gassin et l’art

#### Cinéma et télévision
Plusieurs scènes de films et téléfilms ont été tournées à Gassin :
- en 1952, Saint-Tropez, devoir de vacances, film de Paul Paviot écrit par Boris Vian, tourné à la maison de Pierre Brasseur, ce dernier interprétant son propre rôle avec Georges Wakhévitch ;
- en 1956, Et Dieu… créa la femme, film réalisé par Roger Vadim
- en 1964, 1968, 1970, 1979, et 1982, série du Gendarme de Saint-Tropez tourné en de multiples lieux de la commune : village ancien, route de Coste Brigade, nouveau village, château Minuty, etc.[323],[324] ;
- en 1967, La Collectionneuse, film réalisé par Éric Rohmer, tourné notamment au Mas de Chastelas ;
- en 1980, Je vous aime (film) ;
- en 1984, L’Année des méduses tourné notamment à l’Azur Park ;
- en 2004, Double Zéro ;
- en 2012, Dix jours en or, film réalisé par Nicolas Brossette, tourné notamment dans les ruelles du village ;
- en 2013, Sous le soleil de Saint-Tropez, téléfilm ;
- en 2015, C’est l’amour (film)[325]
- en 2019, Riviera, téléfilm britannique créé par Neil Jordan pour Sky Atlantic.
- en 2020, Do you do you Saint-Tropez avec Christian Clavier, Benoît Poelvoorde et Gérard Depardieu[326].

#### Peinture

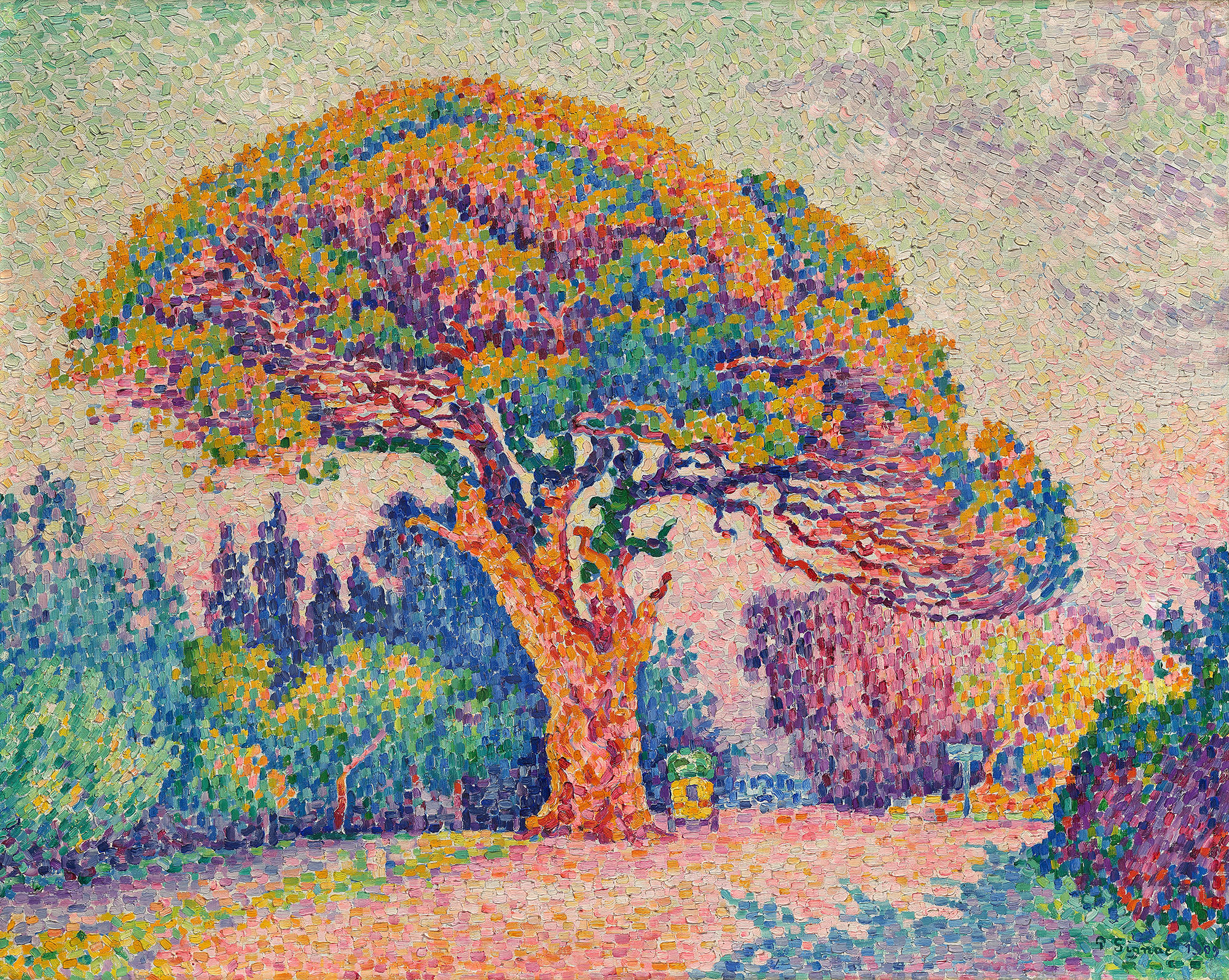
Paul Signac, Le Pin Bertaud à Gassin, huile sur toile.

Le village et son territoire apparaissent dans diverses œuvres artistiques :
- Le Pin de Bonaventure, 1893, huile sur toile 67,5 × 81 par Paul Signac (Musée des beaux-arts de Houston)
- Le Pin de Bertaud, 1909, huile sur toile 72 × 92 par Paul Signac (Musée des beaux-arts Pouchkine)
- Gassin, 1908, huile sur toile, 54 x 65 cm par Moïse Kisling.
- Plusieurs œuvres de Georges Flanet[Note 12],[327] et d’André Quellier.
  - G. Flanet, Gassin, le passage voûté, huile sur toile, 45,5 x 38 cm, 1998
- Plusieurs œuvres d’Henri Manguin :
  - Gassin, La place de l’Église, aquarelle 24x31
  - Gassin, aquarelle 24 x 34, 1923 (galerie Lucien Blanc, Aix-en-Provence, 1961, Musée de Cagnes-sur-Mer)
  - Le Bourrian, rivière, huile sur toile, 33x41, été-automne 1921[328]
  - Vue sur le golfe de Saint-Tropez
- Plusieurs peintures de Charles Camoin[329].
- Plusieurs peintures d’Emmanuel-Charles Bénézit :
  - Le chemin de Sain-Tropez à Gassin, huile sur panneau de bois, 19x24 cm
  - Place du village de Gassin
  - L’Église de Gassin, présenté au salon des Tuileries de 1928[330],[331].
- Le peintre normand Julien Féron a également séjourné longtemps à Gassin. Il aurait été le premier étranger à séjourner à Gassin régulièrement, deux mois durant tous les ans pendant 8 ans.
  - La Baie de Saint-Tropez vue des hauteurs de Gassin, huile sur toile, 65 x 100 cm, 1932.
- Église de Gassin, huile sur toile 43 x 32 cm, par Paul Lesur (ambassade de France à Addis Abbeba)[332]
- Gassin, aquarelle par Henry Fondeur, 1930[333]
- Mas à Gassin par Charles Jacquemot[334]
- Gassin, par Pierre Marcel-Béronneau[335]
- Ramatuelle et Gassin, huile sur toile 65 x 31 cm, par Sabine Hettner, 1955[336]
- Le Chemin de Gassin, huile sur toile 50 x 50 cm, par Zarou
- Gassin, huile sur toile, 38 x 46 cm, par Jean Jansem, 1977[337]
- Le Sage de Gassin, huile sur toile, 117 x 88,5 cm, par Bengt Lindström, 1967

Peintres et peintures liées à Gassin
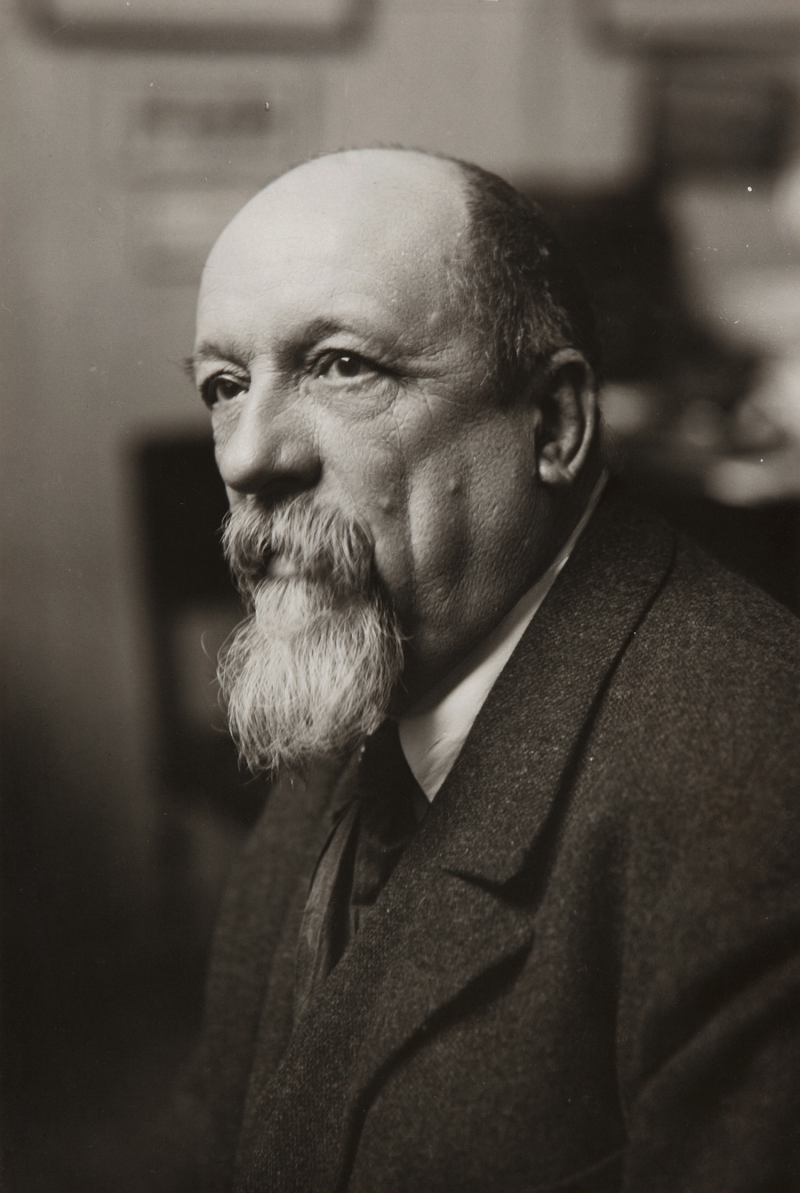
Paul Signac
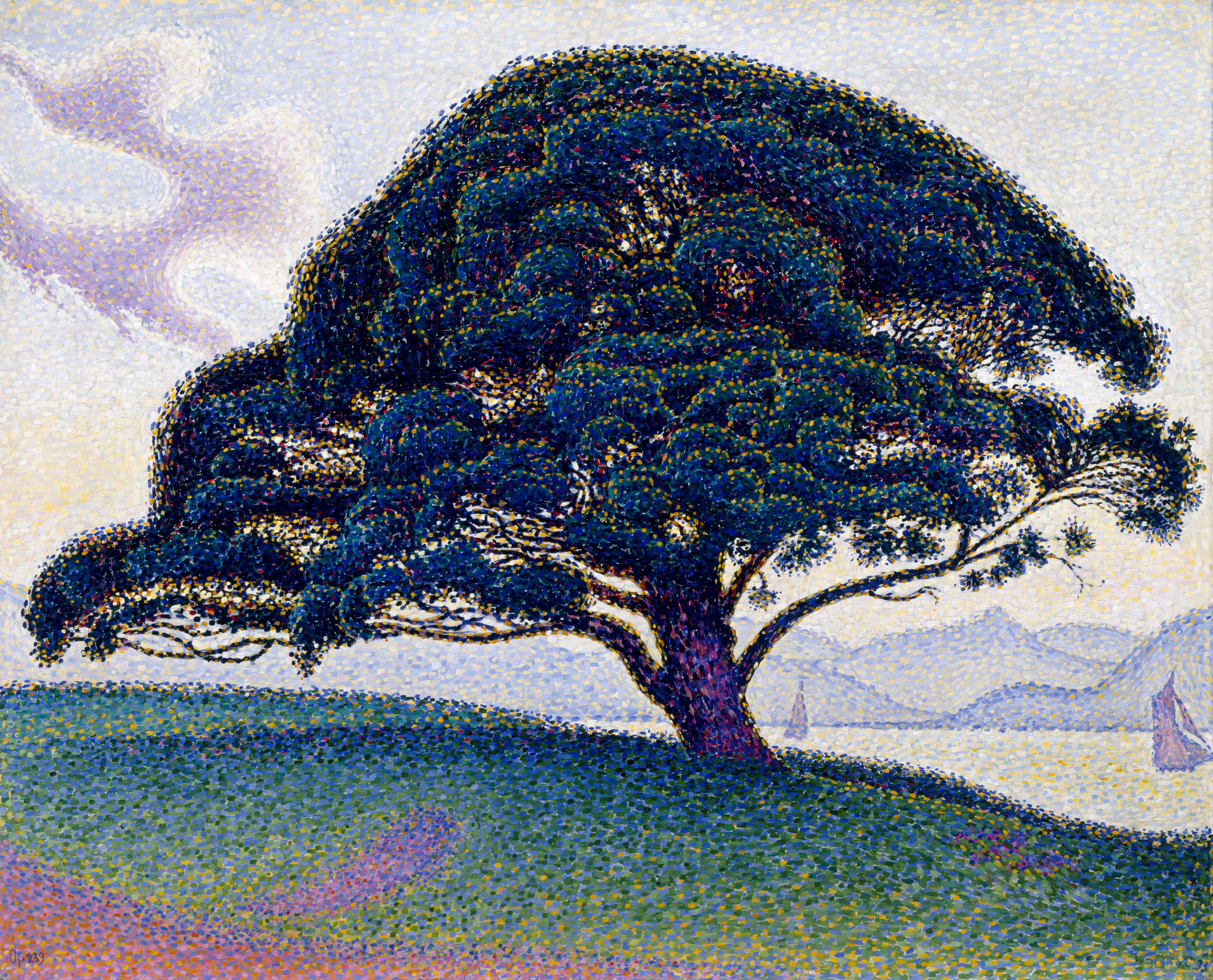
Le pin de Bonaventure par Paul Signac
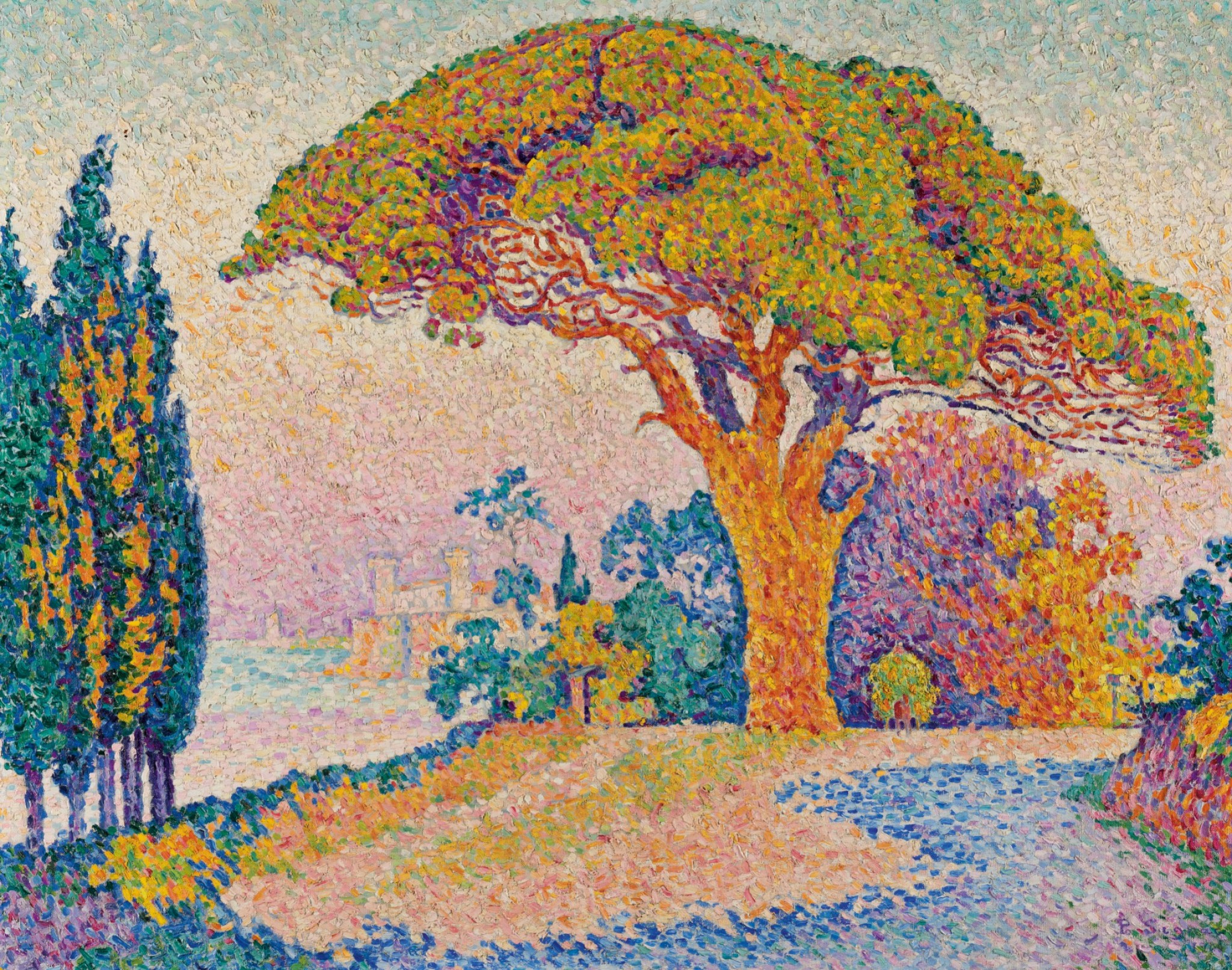
Le Pin de Bertaud par Paul Signac
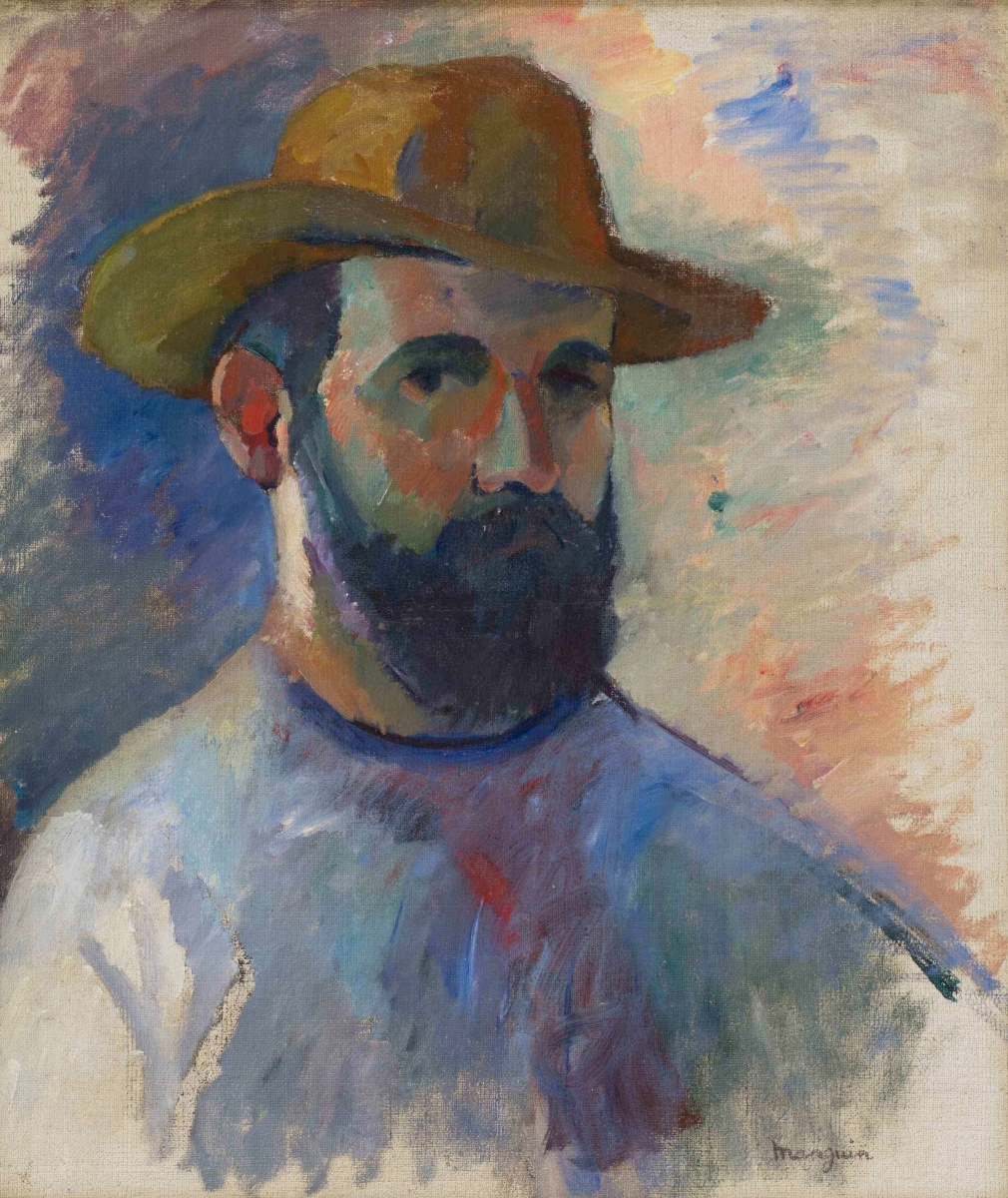
Henri Manguin
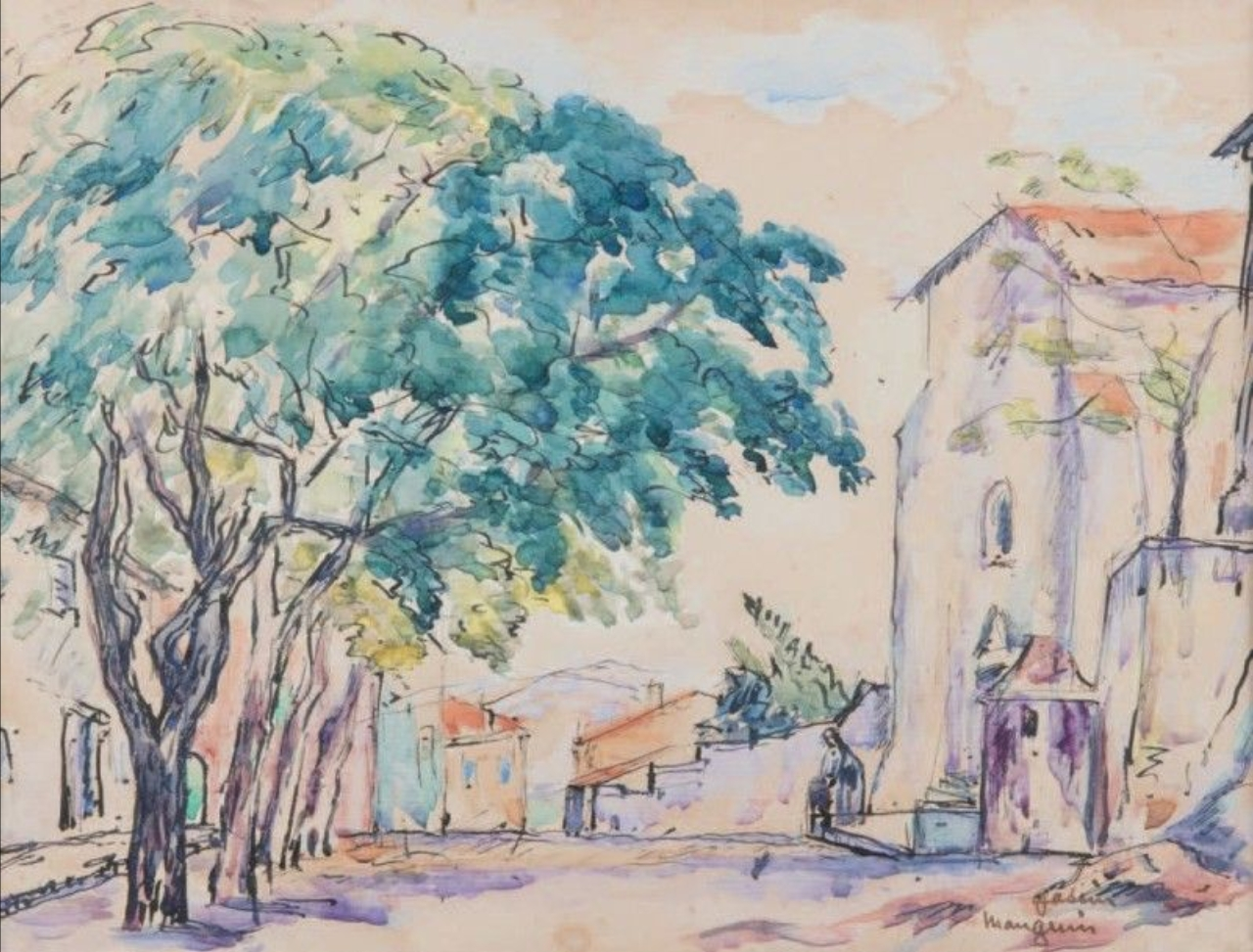
Gassin, la place de l’Église par Henri Maguin
Moïse Kisling
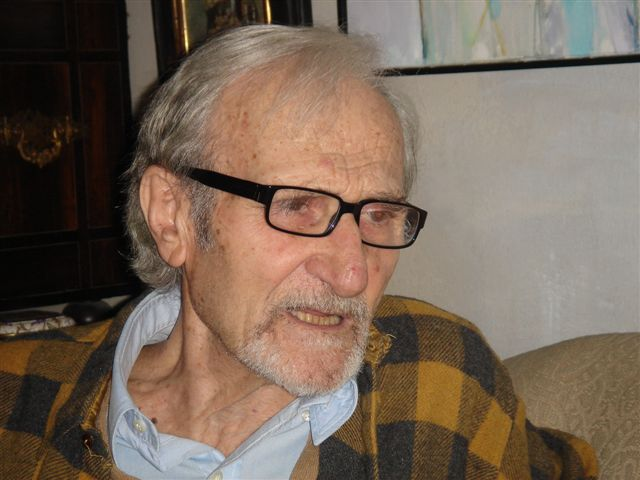
Jean Jansem

#### Littérature
Gassin a été évoqué dans plusieurs œuvres littéraires :
- Rencontre de Guy de Maupassant, nouvelle qui se déroule entre Saint-Tropez et Grimaud en 1882 ;
- les romans de la série de Maurin des Maures de Jean Aicard (1908). Le héros possède une cabane de bois au quartier de la Foux, au nord de Gassin, dans un quartier frontalier avec Cogolin. C’est sa seule habitation connue et le lieu où loge sa mère. Elle y élève le plus jeune des fils de Maurin. C’est le centre du petit royaume de Maurin qui s’étend sur « les communes d’Hyères, de La Londe, de Bormes, de Collobrières, de Pignans, de Gonfaron, de la Garde-Freinet, des Mayons-du-Luc, de Cogolin, de la Molle, de Saint-Tropez, de Sainte-Maxime et du Muy »[338]. C’est sous le pin de Bertaud que se déroule la première rencontre entre Maurin et son fils. Deux des trois romans, Maurin des Maures et L’Illustre Maurin (mais pas Le Rire de Maurin) ont été portés à l’écran à plusieurs reprises au cinéma Maurin des Maures en 1932, et dans une série télévisée en 1970 en 1974 ainsi qu’en bande bande dessinée en 2013[339].
- l’auteur Pierre Valdagne consacre à Gassin une nouvelle : Gassin et ses morts en 1920[340].
- en 1932, Jean d’Agraives publie Le Maître-Coq du Kamtchatka qui s’ouvre sur la mort de Pierre Lantourne : « l’événement avait eu lieu sur la ligne du chemin de fer du Sud France, entre les stations de Gassin et de Calvaire..., six jours que, sous le court tunnel, dans la montée avant La Croix on avait trouvé, en pleine voie, le cadavre déchiqueté de l’ancien administrateur. »[341]
- le conteur Jean-Bernard Lasserre publie en 1936 L’Air pur, courte histoire mettant en scène une jeune mère venue à Gassin « qui l’avait conquise par sa situation sans pareille sur la cime qui domine la Méditerranée, et la côte jusqu’à Saint-Raphaël, et les îles d’or qui surgissent là-bas, et la plaine de la Foux, et l’Estérel, et les Alpes !... Spectacle d’un grandiose écrasant, dans un silence paisible »[342].
- le Journal de Paul Landowski qui y raconte notamment l’enterrement de sa fille Nadine Landowski[343] au cimetière de Gassin, « dans un des plus grands paysages qui soit » en 1944[344].
- le romancier Jean d’Ormesson y situe en 1956 une partie de l’intrigue de son roman entre trois hommes et une femme, L’Amour est un plaisir. Il évoque Gassin longuement : « La place de Gassin n’est tout entière qu’une terrasse. Ses micocouliers, ses tables, ses jeux de boules sont bordés, d’un côté, de cafés, de l’autre, par la mer qu’on voit briller au loin, après les fermes, la route, les vignes qui s’étendent dans la plaine. Ils étaient assis le long du mur qui forme comme la limite entre le village et sa vue. [...] Gassin se donne tout entier à sa vue admirable. Ramatuelle est plus secret : la mer ne s’y révèle que par des échappées étroites, d’une fenêtre haut perchée, au détour d’une rue, entre deux maisons. Gassin s’ouvre sur sa place qui donne sur la plaine ; Ramatuelle se referme autour de la sienne avec la négligence des riches. »
- Françoise Sagan, qui a vécu à Gassin[345],[346], fait référence au village dans Derrière l’épaule. Elle écrit : « Sur une terrasse à Gassin, appuyée contre Jean-Paul, qui me plaisait et qui plaisait, lui-même, beaucoup aux femmes, j’oubliais Guy peu à peu »[347]. Dans son autobiographie, elle décrit son expérience gassinoise : « J’étais alors réfugiée depuis deux mois à Gassin, petit village exquis et réprobateur qui, du haut de ses deux cents mètres de coteaux, contemple depuis trente ans les excès de sa folle sœur : Saint-Tropez. Il avait plu pendant deux mois, et entre les feux de bois et les cavalcades jusqu’au bistrot du coin, j’avais plus une impression de Sologne que de Midi »[348].
- Jean Moréas, qui y décrit son passage : « La Foux : admirables pins évasés en parasol, très hauts, aux fortes branches. Au loin, la mer prend une couleur bleue vers le cap de Saint-Tropez. Sur une rivière, un petit pont avec une balustrade en fer. Deux voiturettes à caisson jaune courent dessus... Des bois touffus de pins, de chênes-lièges et de châtaigniers, avec de beaux verts, de beaux roux et quelques tons violets par-ci par-là... À présent, des oliviers à la courte taille, à la cime blanchissante... Sur une hauteur, un bourg ramassé autour de son église au clocher trapu. C’est Gassin. Nous allons tantôt entre deux murs de roc roux, tantôt entre de sveltes roseaux »[349].
- Gassin est un élément du décor des enquêtes policières du personnage de fiction Madame le Commissaire, créé par l’auteur allemand Pierre Martin. Le village apparaît notamment dans Madame le Commissaire und der verschwundene Engländer Kriminalroman (2014)[350] et Madame le Commissaire, und die tote Nonne: Ein Provence-Krimi (2018)[351].
- Le village a été choisi par Lucinda Riley, qui le considère comme un « magnifique village médiéval perché », comme principal lieu d’action de son livre Le Domaine de l’héritière, se déroulant notamment durant la Seconde Guerre mondiale et rendant hommage aux combattantes du SOE[352].
- Le poète Paul Arène se serait inspiré du village pour sa nouvelle La Chèvre d’Or[353].
- Marguerite Duras s’est inspirée d’une maison située entre Gassin et Saint-Tropez pour la création de son roman L’Après-Midi de M. Andesmas[354].
- Une partie de l’intrigue du roman d’espionnage Moscow Rules de Daniel Silva se déroule à Gassin, qui donne son nom à un chapitre[355].
- La nouvelle Mistral, publiée en 1983 par Jon Wynne-Tyson et publiée dans le magazine Twilight Zone (en) se déroule entre Saint-Tropez et Gassin où elle s’achève.

Écrivains ayant évoqué Gassin dans l’une de leurs œuvres
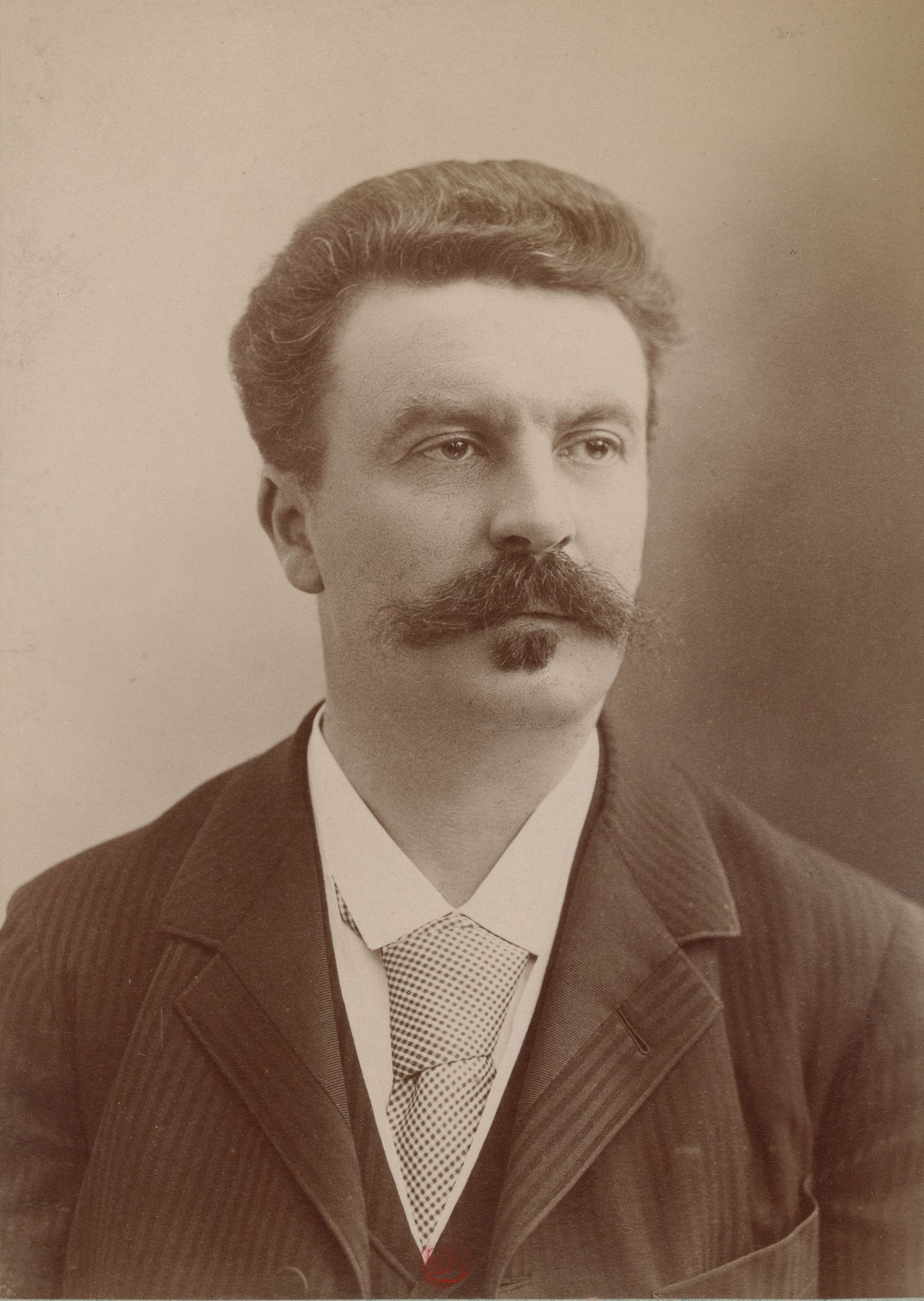
Guy de Maupassant
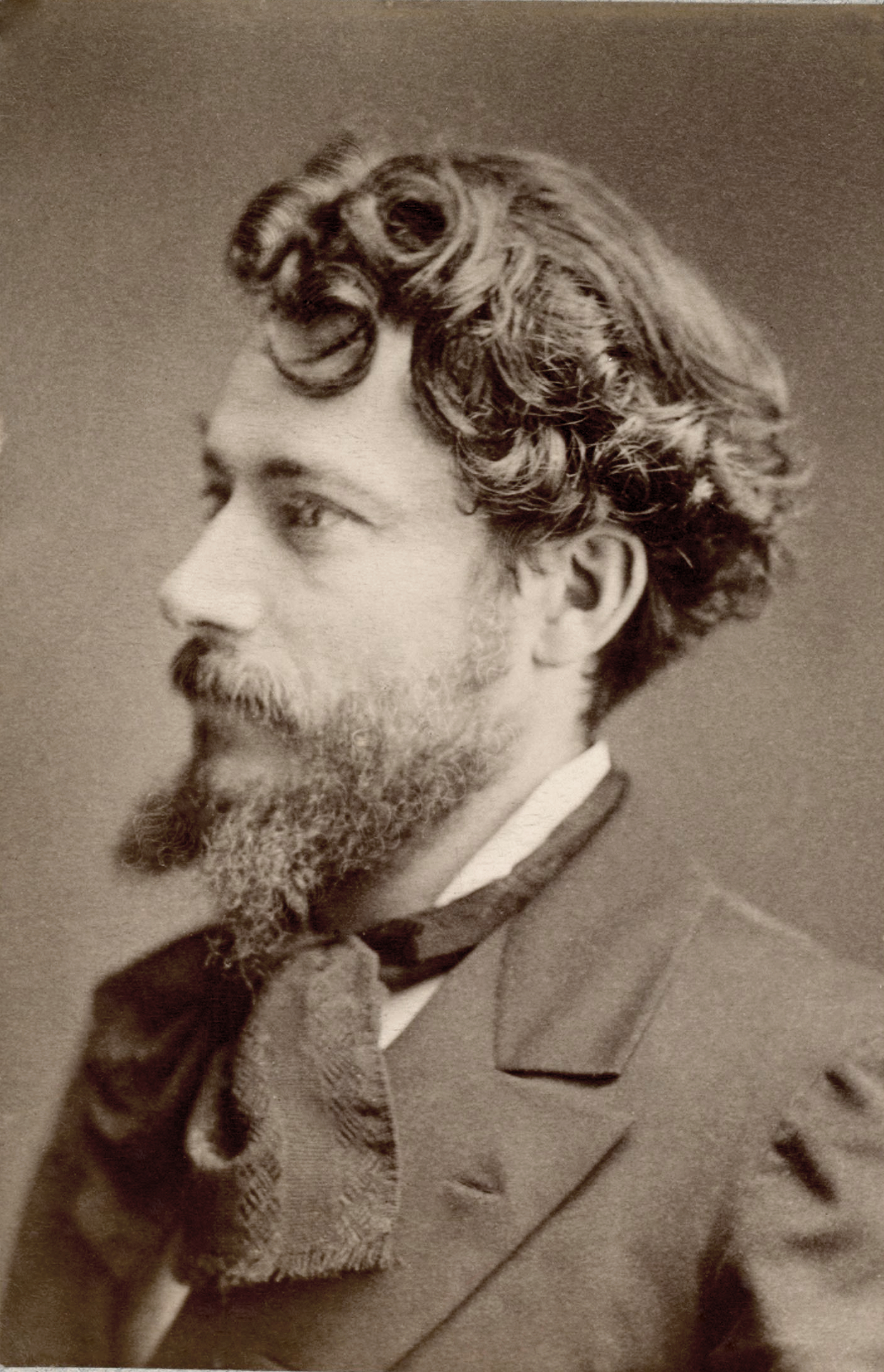
Jean Aicard
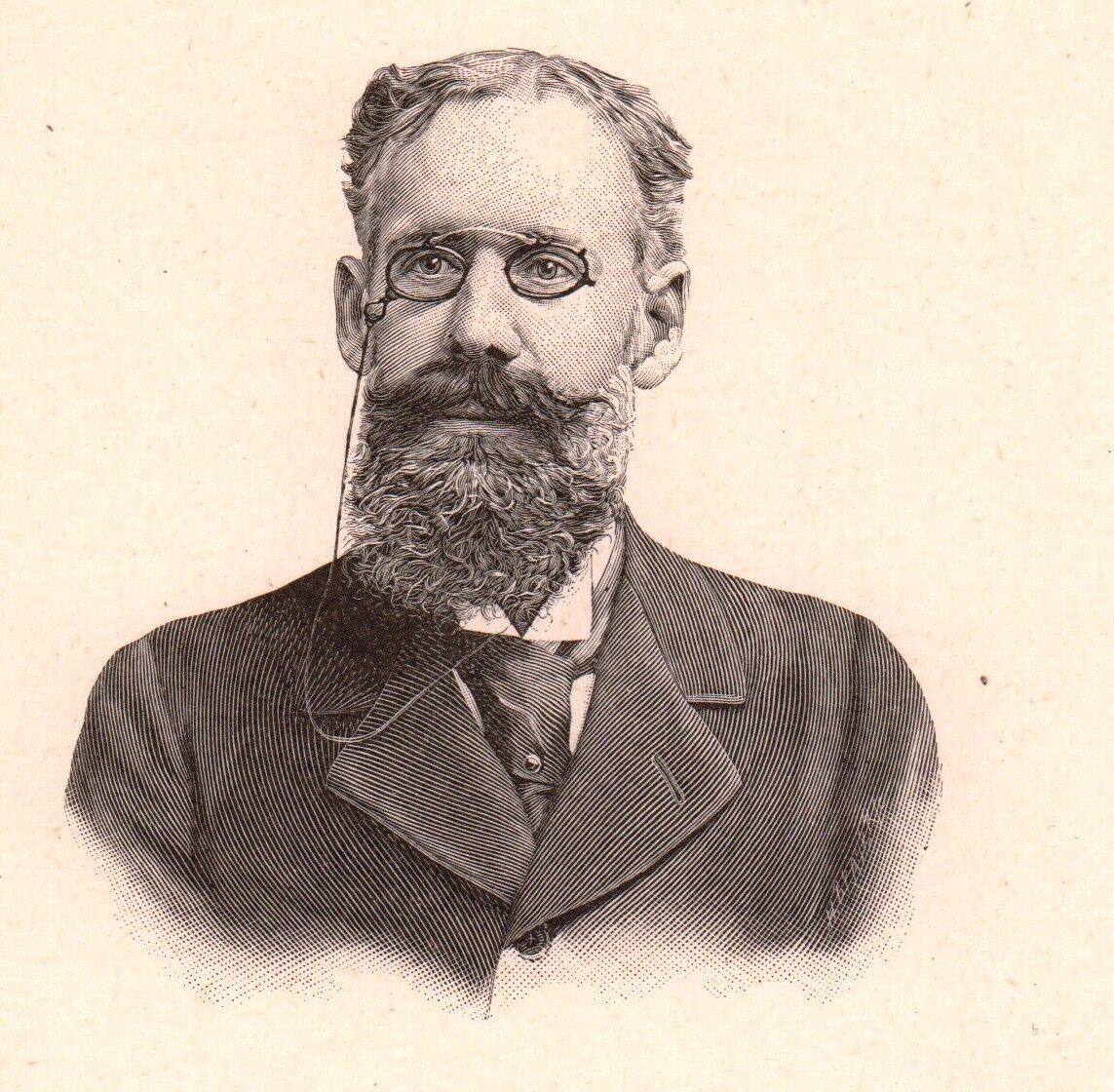
Pierre Valdagne
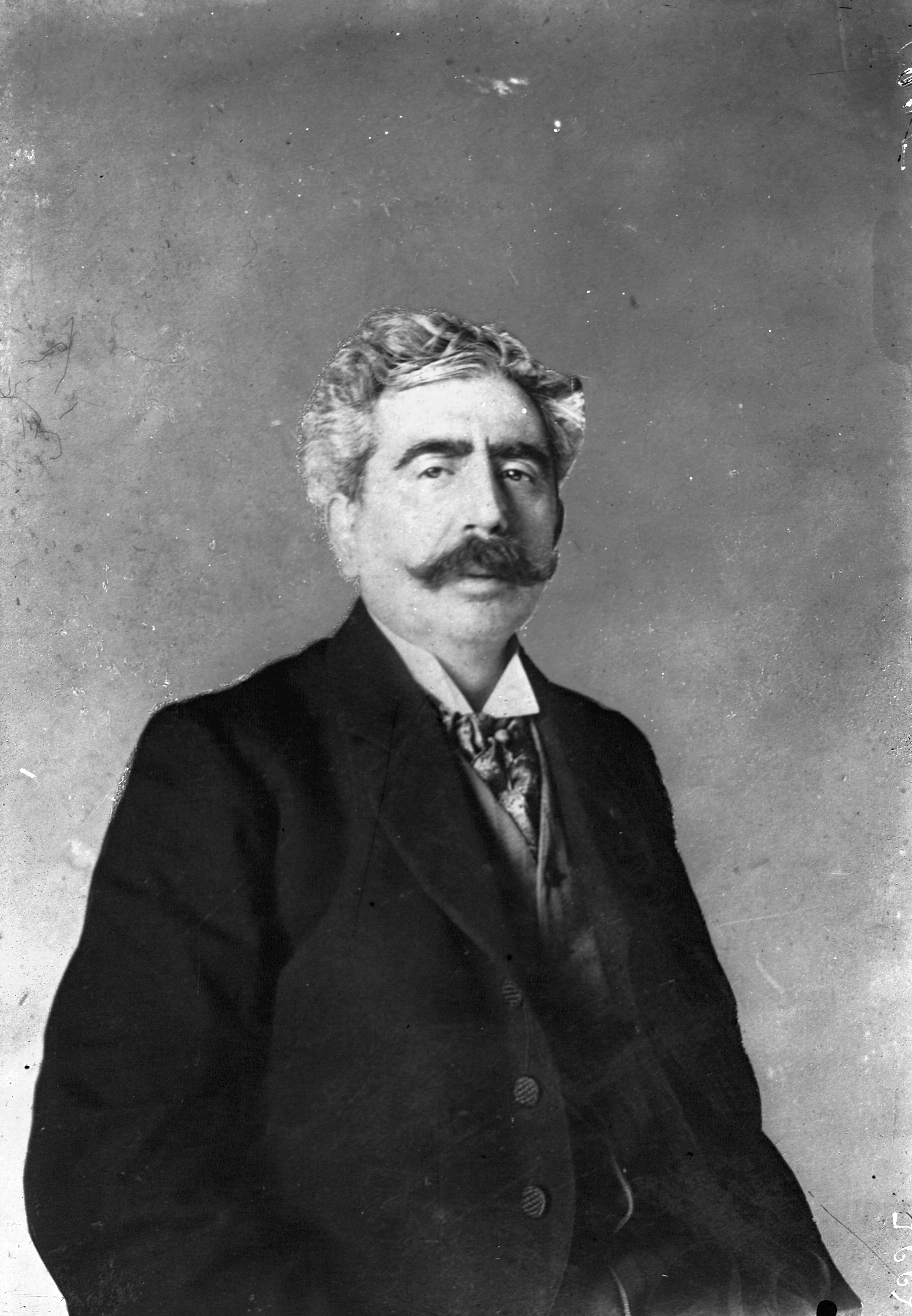
Jean Moréas
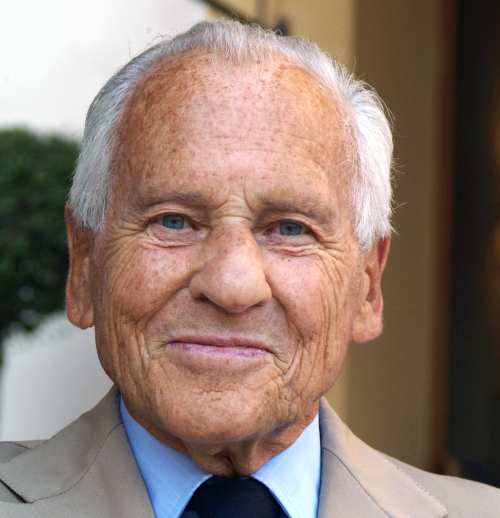
Jean d’Ormesson
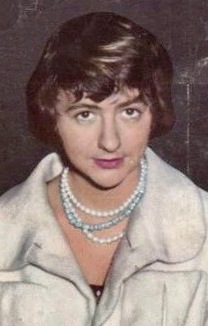
Françoise Sagan
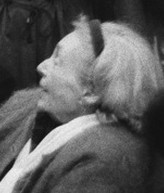
Marguerite Duras

#### La création officielle de la seule pièce dePablo Picasso
Gassin obtient une notoriété internationale en 1967 à l’occasion de l’annonce de la tenue du 4e Festival de la Liberté d’expression. L’événement majeur du festival est la création officielle de la seule pièce écrite par Pablo Picasso, Le Désir attrapé par la Queue. Elle doit s’accompagner d’un happening que Jean-Jacques Lebel, qui choisit Saint-Tropez.
Après un premier accord avec l’adjoint à la culture, l’installation d’un grand chapiteau et le début des répétitions, le conseil municipal vote finalement une délibération refusant la tenue de la pièce et du happening et en appel au préfet. C’est finalement l’avis négatif d’une commission de sécurité qui conduit à l’annulation de la pièce.
Le maire de Gassin René Chapelle et le président d’honneur du comité des fêtes de la commune, le peintre Paul Herman Saffre, interviennent alors pour permettre la tenue du festival à Gassin. Le festival se déroule sous une tente de cirque au carrefour de la Foux. Le choix de la mairie de Gassin est d’assurer la publicité de la ville.
L’événement est évoqué dans de nombreux journaux français et étrangers (Combat, Paris Presse-L’Intransigeant, International Herald Tribune, France Soir, La Tribune de Genève, Le Monde, New York Herald Tribune, L’Aurore). Le sociologue Jean Duvignaud y réalise une étude sur les beatniks.
Passé l’annonce du scandale d’une pièce annoncée comme vulgaire et pornographique, la pièce et le happening laisse le public plutôt déçu et indifférent,.

### Légende locale
Selon une légende dont l’origine n’est pas connue à ce jour, Gassin est le village des sorcières,,,.
Une version situe la naissance de ce mythe à l’époque où la peste ravageait la Provence. Les survivants avaient abandonné le village pour échapper à l’épidémie. Une vieille paysanne qui ne craignait plus la mort, resta sur place pour maintenir le village en vie. Et alors que le soleil s’effaçait dans le ciel, la vieille Gassinoise allait de foyer en foyer pour y allumer un feu. Il se raconte qu’elle propageait une flamme dans le creux de sa main sans jamais se brûler,,,...
Cette légende est à l’origine du nom du groupe provençal de Gassin, Leï Masco, les masques désignant ici les sorcières.

### Personnalités liées à la ville

#### Personnalités ayant marqué Gassin
- Rollet de Garcin ( -1229), troubadour, homme de guerre et religieux. La commune lui a rendu hommage en donnant son nom à une rue.

#### Personnalités nées à Gassin
La présence de personnalités notamment liées au monde de l’art dans la presqu’île de Saint-Tropez et celle d’une maternité, aujourd’hui fermée, dans la commune, la clinique de l’Oasis, près de l’entrée du village de pêcheur rendu célèbre par Brigitte Bardot, a conduit la commune à voir naître des enfants de célébrités qui ont suivi les traces de leurs parents.
Gassin est la commune de naissance de la mannequin et styliste Inès de la Fressange (1957), du compositeur d’avant-garde Igor Wakhévitch (1958), fils du décorateur de théâtre et de cinéma Georges Wakhévitch et de l’actrice Maria Carlo, l’actrice Emmanuelle Béart (1963), fille du chanteur Guy Béart et de la mannequin e Geneviève Galéa, l’actrice Sarah Biasini (1977), issue de l’union entre Daniel Biasini et la comédienne Romy Schneider, l’artiste peintre et lithographe Zarou (1930-2013), enfant du peintre Tony Cardella.
La commune voit naître au cours des dernières décennies de nombreux sportifs tels que les footballeurs David Ginola (1965), international dont les parents habitaient alors non loin à Sainte-Maxime, Athos Bandini (1969) ainsi que l'international marocain Eliesse Ben Seghir (2005), l’animatrice Carine Galli (1985). Gassin a été fertile pour d’autres sports puisque le joueur de bowling François Sacco (1970) y est né, comme le cycliste Thomas Vaubourzeix (1989), le pilier de rugby Florian Fresia (1992), le basketteur Yann Siegwarth (1993), volleyeur Thomas Meunier (1994). La championne de tennis Isabelle Demangeot (1966), ancienne numéro 2 française, et Arthur Rinderknech numéro 1 français en 2022, sont également nés à Gassin.
L’entrepreneur Jacques-Henry Gros (1911), beau-père de François Spoerry qui a créé à Gassin du nouveau village, la réalisatrice Bénédicte Galup (1964) et le criminologue Sebastian Roché (1961) sont nés à Gassin également.

#### Personnalités mortes à Gassin
La popularité de la région auprès des artistes à partir de la fin du XIXe siècle a conduit nombre d’entre eux à s’y installer et ce fut pour certains leur dernière demeure. Le peintre Henri Manguin, l’un des principaux peintres fauvistes, est décédé dans sa maison gassinoise de L’Oustalet (1949). L’écrivaine et psychanalyste Marie Bonaparte y est morte en 1962 ; la résistante Mary Jane Gold, qui s’éteint en 1997 dans sa villa Air Bel II, dénommée ainsi en hommage à la villa Air-Bel utilisée durant la guerre et dans laquelle elle reverra son amant, Raymond Couraud, l’auteur de bandes dessinées Jean Cézard (1977), la même année que l’architecte, décorateur et peintre français Maurice Pico, les acteurs Jean-Pierre Aumont (2001) et André Pousse (2005), le pianiste Gérard Jouannest (2018) et l’illustrateur Gilles Valdès (2018). L’artiste Beny Tchaicovsky (en) a passé les deux dernières années de sa vie à Gassin où il est mort en novembre 2009.
Le basketteur et entraîneur Jacques Perrier a eu Gassin comme dernière demeure (2015) comme le footballeur Roger Orengo (2014), l’architecte Achille de Panaskhet (2010) l’ancien braqueur et écrivain Roger Knobelspiess (2017) et l’ancien footballeur Paul Sinibaldi, qui était alors l’international en vie le plus âgé, ayant été sélectionné une fois en 1950, 68 ans plus tôt.
Comme cela a été vu dans le chapitre justice et sécurité, la seule personnalité décédée de mort violente à Gassin est Louis Reich (1903).

#### Autres personnalités liées à Gassin

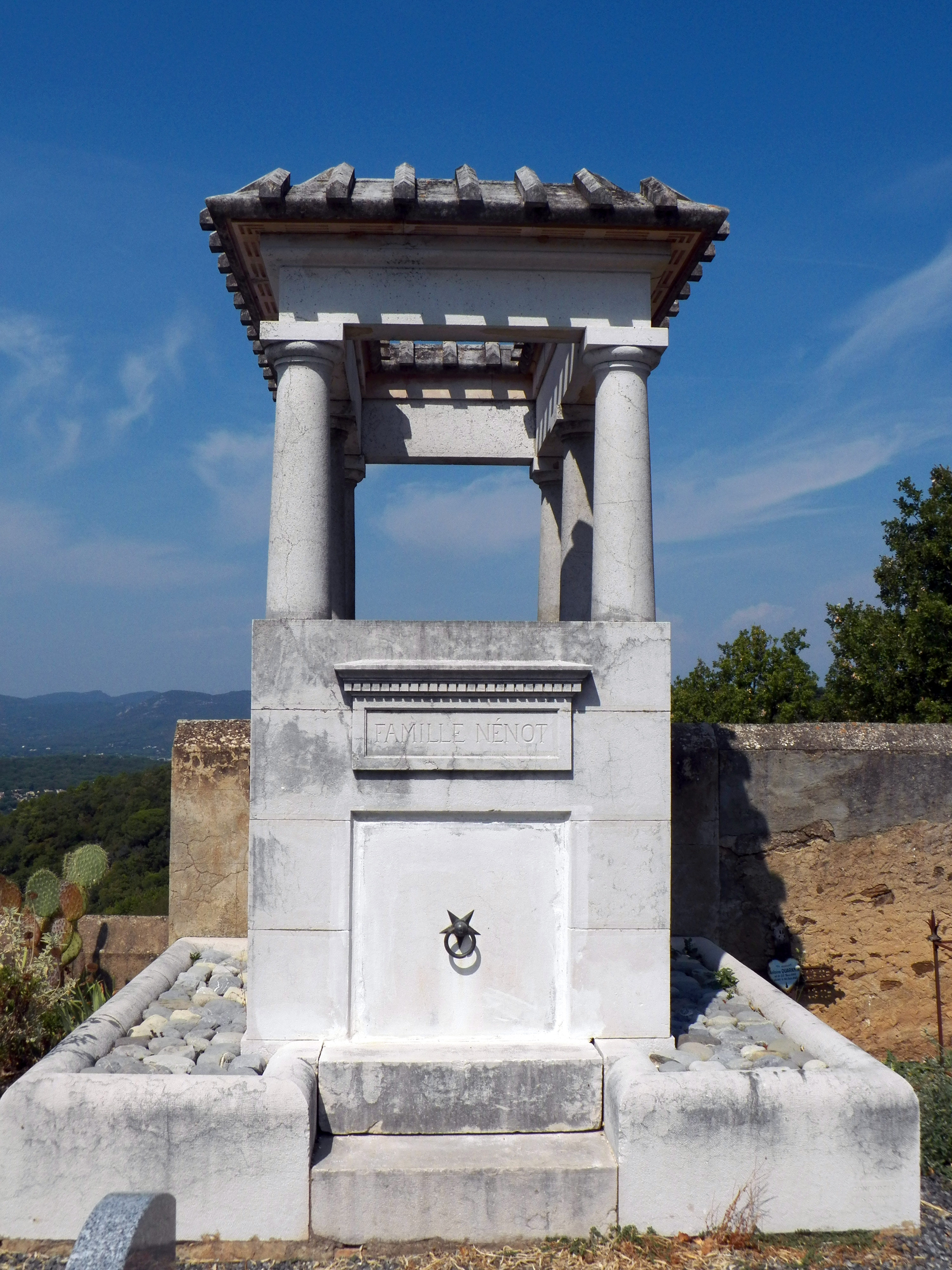
Monument mortuaire de la famille Nénot à Gassin, construit par l’architecte Henri-Paul Nénot et situé dans l’axe du monument aux morts construit également par lui.

L’architecte Henri-Paul Nénot, qui a construit le monument aux morts de la Grande Guerre, est enterré à Gassin, ainsi que plusieurs membres de sa famille dont Nadine Landowski. Un autre architecte, Paul Landowski, a vécu et travaillé à Gassin. Il était le beau-fils d’Henri-Paul Nénot.
Le peintre Emmanuel-Charles Bénézit a habité à Gassin après la Première Guerre mondiale. Il y a peint plusieurs tableaux dont Place du village de Gassin et L’Église de Gassin, présenté au salon des Tuileries de 1928. Le peintre normand Julien Féron a également séjourné longtemps à Gassin. Le couturier Paul Poiret possédait une villa, La Treizaine, sur le bord de mer.
René Clair possède des biens à Gassin, qui sont mis sous séquestre en 1940 après le départ du réalisateur, scénariste et écrivain pour les États-Unis et sa déchéance de nationalité.
En 1944, le maréchal Erwin Rommel séjourna à l’hôtel Rustic lors d’une tournée d’inspection des défenses côtières allemandes. Éliane Brault y possède un bien qu’elle visite dès le lendemain du débarquement de Provence après avoir salué les habitants.
De nombreuses célébrités artistiques ont séjourné à Gassin au siècle dernier : Colette, qui dînait souvent à l’hôtel Rustic, comme Jean Tardieu (qui achéte et retape une grange en 1957), Michèle Morgan, qui y fêtait l’anniversaire de son fils, Marcel Pagnol qui y dégustait l’aïoli ou Yehudi Menuhin lors de son voyage de noces en 1938. Brigitte Bardot y séjourna durant le tournage de Et Dieu… créa la femme (1956), Édith Piaf, Otto Preminger, Jean Seberg et David Niven qui, lors du tournage de Bonjour tristesse (1957), se retrouvèrent au Bello Visto. Selon Jacques de Ryswick, c’est notamment lors de balades sur les hauteurs de Gassin que Jacques Perret écrit Le Caporal épinglé.
L’écrivain et poète Jean Tardieu, Philippe Tallien, le romancier Gordon Merrick, la parolière Rachel Thoreau, le chanteur Richard Anthony, l’écrivaine Colette Yver, le peintre Moïse Kisling (dont la maison quartier de la Berle vit naître son fils Guy), Léon Chic  possédèrent des propriétés et habitèrent Gassin. L’acteur Pierre Brasseur y vit et y travaille également ; il est voisin du décorateur Georges Wakhévitch qui lui apprend la peinture,. Wakhévitch y réalise les décors de la pièce de Jules Romain Donogoo, montée à la Comédie française. Henri Jeanson habite près d’eux. L’héritier et homme d’affaires Gunter Sachs rencontre par hasard à Gassin au restaurant La Vieille Fontaine Brigitte Bardot ; ils se marient un mois plus tard. Monique Chaumette et Philippe Noiret se marient à la mairie de Gassin le 13 août 1962. Le poète Bernard Mazo y séjourne fréquemment et y écrit.
Paul Simon, sculpteur élève d’Antoine Bourdelle, achète une maison à Gassin en 1955 où il vit la moitié de l’année avant de s’y installer. Il repose dans le cimetière communal,.
Le peintre Édouard Vuillard a vécu à Gassin dans la villa de la famille de Jacques Salomon, époux de l’un des modèles préférés du peintre, Annette.
L’acteur Gérard Philipe a exploité une partie du domaine de La Rouillère, l’un des domaines viticoles de Gassin,.
Le designer industriel et graphiste Raymond Loewy dessine et fait construire la villa Uriane, dans un style moderniste, à Gassin où il s’installe, sur la route qui mène à Saint-Tropez.
Le diplomate et ministre des Affaires étrangères entre 1974 et 1976, Jean Sauvagnargues, possédait une maison de vacances à Gassin, l’ancienne chapelle des Pénitents blancs. Il y séjournait à l’été 1976 lorsqu’il y fut appelé au téléphone par le secrétaire d’État américain Henry Kissinger lors de la crise diplomatique opposant la France et les États-Unis sur le sujet du programme nucléaire pakistanais. Le ministre de Charles De Gaulle, Alexandre Sanguinetti, s’était retiré à Gassin, où sa femme s’est éteinte en 2015.
En  2017, le milliardaire américain Charles S. Cohen, producteur de films et promoteur immobilier, a racheté le château de Chausse où il s’installe avec sa famille,,,. Il envisage une réorganisation du site et la création d’un festival du film.
Le chanteur Aldo Killy y a vécu de longues années, comme le peintre Guy Texidor, jusqu’à leur décès en 2018.
Le chef Michel Roux, trois étoiles au Guide Michelin, possédait La Bergerie à Gassin avec un vignoble.
L’écrivain et journaliste Edward Jay Epstein a rencontré à plusieurs reprises à Gassin l’officier du renseignement américain Tennent H. Bagley. Ce dernier l’a informé sur les défections d’espions russes.

### Héraldique, logotype et devise

#### Héraldique
|  | Les armoiries de Gassin se blasonnent ainsi : D'azur au château donjonné de trois tours d'argent, maçonné, ouvert et ajouré de sable. |

#### Devise
La devise de la commune est « May d’honour que d’honours », maxime en provençal qui peut être traduit ainsi : « Plutôt l’honneur que les honneurs ». Elle se retrouve sur le blason officiel de la commune. Il s’agit de la devise de la famille Castellane-Saint-Juers, qui furent les seigneurs de Gassin.